# Dioses de los Reinos Olvidados
Las deidades de los Reinos Olvidados, uno de los escenarios de campaña del juego de rol de Dungeons & Dragons, constituyen sin duda una influencia de primer orden sobre el mundo de Toril, tanto por su actuación directa como por medio de sus iglesias y/o seguidores. En ellas se pueden encontrar sacerdotes como clérigos, druidas y chamanes, pero los brujos también pueden realizar pactos con otras potencias. Con el advenimiento de la quinta edición mucho material ambientado en los Reinos aparece en muchos de los manuales. Otros escenarios de campaña, como Falcongrís, Dragonlance, Ravenloft, Sol Oscuro o Planescape, pueden tener conexión con los Reinos, de manera indirecta. Sus panteones y dioses no son una excepción, y se puede observar un buen ejemplo en los panteones de las razas no humanas. Algunas deidades están presentes en ambos mundos, a veces con variaciones en su denominación; por ejemplo Lolth, la deidad principal de los drow en los Reinos Olvidados, se describe específicamente como la misma deidad que Lolth en otros escenarios de campaña. Las deidades se incluyen en esta lista solo cuando están documentadas en una fuente específica de los Reinos, se indica claramente que existen en ese escenario de campaña o se sobreentiende por el contexto. La gente común de los Reinos llama normalmente potencias (powers) a estos seres divinos.
Asimismo la cosmología tradicional de los Reinos se establece en el modelo de la Gran Rueda (Great Wheel), pero otras dos teorías cosmológicas son la del Árbol Mundo (World Tree), que imperaba en la tercera edición, y la del Eje del Mundo (World Axis), utilizada en la cuarta. En esencia, Ed. Greenwod, autor de los Reinos, concibió juntos a los planos de la Gran Rueda y sus dioses nativos. Y en los mismos planos existen criaturas cuyo poder es similar a los dioses, como los Señores demoníacos del Abismo, las Archifatas del Páramo Feérico o los Príncipes Elementales, que también pueden reunir cultos en sus nombres. Otros seres planarios emparentados con los dioses también pueden conformar cultos y panteones, como los Primordiales o los Males Antiguos
El material en español de los Reinos corrió a cargo de varias editoriales, como Ediciones Zinco, Devir Iberia o la más reciente, Edge.

## Panteones
Las deidades individuales suelen organizarse en panteones, que suelen estar delimitados por líneas raciales y/o geográficas, y cuyos miembros están más o menos estrechamente relacionados. El gran panteón humano, que domina la mayor parte de Faerûn, es el denominado panteón faerûnio o faerûnense, que es en realidad una enorme amalgama de dioses de muy diversos orígenes, tanto nativos como inmigrantes, con un sentimiento de unidad muy escaso y unas relaciones muy diversas entre sí, tanto en profundidad como en naturaleza. En pocas palabras, el panteón faerûnense es sinónimo de Reinos Olvidados. No todos los dioses del este grupo son adorados en todas partes, es común que en una región solo unas cuantas de estas fes sean predominantes, pero siempre es posible encontrar adoradores dispersos o no organizados de las demás. El otro gran panteón humano es el mulhorandino, inspirado en la religión del Antiguo Egipto, formado principalmente por una familia de dioses no oriundos de Toril y que se enseñorea de los territorios de Mulhorand, Unther, Semphar y Murghôm. Como es lógico, entre ambos, hay varios territorios de transición en los que las mezclas religiosas son la tónica dominante. Se pueden dividir a las deidades de los Reinos en nativas e inmigrantes, aunque tal distinción no suponga ninguna importancia para las gentes de Toril. Las deidades inmigrantes vinieron a los Reinos a través de umbrales; entre ellas hay varios dioses de la mitología olímpica, faraónica, asgardiana o, por poner otro ejemplo, la védica; la mayoría de las veces esas deidades son variantes específicas de los Reinos.
Separados por líneas de sangre, mucho más que por límites geográficos, están los panteones raciales de las principales razas humanoides que aparecen en el Manual del jugador; elfos, enanos, medianos, gnomos, drows u semiorcos. Cada uno con sus propios dioses muy diferentes unos de otros. Lo mismo ocurre con la mitología de los monstruos, que puede o no coincidir con los mitos de otros escenarios de campaña. Los panteones de los gigantes, trasgos y dragones son los más importantes. Ocurre en ocasiones, sobre todo en las ciudades grandes y cosmopolitas, que la distribución racial de la población se corresponde casi exactamente con la distribución de las diversas iglesias y creencias, cada una con sus propios clérigos y ministros atendiendo a su feligresía de una raza, cultura u origen determinado. Las deidades nativas son aquellas que surgieron durante o tras la fundación del mundo y solo son veneradas aquí. La mayoría de las deidades nativas son adoradas por razas que surgieron del caos primordial: los dragones y los descendientes de las razas progenitoras: humanos; sarrukh o escamosos (hombres lagartos, nagas, yuan-ti); batrachi o anfibioides (locathah, bullywug, doppelganger); aearee o avianos (aarakocra, kenku) y también feéricos o silvanos (korred, pixies y duendes). Las razas de otros mundos que se establecieron en los Reinos llevaron con ellos a su propio panteón, como los enanos con los Morndinsamman.

### Ao, dios supremo de Toril
Ao, conocido como el Oculto, es el dios supremo (overgod) de los Reinos y por ende, del plano Material de Toril. Es responsable de la creación de las primeras deidades de Toril y de mantener el equilibrio cósmico. Ao posee poder supremo sobre todas las deidades y es capaz de elevar a un mortal a la divinidad. Ninguna criatura puede ser ascendida a la divinidad sin su aprobación. En esencia Ao es el dios de las deidades de Faerûn y ni tan siquiera un ataque combinado de todas la deidad podría causarle daño alguno. También es el creador de las Tablas de Destino, donde se encuentran las prerrogativas, dignidades y naturaleza de cada deidad adorada en Toril. Tal es su poder que durante la Era de los Trastornos expulsó al resto de dioses de sus moradas (excepto a Yelmo), pero no interactúa con los mortales ni ejerce influencia directa sobre el mundo. Y aún más allá, parece que el propio Ao posee un señor superior del que nada se sabe. El Oculto se mantiene al margen de las luchas de poder de las deidades de Faerûn (y más aún de las otras potencias de los Reinos). Existieron en Faerûn unos breves cultos a Ao surgidos a raíz de la Era de los Trastornos, en boca de sus sacerdotes, llamados ministros. Ao no las respaldó y estos cultos desaparecieron rápidamente.

## Dioses de Faerûn
Faerûn es el continente principal de los Reinos Olvidados y el panteón faerûnio es el más importante de todos.

### Panteón faerûnense o faerûnio
Estos son los miembros de panteón faerûnio establecidos después de la Segunda Secesión (Second Sundering), descritos en la Guía del Aventurero de la Costa de la Espada. El panteón faerûnense es adorado principalmente por humanos pero muchas otras razas también veneran a estos dioses. Por ejemplo, los medianos veneran a Tymora como una diosa de su panteón y los gnomos llaman Nebelun a Gond. Estas deidades son las veneradas principalmente por los habitantes de la Costa de la Espada y el Norte de Faerûn.
- Akadi (o Akadia): La Dama de los Vientos es la diosa del aire elemental, pero también está asociada con la velocidad, el movimiento y el cambio. Su alineamiento es neutral. También es la patrona natural de las aves y otras criaturas aladas de Faerûn. Al igual que el resto de deidades elementales es una deidad despreocupada y distante; en realidad se trata de uno de los primordiales venerados como deidades. Los sacerdotes de la Reina del Aire promueven la libertad y los viajes, y su diosa les enseña que deben moverse tanto como sea posible de un lugar a otro y de actividad en actividad. Ella y sus adoradores son diametralmente opuestos a la rigidez de Grumbar, Señor de la Tierra.[6][7]

- Amaunator: El Guardián del Sol Eterno es el dios del sol y el orden; del ciclo de los cielos y las leyes en la tierra. Los campesinos rezan al Dios Amarillo para obtener buen tiempo para sus cosechas. En las ciudades Amaunator es un intransigente dios del orden, la ley y no es de extrañar que sea el patrón de los burócratas y adalid de la civilización. Sus seguidores se aseguran de que se cumplan las leyes y los juramentos. Es un dios extremadamente legal que sigue la ley al pie de la letra pero no comparte necesariamente su espíritu. Siguiendo la trayectoria de un reloj, se dice que el Dios Amarillo fue una antigua deidad de Netheril que murió tras la desaparición del imperio y que nuevamente resurgió.[8][9][6]

- Asmodeo: Llamado el Señor de los Nueve, Asmodeo es una deidad legal maligna de la indulgencia y el pecado. El culto público a Asmodeo comenzó a extenderse tras la Plaga de Conjuros y el populacho acudía al único dios que parecía no haber abandonado a los mortales. Después de transgredir a un dios de algún modo, se ora a Asmodeo para que proporcione alivio durante la larga espera. Lo que se cuenta en el Norte es que el Viejo Cuerno y Pezuña es en realidad el gobernante del plano infernal de los Nueve Infiernos, hogar de los diablos y es el más poderoso de sus gobernantes, los Archidiablos.[9][6]

- Auril (o Áuril): La Dama Gélida es la caprichosa e inclemente diosa del frío y patrona estacional del invierno. Su alineamiento es neutral maligno. La Señora del Beso Escarchado es venerada principalmente por miedo a la crudeza del invierno; su adoración, como era de esperar, se concentra en las regiones frías del Norte de Faerûn. El pueblo llano la propicia con la esperanza de obtener un invierno no tan crudo. Auril forma parte de los dioses de la Furia. Sus sacerdotes buscan lograr que todas las gentes teman a su diosa y a su clero mediante la furia del clima invernal. Unirse al clero requiere pasar un ritual conocido como el Abrazo, durante el cual se corre a través de una ventisca; si el neófito no muere congelado será aceptado entre las filas de su iglesia.[10][6][11]

- Azuth (o Azut): Conocido como el Alto o Sumo, Azuth es el dios patrón de los magos, los mágicos (mages) y todos los otros lanzadores de conjuros (spellcasters) en menor medida. El Primer Maestro patrocina la práctica de la magia y sus rituales arcanos pero no la magia en sí misma. Se le rinde culto de manera simbólica cuando se realiza una tarea relacionada con el lanzamiento de conjuros y el saber arcano. Un mago podría suplicar una bendición al Supremo cuando inscribe un pergamino o memoriza sus conjuros. Es un dios legal neutral y fiel sirviente de Mystra, la diosa de la Urdimbre. Azuth tiene muy pocos seguidores y sus templos poseen una jerarquía muy estricta. En ellos también se patrocinan luchas entre mágicos.[10][6][12]
- Beshaba: La Doncella del Infortunio es una diosa caótica maligna del infortunio, la mala suerte y los accidentes. La Dama Ruina es adorada en gran medida por miedo y su clero instruye a todos sobre cómo hacerle ofrendas para estar protegidos contra el infortunio. Beshaba es la hermana de Tymora, la Diosa Fortuna, y ambas mantienen una rivalidad abierta. Durante las grandes ceremonias se suele incluir a la Doncella de la Anarquía para evitar que esta cause una gran desgracia. Beshaba tiene pocos templos y posee pocos devotos. Cualquier aventurero suplicaría a Beshaba para cruzar un puente desvencijado y pedirle que mantuviera el puente intacto. En un pasado incluso se creía que Beshaba era amante de Tempus, dios de la guerra.[13][6][11]
- Bhaal (o Baal, Bheil): El Señor del Asesinato es un terrible ser ampliamente temido y es el patrón de los asesinos. El dios del asesinato favorece especialmente la muerte violenta o ritual y sus adoradores deben cometer muertes periódicas. Forma parte de los Tres Muertos, una tríada de dioses malignos, junto con Perdición y Myrkul. Su alineamiento es neutral maligno, pero en un pasado era legal maligno y servidor de Perdición. Naturalmente, rezarle no era algo que la gente común hiciera, era algo que hacían los que cometían crímenes, ya sea para ganarse la vida o por otras razones. Antes de su muerte durante la Era de los Trastornos dejó una numerosa prole que más adelante azotó a la Puerta de Baldur (Baldur´s Gate), los engendros de Bhaal. En entornos urbanos prefiere el avatar del Carnicero, que tiene la apariencia de un cadáver de un varón humano con grandes cicatrices sufridas por las laceraciones. El las zonas rurales elige como avatar al Devastador, un monstruo depredador de enormes proporciones. En las Tierras de la Horda sus adoradores le llaman Niynjushigampo, el dios antiguo de la muerte.[6][13][14][15]
- Caballero Rojo, el: La Señora de la Estrategia, tan solo conocida como el Caballero Rojo, es la diosa de la planificación y las tácticas para la batalla. Ella sirve directamente a Tempus, el dios de la guerra, por lo que no posee muchos seguidores. Es de alineamiento legal neutral. Su iglesia, conocida como la Compañía Roja, es una rama monástica dentro de los templos de Tempus. Los miembros de la compañía sirven en los ejércitos como comandantes de alto rango de escuadrones de élite o instructores de escuelas de guerra. Unos cuantos clérigos del Caballero Rojo han sido autores de libros de estrategia militar.[16][17][18]
- Chauntea (o Khauntea): La Gran Madre es la personificación de Toril y la diosa de la vida y la agricultura. Su alineamiento es neutral bueno. Es la patrona de los granjeros y jardineros, y también la diosa estacional del verano. Es la diosa más venerada entre los humanos en Faerûn quienes la honran durante la cosecha; de hecho se piensa que las plantas cultivadas por los humanos tiene su especial bendición. La Diosa del Cereal es vista como la contrapartida domesticada de Silvanus, dios de la naturaleza salvaje. En los pueblos los clérigos de la Diosa del Cereal enseñan que es una diosa madre que mantiene la seguridad del hogar, cultivos y ganado. Los templos de Chauntea, que sirven también de graneros para la comunidad, marcan el paso de las festividades estacionales.[16][6][19]
- Cyric: El Sol Oscuro es el dios megalómano de las mentiras y los conflictos, y es caótico maligno. Sus clérigos dementes dicen que también patrocina el asesinato, la intriga, el engaño o la ilusión, ámbitos de poder que tuvo en un pasado. La iglesia del Príncipe de las Mentiras extiende rumores malintencionadamente, siembra la discordia y enseña que nada es permanente. Fue él quien asesinó a Mystra y provocó la Plaga de Conjuros (Spellplague), un acto que le costó gran parte de sus seguidores. En su apoteosis reunió los poderes de muchos dioses diferentes para poco después caer en un estado de demencia y perder una gran parte de sus atribuciones, a manos de Perdición y Kelemvor. Ya recuperado, es todavía uno de los cuatro dioses malignos más poderoso de los Reinos. Los eclipses son especialmente favorecidos en su culto pero su fe sigue insistiendo en que Cyric es el único y verdadero dios.[20][6][21]
- Deneir: El Señor de Todos los Glifos e Imágenes es el dios de la escritura y patrón de los escribas. También es una deidad de los glifos, las runas, las imágenes pictóricas, la literatura y patrón de los escribas y cartógrafos. Es neutral bueno. Los fieles del Primer Escriba están obsesionados con los libros y la preservación de documentos escritos. Se le invoca habitualmente cuando uno desea escribir, copiar o crear un manuscrito o una obra de arte. También se le conoce como el Escriba de Oghma y se dice que lo sirve voluntariamente, siendo su mano derecha. Sus fieles mantienen un voto de caridad enseñando al pueblo común a escribir. No es de sorprender que sus templos funcionen como adustas bibliotecas. Uno de los mayores sacerdotes de éste dios es el clérigo Cadderly Bonaduce.[20][22]
- Eldath (o Eldat): La Madre Guardiana de las Arboledas es la diosa de la paz y los lugares tranquilos. Como Diosa de las Aguas Cantarinas también protege las cascadas, los manantiales y los estanques de agua dulce. Es neutral buena. Como una de las deidades de la naturaleza sirve voluntariamente a Silvanus, y considera a Mielikki su hermana. Sus clérigos y druidas devotos alegan que la Silenciosa puede ser sentida dondequiera que haya calma. Su iglesia hace voto de no violencia y consiste en pequeñas comunas naturalistas. La Silenciosa es la deidad del consuelo, la sanación y calma; se dice que sus estanques sagrados pueden sanar enfermos, curar la locura y proporcionan alivio.[20][22]
- Gond: El que Trae las Maravillas es el dios del artificio, la artesanía, la forja y la construcción. Es de alineamiento neutral pero acepta a todo tipo de seguidores. Es un fornido herrero con un poderoso martillo y un yunque con los cuales trabaja el metal estelar. Entre los adoradores de la Inspiración Divina se encuentran artesanos, herreros, ingenieros, inventores, carpinteros, relojeros y en general todos los artesanos gremiales. Gond favorece especialmente la creación de objetos pero no el uso que se le da a tales artilugios. En la isla de Lantan, hogar de los gnomos faerûnenses, es venerado como parte del panteón gnomo.[23][24]
- Grumbar (o Grúmbar): El Rey de la Tierra Bajo las Raíces es el dios de las montañas y la tierra elemental en los Reinos. Las razas civilizadas lo consideran una deidad de la solidez, inmutabilidad y los juramentos. Es de alineamiento neutral. Grumbar se opone a los cambios de predica Akadi, Señora del Aire. Sus templos cavernarios, que a veces alcanzan la Infraoscuridad, albergan también gnomos de las profundidades o duergar. Estos fieles han jurado viajar siempre por tierra y tienen un código moral muy retrógrado e inamovible. El Señor de la Tierra es uno de los cuatro Señores Elementales venerados como deidades en Faerûn.[6][25]
- Gwaeron Windstrom (o Güeron Viêntrom): El Gran Rastreador es al menos un semidiós neutral bueno que patrocina la interpretación de las señales del bosque. Su base de adoradores consiste en una cofradía de exploradores en el Norte de los cuales es su patrón. Como la Boca de Mielikki, Gwaeron fue en el pasado un explorador talentoso y ahora sirve para transmitir los mensajes de la diosa. Se cree que el Rastreador que Nunca se Desvía favorece especialmente a los cazadores de troles.[23][17][6][25]
- Hoar: El Portador de la Ruina es un semidiós de la venganza y del justo castigo por aquellos que buscan el ojo por ojo. Posee muy pocos adoradores. El Poeta de la Justicia es una deidad antigua, legal neutral, y en un pasado formaba parte del panteón unthérico con el nombre de Assuran. Su clero busca a las víctimas de injusticias y rastrea a los perpetradores para infligirles una forma adecuada de castigo. Ninguna injusticia es demasiado grande como para que se encuentre un castigo adecuado, lo que hace que su iglesia se gane las iras de los vigilantes y los tiranos por igual, así como la adulación de los oprimidos.[23][17][26]
- Ilmater (o Ilmáter): El Dios que Llora es el dios del sufrimiento, el martirio y la perseverancia, famoso por su compasión y resistencia. En un mundo cruel, los que sufren, los enfermos y los pobres han llegado a confiar solo en los seguidores del Señor Roto por el Dolor para buscar socorro frente a todo ello. El pueblo llano clama por estos mártires, que aceptan voluntariamente sufrir en sus propias carnes la miseria de los dolientes para que estos tengan un momento de alivio. El deber de sus seguidores incluye hacer obras de caridad para atender a las víctimas de calamidades como plagas o guerras. También intervienen personalmente para detener la violencia por la fuerza pero la mayor parte del tiempo se encargan de labores curativas. Ilmater, Torm y Tyr conforman la Tríada.[27][28][29]
- Istishia: La encarnación elemental del agua y uno de los cuatro señores elementales adorados como deidades en los Reinos. Es de alineamiento neutral. El Señor de las Aguas también es una deidad de la purificación que sus seguidores realizan siempre sumergiendo en agua. La iglesia del Señor de los Elementales de Agua trabaja para evitar que las fuentes de agua se corrompan por el estancamiento y también ofrece sus servicios diplomáticos entre las razas terrestres y marinas. Istishia es un ser impredecible y voluble como el agua, y sus fieles evitar permanecer mucho tiempo en un sitio. Fluyen y se adaptan como las aguas. Sus templos también son célebres por ofrecer excelentes ejemplares de alfarería. Como era de esperar Istishia se opone a Kossuth, el Señor del Fuego.[6][30]
- Jergal (o Yérgal): El Implacable es el escriba de los muertos y es legal neutral. Es un semidiós del fatalismo, los entierros decentes y también patrón de los guardianes de tumbas. El Senescal Negro trabaja como escriba de Kelemvor, el Señor de los Muertos; suyo es el deber de registrar cada nombre de todos los fallecidos en los Reinos. Raramente es adorado por los mortales, excepto por aquellos que se dedican a tratar con los muertos en antiguas criptas. Hastiado de su posición, Jergal decidió hacer una competición entre los tres mortales para que se repartieran su reino. El concurso lo ganó Perdición, que escogió el odio, el miedo y la tiranía. Myrkul quedó en segundo lugar, reclamando para sí el Trono de Huesos del Señor de la Muerte. El tercero, Bhaal, escogió el asesinato. Jegal permaneció en el Palacio de los Huesos, sirviendo como semidiós al dios de la muerte que ocupara el trono. A la muerte de Myrkul, siguió sirviendo a Cyric hasta que éste fue despojado del reino, que cayó en manos de Kelemvor. Por supuesto, sigue también a sus órdenes.[27][17][6][31]
- Kelemvor (o Kélemvor): El juez de los Malditos, Kelemvor, es el dios de los muertos cuya labor consiste en enviar las almas hacia su destino final. Es el señor de la Aguja de Cristal, su palacio en el Plano de la Fuga, y posee alineamiento legal neutral. Se considera una deidad legítima, justa y reconfortante. Los fieles de Kelemvor ofrecen una transición pacífica para llegar al cuidado del Señor de los Muertos. También ayudan a los moribundos y ofician funerales para aquellos que no podrían costeárselos. Precintan los lugares azotados por las plagas e intentan oponerse a aquellos que causan muertes violentas e indiscriminadas. Es servido por Jergal, el escriba de los condenados, quien se encarga de llevar un registro de los fallecidos. Los sacerdotes de Kelemvor, los guías fúnebres, aborrecen a los muertos vivientes y dedican todos sus esfuerzos para exterminarlos. Por extensión también se oponen al uso de la nigromancia y la magia que altera el ciclo natural de la muerte.[32][33]
- Kossuth (o Kossut): El Señor de las Llamas es el dios del fuego elemental y la purificación por medio del fuego. Es de alineamiento neutral y se trata de uno de los cuatro Señores Elementales, primordiales adorados como dioses en los Reinos. El Señor del Fuego es el patrón natural de las criaturas de fuego, como los ífrit, salamandras o azer. Kossuth es poco adorado en Faerûn excepto en Thay; los thayinos creen que el dios intervino en la Guerra de las Salamandras y desde entonces le honran, en especial los magos evocadores de la magia de fuego. Sus sacerdotes se reúnen en templos cenicientos dentro de una jerarquía muy estricta, pero no son más que una caterva de pirómanos y cultistas que desean purificar en mundo por medio de un cataclismo ígneo. Por su naturaleza es opuesto a Istishia, el Señor del Agua.[6][34]
- Lathander (o Lazhánder): El Señor del Alba es el dios de la primavera, el nacimiento y la renovación. Es neutral bueno. Se trata de una deidad del amanecer, la juventud, la creatividad, la vitalidad, la perfección personal y el atletismo. No es en sí mismo una deidad del sol sino del amanecer, que representa el inicio del día con un nuevo potencial. El Amanecer de la Inspiración es ante todo un dios de los comienzos: a él se le reza cuando uno de embarca en un viaje, comienza una nueva empresa o quiere bendecir a los recién nacidos. El Dios Rosa y Dorado es inmensamente popular entre los jóvenes de los Reinos y sus iglesias se establecen especialmente en territorio humano. Sus sacerdotes son el arquetipo de clérigo, pues curan heridas, arengan a las masas y favorecen a la comunidad. Sus seguidores, ataviados con los colores rosados, naranjas y amarillos, también luchan contra los muertos vivientes y la oscuridad.[35][6][36]
- Leira: La Señora de las Brumas es la diosa del engaño y las ilusiones, y por ende es la patrona de los ilusionistas y mentirosos. Es caótica neutral. Nadie conoce su auténtica naturaleza y posee numerosas máscaras; incluso el pueblo llano la ha considerado muerta en el pasado y ahora abraza la extraña idea de que es hija de Cyric. Sus fieles, aunque escasos, son como la Dama del Engaño: enigmáticos, silenciosos y retraídos. Llevan siempre máscaras para permanecer en el anonimato. Sus escasos templos parecen sumidos en una perpetua bruma. Circula el rumor de que la diosa inventó el ruathlek, el idioma secreto de los ilusionistas y la lengua oficial hablada en la isla de Nimbral.[35]
- Lliira (o Laira): La Dama del Deleite es la querida y risueña diosa del jolgorio. Es caótica buena y sirve voluntariamente a Sune. También es la deidad de la felicidad, el baile, la espontaneidad y la libertad. Nuestra Señora de la Alegría, como patrona de los festivales, es adorada con la danza, los chistes desternillantes y las risas. Se opone tajantemente a la violencia. Los jubilantes, como se conoce a sus seguidores, consideran que su misión es la de hacer feliz a los demás, aunque sea solamente por un instante. Las celebraciones más sagradas comienzan con las Espadas Abatidas, un ritual en el que dos o más armas son arrojadas al suelo y enterradas bajo un montículo de flores frescas. La Jubilante está aliada con Waukeen, y en un pasado tuvo los ámbitos de poder del comercio y la moneda.[35][37]
- Loviatar: La Dama del Flagelo es la terrible y exquisita deidad del dolor. Es legal maligna y sirve a Perdición, y también una diosa intrusa del panteón finés. Se la considera una diosa asociada con el daño, la agonía, el tormento, el sufrimiento y la tortura. La Doncella del Dolor enseña que la capacidad de lidiar y soportar el dolor es la medida del poder personal. No es de extrañar que le recen los sádicos, los masoquistas y las personas que buscan oficios que incluyen lidiar con el dolor, como torturadores o verdugos. Sus templos decadentes, aunque pocos, proliferan en las tierras civilizadas; en ellos se lleva a cabo rituales macabros que incluyen la flagelación y la mutilación.[38][39]
- Malar (o Málar): El Dios Bestial es una deidad primitiva y caótica maligna de la caza. Se trata de un dios asociado con los cazadores y depredadores, la sed de sangre, el acecho y las bestias y monstruos merodeadores. También es el patrón de los licántropos malignos. El de la Sangre Negra personifica el lado salvaje y violento de la naturaleza: el de los instintos, los colmillos y la garras, y el ciclo del cazador y la presa. La Bestia, como es comúnmente denominado Malar, predomina en las tierras salvajes y su fe es profesada por muchas razas salvajes diferentes. Sus seguidores preparan cacerías salvajes rituales, propagan la maldición de la licantropía y desprecian la civilización por verla débil. El pueblo común reza a Malar para propiciar las partidas de caza, y es especialmente apreciado entre tribus de bárbaros, druidas y exploradores. Malar es uno de los dioses de la Furia, comandados por Talos. Planeó junto con Lloth la caída de Siempreunidos, la isla- refugio de los elfos.[38][40]
- Máscara (o Mâskhara; Mask): El Señor de las Sombras es el dios de los ladrones, el latrocinio y las sombras. Anteriormente era neutral maligno pero su alineamiento tiende a caótico neutral. El Maestro de Todo Ladrón es un dios polifacético y tramposo, patrón de las cofradías de ladrones, estafadores, espías y maleantes. Estos dicen que todo lo que ocurre en las sombras es propiedad de Máscara. Los cortesanos y diplomáticos también susurran plegarias en su nombre con la esperanza de que las negociaciones salgan exitosas. Hay dos tipos de adoradores casuales de Máscara: los que ejercen la profesión de ladrón y los que intentan apaciguarlo para que deje sus objetos de valor en paz.[38][41]
- Mielikki: Nuestra Señora del Bosque es la diosa neutral buena de los bosques y patrona de los exploradores de los Reinos. También es apreciada como una deidad de las criaturas forestales, el otoño y las dríadas. Está al servicio de Silvanus y aliada estrechamente con Eldath. No obstante la Reina del Bosque raramente es mencionada, pues se trata de una entidad enigmática y distante que cuida de todas aquellas personas de buen corazón que se ubican en la foresta. Mielikki raramente se da a conocer; cuando así lo desea envía a Gweron Windstrom, su portavoz en los Reinos. También es servida por dos diosas, Shiallia y Lurue. Las personas que buscan niños extraviados en los bosques también le rezan para obtener su beneplácito. Uno de sus más fieles seguidores es el elfo oscuro Drizzt Do'Urden. Mielikki es una diosa inmigrante del panteón finés.[42][43]
- Milil: Patrón de los poetas y músicos, Milil es el dios neutral bueno de la canción, pero también de la elocuencia. El Señor de la Canción sirve voluntariamente a Oghma y representa la chispa de la creatividad. Es adorado por bardos, trovadores y todo tipo de artistas, quienes alegan que Milil es la fuente de inspiración que anhelan. Su culto prolifera especialmente entre humanos, elfos y semielfos, así como cualquiera criatura con dotes para el canto. El pueblo llano lo denomina como la Mano Real del Sabio Oghma, y cree que realmente es su mano izquierda. Por eso en los Reinos se asocia ser zurdo a tener talento artístico.[42][44]
- Myrkul: El Señor de los Huesos es el dios de la muerte y su alineamiento es neutral maligno. También está asociado con la vejez, el crepúsculo, el declive, el otoño y en general el final de las cosas. Los fieles de Myrkul creen que el escalofriante Antiguo Señor Calavera reclama las almas de los difuntos faerûnenses para entregárselas a Kelemvor, juez de los condenados. Más que rezarle, al Segador se le teme y se le culpa de los huesos doloridos y la pérdida de visión. Sus sacerdotes predican su fe a través del miedo a la muerte, pero sus templos, similares a mausoleos, son escasos. A menudo son practicantes de la magia de la nigromancia. Formalmente ofician entierros y se encargan de lidiar con los problemas que puedan causar los fantasmas de los difuntos. Se dice que Myrkul murió durante la Era de los Trastornos, pero regresó de nuevo a los Reinos como uno de los Tres Muertos, junto con Perdición y Bhaal.[45][6]
- Mystra: La Dama de los Misterios, diosa de la magia, controla y canaliza la Urdimbre. Se trata del tejido mágico que permea los Reinos y al que los lanzadores de conjuros acuden para dar forma a sus conjuros, ya sean arcanos o divinos. Por lo tanto la Madre de Toda la Magia es en esencia la diosa de las posibilidades. Su alineamiento es neutral bueno. Es venerada a diario por aquellos que usan las artes mágicas u objetos mágicos. La fe de Mystra está extendida por todo Faerûn, y sus seguidores se dedican a fomentar el uso responsable de la magia así como también arreglan las áreas de magia salvaje o muerta. Nuestra Señora de los Conjuros es en realidad la cuarta encarnación de la deidad de magia en Faerûn. Primero fue Mystryl en tiempos de Netheril, pero se sacrificó para que la Urdimbre no fuera afectada durante la locura de Karsus. La segunda Mystra, legal neutral, sucumbió a manos de Yelmo durante la Era de los Trastornos pero delegó su manto divino en una mortal, Medianoche. La tercera Mystra pereció a manos de Cyric, lo que causó el cataclismo de la Plaga de Conjuros.[45][46]
- Oghma (u Ogma): El Señor del Conocimiento, una de las deidades más antiguas del panteón, es el dios de la inspiración, la invención, el conocimiento. Es de alineamiento neutral, patrón de los bardos y proviene del panteón celta. Se dice que antaño llegó a Faerûn y fue el encargado de ponerle cada nombre a cada cosa que existe sobre la faz de Faerûn, y por ello sus fieles lo conocen como el Atador. Oghma representa la forma más pura de conocimiento, esto es, las ideas. Una idea no ocupa espacio pero puede derrocar un imperio. Las personas que tratan de alguna forma con el conocimiento y las ideas como sabios, magos, cartógrafos, artistas, bardos, secretarios, inventores, eruditos, escribas y similares forman su base de adoradores. Es anatema para su iglesia la difusión de las mentiras, el engaño y la ignorancia. Oghma es un dios mayor servido por Deneir, el racional dios de la escritura, y por Milil, el emocional dios de la canción.[45][47]
- Perdición (o Bein; Bane): La Mano Negra es el dios faerûnense de la tiranía, el odio y el miedo. Es por lo tanto legal maligno. El Señor de la Oscuridad sostiene unos valores simples: los fuertes tienen el derecho a someter a los débiles. La tiranía de Perdición es conocida en todo Faerûn, y es la imagen con la que se representa más frecuentemente el rostro del mal. Se jacta de ser la deidad maligna de mayor poder mientras espera en las sombras maquinando cómo someter toda la faz de Toril. A él le sirven Talona, diosa de la enfermedad, y Loviatar, diosa del dolor. Conforma, junto con Bhaal y Myrkul, los Tres Muertos, una tríada de dioses malignos antaño mortales. La iglesia de Perdición se ha extendido por toda Faerûn, como una red de criminales, oligarcas y villanos hambrientos de poder. No obstante la mayoría de sus adoradores son percibidos por la gente común como adalides del orden, y sus sacerdotes pueden derrocar gobiernos corruptos o ser la primera línea de defensa contra las hordas salvajes. Se dice que la Mano Negra murió luchando contra Torm durante la Era de los Trastornos pero regresó a la vida nuevamente.[48][6][49]
- Savras: El Tercer Ojo es el dios de la adivinación y el destino, y es de alineamiento legal neutral. También es el patrón de los adivinos, la clarividencia y la verdad. Muy pocas personas en Faerûn le rezan pero es el favorito a la hora de realizar pequeños rituales oraculares. No posee ningún templo y sus escasos altares se ubican en esquinas de bibliotecas o salas de escritura. Sin embargo aquellos que desean descubrir la verdad, como investigadores, adivinos o jueces, musitan una pequeña plegaria en su honor. Dicen las leyendas que el Omnisciente pasó siglos atrapado dentro del bastón de Azuth, dios de los magos. Este accedió a liberarle a cambio de su servidumbre y desde entonces los profetas y sibilas suelen decorar sus bastones de manera recargada porque creen Savras podría ubicarse en ellos. Los espejos y las bolas de cristal son una de las parafernalias típicas de sus rituales.[48][17][50]
- Selûne: La Doncella Lunar, de alineamiento caótico bueno, es la diosa de la luna. Siendo una de las deidades más antiguas de Faerûn, goza de muchas atribuciones. Así es la deidad de las estrellas, la navegación, los navegantes, los trotamundos, la profecía, la gente en misión divina (questers) y también es la patrona de los licántropos buenos y neutrales. La mayoría de los humanos de Faerûn considera que la luna en el cielo es literalmente la mismísima diosa. Al igual que la luna, que también lleva su nombre, es una deidad de rostro cambiante. Las mujeres de todas las razas, que abundan dentro de sus templo, dicen que Nuestra Señora de la Plata gobierna los ciclos reproductivos, la maternidad y la leche materna es un símbolo especial en sus ceremonias. La leyenda más extendida entre el clero humano dice que Selûne y su hermana gemela Shar batallan sin cuartel desde el nacimiento del mundo; esta intensa y feroz rivalidad también se extiende entre ambas iglesias.[48][51]
- Shar: La Dama Oscura es una de las deidades más antiguas del panteón y hermana gemela de Selûne. Ambas diosas se odian con pasión y sus iglesias imitan estas inquinas. La Cantarina Nocturna, de alineamiento neutral maligno, es la diosa de la oscuridad, tanto en su forma física como en el corazón de las personas. Es la deidad de la noche, la pérdida, el olvido y los secretos no revelados. Shar es venerada por quienes deben aventurarse por lugares oscuros, como un minero o un goblin que no puede soportar la luz del sol. No obstante aquellos que sucumben a la tristeza, los que maquinan una venganza en silencio o aquellos que no pueden olvidar un recuerdo doloroso también suplican alivio a Nuestra Señora de la Pérdida. Los templos de Shar, siempre envueltos en las tinieblas, permanecen siempre en el anonimato. Sus seguidores alimentan extensas redes de intrigas, usando el subterfugio y la tentación para subvertir a figuras locales de poder.[48][52]
- Silvanus: El Padre Roble es el dios de la naturaleza salvaje y patrón de los druidas de los Reinos. Es de alineamiento neutral, guardián del equilibrio en la naturaleza y proviene del panteón celta. El Viejo Roble es a menudo percibido como la contraparte salvaje de Chauntea, diosa de la agricultura. Lo cierto es el que Silvanus representa la totalidad de la naturaleza; tanto los bosques como los desiertos, tanto los ciervos como los tiburones. La población del Norte, que lidia con los peligrosos bosques y montañas, percibe al Anciano Padre Arbóreo como un dios de tales lugares. Silvanus equilibra el mundo con sequías e inundaciones, o con frío y calor. Los seguidores de la fe silvanita intentan preservar el esplendor de la naturaleza porque la naturaleza salvaje es el estado original de Faerûn. Su base habitual de adoradores consiste en druidas, exploradores, viajeros de áreas silvestres, habitantes de áreas rurales y todo tipo de razas faerûnenses salvajes. Es un dios mayor servido principalmente por Mielikki y Eldath.[53][6][54]
- Sune: La Señora de la Melena Llameante, de alineamiento caótico bueno, es la diosa de la belleza, el amor y la pasión. El carisma y la belleza de un individuo es lo más apreciado por la diosa y sus seguidores se esfuerzan por parecer siempre atractivos a ojos ajenos. Se dice que, aunque es vanidosa y caprichosa, es la más hermosa de entre todas las deidades. Sus adoradores abogan por el placer de los sentidos; un hermoso cuadro, telas lujosas, música encantadora, un amante exquisito u olores suntuosos. Creen que experimentar tales gozos es tocar a la mismísima Sune. Sus templos suelen patrocinar mecenas de artistas reputados y también mercaderes de lujos exóticos. Los templos de la Princesa de la Pasión suelen abundar en tierras humanas y son célebres por sus recargados adornos y sus baños impolutos. Sune es servida por Lliira, diosa del jolgorio, y Sharess, diosa del hedonismo.[53][55]
- Talona: Conocida como la Señora del Veneno y la Dama de la Enfermedad, Talona es la terrible deidad de tales ámbitos. Es caótica maligna y sirve a Perdición. Acaso se trate de una de las deidades faerûnenses a las que más se le suplica. El pueblo común la culpa de la pérdida de una cosecha, la corrupción de las aguas, la muerte de un familiar enfermo o el repentino surgimiento de una devastadora plaga. Aunque sus templos poseen pocos sacerdotes su fe comienza a ser fuerte cuando estalla una plaga pululenta. Sus adoradores suelen trabajar de cara al público como boticarios o exterminadores de plagas pero lo cierto es que trabajan encubiertamente como asesinos letales, impregnando con veneno sus armas. Trabajan con sabandijas, serpientes y otros seres de naturaleza venenosa.[56][57]
- Talos: El Señor de las Tormentas es el dios furioso y caótico maligno de las tormentas y la destrucción. El Destructor es una deidad que encarna la parte destructiva y violenta de la naturaleza. Es temido por todo Faerûn por ser causante de los terremotos, incendios, tornados o remolinos, dejando todo a su paso en ruinas. También es una deidad de la rebelión y los amotinamientos, especialmente adorado por expoliadores, invasores, saqueadores y bandoleros. Los sacerdotes de Talos viven la vida como una sucesión aleatoria de caos y agitación. En los pueblos suelen actuar de agoreros errantes, predicando a viva voz que el Destructor puede llevarse la vida de cualquiera en cualquier momento. Es uno de los pocos dioses malignos aceptados en la civilización. Talos comanda y conforma a los dioses de la Furia, comandando a Umberlee, Auril y Malar.[56][58]
- Tempus: El Señor de las Batallas es el dios de la guerra en Faerûn. Su alineamiento es neutral (antes caótico neutral) pues la guerra es una fuerza de la civilización que no atiende a rangos ni dignidades. Como dios de la batalla y los combatientes, el Martillo de los Enemigos favorece la lucha justa y el comportamiento valiente. A lomos de sus monturas gemelas (Veiros y Deiros), el Martillo de Enemigos gobierna la marea de la guerra y dispensa sus favores al azar, favoreciendo por su naturaleza caótica a cualquiera de los dos bandos por igual. A Tempus le siguen el guerrero, el soldado, el bersérker, el mercenario, el miliciano o la espada de alquiler. Sus templos son construcciones prácticas que sirven como refugio y acopio para las batallas. Sus sacerdotes dicen que Tempus no gana batallas: él ayuda a ganarlas si el combatiente tiene agallas. Pueden armar y entrenar al pueblo común en caso de necesidad, y veneran con fervor a los caídos en batalla. Le sirven el Caballero Rojo, Uthgar, Valkur y Garagos.[56][6][59]
- Torm: La Furia Leal es el dios del deber y la lealtad, y es venerado por aquellos que se enfrentan al peligro por una buena causa mayor. De alineamiento legal bueno, es una deidad del sacrificio, el valor, la obediencia y como tal también es el patrón de los paladines. Quienes siguen la senda de la Mano de la Rectitud se adhieren a un estricto código de valores morales y éticos, tan apreciados en las órdenes conformadas por caballeros, paladines y cruzados. Sus adoradores fomentan la camaradería y el servicio al pueblo común. Torm sigue a Tyr como líder de la batalla, y junto con Ilmater conforman la Tríada. Sus sacerdotes alegan que durante la Era de los Trastornos murió luchando contra Perdición; pero que más adelante resurgió como un poderoso dios de la ley.[60][61]
- Tymora: La Dama Fortuna es la diosa de la buena suerte y es de alineamiento caótico bueno. También es la patrona de los aventureros y la deidad de la habilidad y la victoria. A ella le rezan los apostadores y jugadores de todo Faerûn. Nuestra Señora Sonriente favorece especialmente a aquellos valientes que se arriesgan a mejorar su suerte. Tymora tiene una infinidad de devotos y es muy apreciada. Puede ser el noble joven, el jugador atrevido, el mercader que asume riesgos, el peón de campo que fantasea y el haragán que maquina. Es especialmente apreciada entre las compañías de aventureros que todos los días se arriesgan en peligrosas empresas. Sus templos y sacerdotes son escasos porque la fe de Tymora es más personal que litúrgica. Incluso los medianos la veneran como una diosa de su panteón. Por su naturaleza es opuesta a su hermana, Beshaba, la diosa del infortunio.[60][62]
- Tyr: El Imparcial es el dios mayor de la justicia y es de alineamiento legal bueno. El Dios Tullido es representado como un guerrero noble al que le falta la mano derecha, que sacrificó para detener a Kezef, el Sabueso del Caos. También tiene los ojos cubiertos con una venda representando la ceguera que le causó Ao por cuestionar su sentido de la justicia. Los seguidores de Tyr Quijadas Serias se dedican a impartir justicia, corregir errores e impartir venganzas. No siempre son partidarios de la igualdad o la piedad pero alegan que los infractores deben ser castigados por la ley. Muchas órdenes de caballeros, inquisidores y paladines trabajan en su nombre, especialmente en las ciudades. Es el líder de la Tríada, conformada también por Ilmater y Torm, quienes le sirven.[63][64]
- Umberlee (o Úmberli): La Reina Perra, siempre colérica y violenta, es la diosa del mar. Se trata de una deidad de las olas, las corrientes, los vientos del mar y en general el clima oceánico. Su alineamiento es caótico maligno y pertenece a las deidades de la Furia, siendo lideradas por Talos. En las tierras costeras de Faerûn es propiciada para asegurarse una buena travesía por mar y apaciguar el ánimo de la Madre del Oleaje. Apenas tiene un clero organizado y la mayoría de la gente la venera por miedo a su fuerza destructiva. Sus sacerdotes vagan por las costas predicando sobre la Reina de las Profundidades, y se cree que llevar a uno de sus sacerdotes en una embarcación puede favorecer a la diosa. Muchas criaturas marinas malignas la veneran, especialmente los hombres-tiburón.[63][65]
- Valkur: El Capitán de las Olas, de alineamiento caótico bueno, es el dios patrón de los marineros, los barcos y los vientos favorables que soplan en el mar. Se trata de un héroe divino o dios menor al servicio de Tempus y también es una deidad del combate naval, aunque esta faceta es más bien secundaria. Los sacerdotes del Amigo del Marinero a menudo capitanean su propia tripulación, recorriendo la Costa de la Espada o el Mar de las Estrellas Fugaces. Unos pocos seguidores pueden hacerse piratas o corsarios pero es más común que lleven sus propios astilleros o administren flotas de navíos mercantes. El Poderoso es venerado por los habitantes Norte porque personifica las cualidades que más admiran los norteños, como la astucia, valor, fuerza y la maestría con las habilidades en la navegación.[17][66]
- Waukeen (o Waukin): La Amiga del Mercader es la diosa de la abundancia y el comercio, tanto el legal como el que no lo es. Es de alineamiento neutral y una deidad renombrada de la moneda y la riqueza. Entre sus seguidores se encuentran tenderos, tripulantes de navíos comerciales, mercaderes acaudalados, guías de caravanas, vendedores ambulantes, cambistas y prestamistas, ladrones ambiciosos y contrabandistas. A Nuestra Señora del Oro no le interesa la acumulación de monedas en sí sino la libre circulación del oro para que la civilización se pueda beneficiar del progreso. Los templos de la Doncella de las Monedas, estratégicamente ubicados en las ciudades, se parecen a casas gremiales que reúnen a la clase mercantil. Sus sacerdotes deben dejar un diezmo del diez por ciento para fomentar la economía local. Durante la Era de los Trastornos acabó atrapada en el Abismo bajo las garras del señor demoníaco Graz´zt pero más adelante consiguió liberarse.[63][67]
- Yelmo (o Helmo; Helm): Conocido como el Vigilante y el de los Ojos que Nunca Duermen, Yelmo es un dios legal neutral patrón de los vigilantes y los guardianes. El dios de la protección y la vigilancia es venerado por aquellos que necesitan mantenerse alerta ante sus enemigos o el peligro. Sus adoradores podrían ser guardaespaldas personales de una figura pública, guardias de la ciudad, carceleros de un criminal peligroso o vigilantes de la cámara del tesoro. En las leyendas el Oteador es una figura que nunca duerme y siempre está alerta. Durante la Era de los Trastornos fue el encargado, de manos de Ao, de custodiar la escalera celestial. Sus iglesias se suelen encontrar en lugares azotados por el peligro y la lucha, por eso sus sacerdotes son tan apreciados.[68][6][69]

### Miembros anteriores del panteón faerûnio
Estos otros dioses fueron en su día miembros del panteón faerûnense pero tras la Segunda Secesión ya no son miembros por diversas razones. Aun así siguen siendo deidades por derecho propio en el continente.
- Garagos (o Gáragos): El Saqueador, de alineamiento caótico neutral, es un semidiós de la guerra. Se trata de un dios salvaje y violento, una deidad de la habilidad con las armas, el saqueo y la destrucción. El Amo de Todas las Armas está más preocupado por la parte destructiva de la guerra y los saqueos que por la estrategia o táctica. En los tiempos de Netheril era conocido como Targus, un poderoso dios patrón de los berserkers y la victoria militar. Luchó contra Tempus y perdió, pero renació como Garagos; desde entonces le sirve a disgusto como exarca. Sus pocos sacerdotes pasan sus días fomentando los conflictos por toda Faerûn, atacan y destruyen a cualquier rival que se interponga en sus camino. Su culto no se profesa en la Costa de la Espada sino en el este de Faerûn.[17][70]
- Gargauth (o Gárgozh): Gargauth es un antiguo Archidiablo y el semidiós faerûnense de la traición y la corrupción política, que se convirtió en una deidad por una traición a los suyos. Es de alineamiento legal maligno y una deidad que encarna la crueldad y la manipulación política del poder. El Señor Oculto le promete poder a los falsos consejeros en el trono y los que están sedientos de poder. Tras la Segunda Secesión el Señor Perdido del Foso se encuentra atrapado en un artefacto conocido como el Escudo del Señor Oculto, prometiendo poder a sus cultistas para poder liberarlo de nuevo a Faerûn. El Décimo Señor de Nueve posee cultistas entre los brujos del pacto infernal en las tierras de Thay.[17][71]
- Hallador Wyvernspur (Finder; Puadeldraco): El Bardo Anónimo, de alineamiento caótico neutral, es un extraño dios de la transformación del arte, el ciclo de la vida (de la descomposición al renacimiento) y patrón de los sauriales (saurials). Fue uno de los Arpistas originales que obtuvo su divinidad tras matar a un avatar de Moander, liberando a los sauriales de su yugo. Es tanto una deidad de la reinvención como el ejemplo más comúnmente citado de orgullo desmedido. La iglesia de Hallador es realmente pequeña, consistiendo principalmente en jóvenes bardos esforzados y artistas excéntricos que buscan obtener fama y romper con lo obsoleto. No se ha vuelto a saber de él después de la Plaga de Conjuros.[17][26]
- Ibrandul: El Señor de las Profundidades Oscuras es una deidad calishita de la oscuridad, los lugares subterráneos y el sigilo. Era de alineamiento caótico neutral y popular entre ladrones, viajeros, prisioneros de mazmorras o aventureros. El Acechador en la Oscuridad es venerado como dios de las cavernas, los dungeons, la Infraoscuridad faerûnense y patrón de los rondadores (skulks). Dicen las leyendas que una vez fue asesinado por Shar y ahora es un aspecto suyo. Su iglesia cuida los lugares naturales de la Infraoscuridad y protege a los viajeros que se adentran por los accesos subterráneos que conectan con la Infraoscuridad. Su avatar toma la forma de un lagarto de fuego.[8]
- Iyachtu Xvim (o Iyakhtu Xvim): El Señor Cruel, de alineamiento legal maligno, era un semidiós de la tiranía y el odio. Nació fruto de la unión de Perdición y una señora demoníaca del Abismo. El Ahijado servía como instrumento de Perdición en los Reinos, cumpliendo la voluntad de su padre antes de Era de los Trastornos. Tras la muerte de su padre Xvim llegó a ser un dios menor venerado entre legiones de humanoides malignos y belicosos, como la Legión de la Quimera. Por desgracia para él su cuerpo fue utilizado para la resurrección de Perdición, acabando así con la Nueva Oscuridad y su culto. Su sacerdotes, guerreros militantes de armaduras oscuras, eran conocidos como authlims. Se especializaban en la destrucción a gran escala, con magia elemental o armas de asedio, y en la manera más eficiente de causar dolor y mutilaciones en sus víctimas.[72][73]
- Karsus (o Karso): Conocido como el Archimago, Karsus fue un poderoso arcanista de Netheril. Su alineamiento era legal neutral y venerado acaso como el dios de la hubris o ambición desmedida, o al menos eso cuenta la leyenda. Karsus creó el conjuro arcano más poderoso conocido en los Reinos, el avatar de Karsus, de nivel doce, y con ello desencadenó involuntariamente la caída de Netheril. Logró convertirse en un dios por un solo momento y por eso es conocido como el Dios Fugaz. Mystryl murió en el proceso de proteger la Urdimbre de Karsus, que no pudo albergar todo el poder del manto divino que había usurpado con su conjuro. La estatua de piedra de lo que queda del avatar fallecido de Karsus aún existe a día de hoy en el Bosque Terrible (cerca del Bosque Alto) y tiene un pequeño culto en su nombre.[17]
- Lurue: La Reina Unicornio nació como un culto de la bestia hasta alcanzar el puesto de semidiosa faerûnense patrona de las bestias parlantes y las criaturas no humanoides inteligentes. Es caótica buena y está al servicio de Mielikki, sirviendo a veces como su montura personal. Unicornios, pegasos y búhos parlantes la veneran como su reina. Es adorada como Yathaghera, la Reina Alada en la isla de Siempreunidos, y en las islas Moonshaes se cree que es una de las Archifatas. Tiene un pequeño culto entre los humanos, conocido como los Caballeros del Unicornio, que opera en la Puerta de Baldur y Cormyr, y sirve como tótem inspirador para estos galantes trotamundos.[74][75][17][76]
- Moander (o Moánder): El Oscurantista era una antigua deidad faerûnense de la putrefacción, la decadencia y la corrupción. Era caótico maligno y fue desterrado de Faerûn en más de una ocasión. Aunque nunca fue muy adorado tiene un pequeño culto de adoradores esclavizados físicamente por el Gran Dios Horripilante. Sus cultistas se dedican a alimentar a la Abominación, el avatar del dios, con materia vegetal en estado de descomposición. Fue asesinado por Hallador Wyvernspur, pero tanto su culto como él mismo lograron sobrevivir y ahora los brujos del pacto primigenio pueden escuchar la voz horripilante de su patrón entre pesadillas.
- Nobanion (o Nobanión): El Rey León es un espíritu primigenio (primal spirit) de Toril adorado como una deidad de alineamiento legal bueno. Es un semidiós de la realeza, los leones, las bestias de alineamiento bueno (como lammasus), los felinos y los lenauros (wemics). También es conocido como el Señor de la Melena de Fuego y el Rey de las Bestias. Se trata de una criatura noble y regia que enseña que para vivir en armonía con los demás y la naturaleza se debe actuar con tolerancia, moderación y dignidad. No obstante gobernantes, líderes y aquellos que trabajan en contra de tales cosas deben ser eliminados si son realmente peligrosos. Aunque comenzó como un culto de la bestia su adoración principal proviene de los lenauros del Bosque de Gulthmere.[17][44]
- Sharess: La Dama Danzante es una semidiosa caótica buena del hedonismo, la satisfacción sensual, las mancebías y los gatos. Otros títulos suyos incluyen la Madre de los Gatos, la Felina del Gozo o el Súcubo del Placer. Originalmente era conocida como la diosa mulhorandina Bast pero partió para explorar Faerûn y después de fusionarse con las diosas Zandilar (diosa élfica de la pasión) y Felidae (diosa de los gatos), terminó convirtiéndose en Sharess. Terminó cayendo bajo la influencia de Shar pero durante la Era de los Trastornos Sune la liberó y desde entonces Sharess está a su servicio. Ella y sus seguidores se dedican al placer sensual y a la búsqueda del hedonismo. Su culto es popular entre los prostíbulos y harenes de Calimshan.[17][77]
- Shaundakul (o Shóndakul): Conocido como el Jinete de los Vientos y la Mano que Ayuda, Shaundakul es el dios de los viajes. Su alineamiento es caótico neutral. Se trata de una deidad menor de la exploración, los vientos, comerciantes de largas distancias, caravanas, mineros, portales mágicos y los fantasmas de los vientos (windghosts). Su culto es muy antiguo y sus seguidores fueron disminuindo desde la caída de Myth Drannor. Se espera que los miembros del clero vivan de la tierra, trabajando como guías y protectores de los viajeros. Sus pocos santuarios, esparcidos por Faerûn, son un refugio seguro para viajeros de tierras lejanas.[78]
- Shiallia (o Shialia): La Bailarina de los Claros es una semidiosa neutral buena de la fertilidad. Se trata de una deidad del crecimiento, los claros del bosque y los korred (especialmente los jóvenes). También es la patrona de dos bosques faerûnenses: el Bosque Alto y el Bosque de Nuncainvierno; su culto se centra en estos dos lugares. Otros títulos suyos incluyen la Hija del Gran Bosque, la Dama de los Árboles o la Diosa Hermana. Está centrada en procreación, alumbramiento, protección y cuidado de los seres que viven en los bosques. Es una diosa alegre que a menudo se la ve retozando como un sátiro en los claros del bosque, mientras juega con los animalillos. Sirve a Mielikki, la diosa de los bosques.[17][79]
- Siamorphe (o Siamorfhe): Conocida como el Derecho Divino y la Noble, Siamorphe es una semidiosa de los nobles, el gobierno legítimo de la nobleza y la realeza humana. Es legal neutral. Enseña que la clase noble tiene derecho a gobernar pero bajo la premisa de un gobierno justo y honesto para con sus súbditos. Sus seguidores enseñan que los nobles deben ser criados desde el nacimiento para gobernar sabiamente y ser educados en cómo gobernar con justicia y equidad. En realidad Siamorphe es un título divino que hereda un noble cada generación. Su culto es especialmente popular entre la nobleza de Aguas Profundas y Tethyr.[17][79]
- Ubtao: El Fundador de Mezro, primordial adorado como una deidad, es de alineamiento neutral. Se trata de una deidad mayor de la creación, las junglas, los dinosaurios y patrón de Chult y los chultanos. También es conocido como el Creador del Culto y el Padre de los Dinosaurios. Hace mucho tiempo negoció con los otros dioses de Faerûn; a cambio de proteger los Picos de Llama, montañas de que profetizaban el fin de Toril, obtendría el culto absoluto en Chult. La mayoría de los habitantes de la península Chultana lo adoran como el creador de su pueblo, sus selvas y su fauna repleta de dinosaurios. Sus sacerdotes creen que la vida es viaje similar a un laberinto que deben atravesar antes de unirse Ubtao después de la muerte. A menudo se venera a Ubtao en la forma de bestias totémicas con apariencia de dinosaurio. Últimamente Ubtao ha desaparecido, dejando a su gente huérfana de un dios patrón.[80][81]
- Ulutiu: El Señor del Hielo es un semidiós local adorado principalmente en el Gran Glaciar. Es una deidad de los glaciares, los entornos polares, los habitantes del ártico y los mares helados. Se le conoce como el Durmiente Eterno y el Padre del Pueblo de los Gigantes por su implicación en la mitología de los gigantes. Hace mucho tiempo Annam, el jefe del panteón gigante, descubrió que Ulutiu estaba teniendo un romance con su esposa Othea. Para salvarla de la ira de Annam, Ulutiu voluntariamente partió al exilio, hundiéndose en las profundidades del mar frío en el norte de Faerûn. Su collar encantado congeló el agua en una masa de hielo que más tarde formaría el Gran Glaciar. Sus sacerdotes, a menudo chamanes, son los líderes tribales que custodian las leyes de su pueblo y transmiten su sabiduría de generación en generación. La etnia de los cazadores de hielo venera a Ulutiu a través del culto de sus chamanes y sus bestias totémicas: una foca sabia, el abuelo morsa, el gran oso polar y la madre reno.[17][81]
- Uthgar (o Úzhgar): El Padre de la Batalla es venerado en el Norte de Faerûn como el patrón de las tribus de los bárbaros Uthgardt. Es también una deidad de la fuerza física y guardián de las tierras salvajes. Es de alineamiento caótico neutral y un semidiós al servicio de Tempus. Sus chamanes lo veneran en la forma de varias bestias totémicas, como el Grifo, la Bestia del Trueno, el Lobo Gris o el Águila Dorada. Su culto se centra en torno a los túmulos sagrados. Sus sacerdotes velan por las tradiciones tribales, el cuidado espiritual de la comunidad y los ritos que marcan hitos dentro de la sociedad Uthgardt. Desprecian la civilización por verla como débil y acomodada y honran el culto de los antepasados así como el poderío físico y el valor para afrontar la batalla.[17][82]
- Tiamat: La diosa dracónica Tiamat poseía un culto prominente entre los humanos de Chessenta, en donde era venerada a través de dos aspectos: Tchazzar y Entropía. Como diosa del panteón faerûnio era una deidad legal maligna de los dragones malignos, los reptiles malignos, la avaricia y también era la patrona de Chessenta.[83]
- Velsharoon (o Velsharún): Conocido como el Jactancioso y el Archimago de la Nigromancia, Velsharoon fue un Mago Rojo de Thay que alcanzó la apoteosis. Es venerado como una deidad de la nigromancia, los nigromantes, los liches malignos y la muerte viviente en general. Es neutral maligno. Su pequeño culto prolifera entre nigromantes y muertos vivientes inteligentes, y ordena a sus seguidores que aumenten el número de muertos vivientes y profundicen en el estudio del arte de la nigromancia. En un pasado estaba al servicio de Talos pero más tarde prefirió someterse a las órdenes de Mystra, como uno de los dioses de la magia en Faerûn. El Señor de la Cripta Olvidada sobrevivió a la Plaga de Conjuros pero murió en una batalla contra la Simbul. Desde entonces nada más se sabe de él.[17][31]

### Panteones de los Antiguos Imperios
Hace tres milenios en la cumbre del imperio imaskari, Ao invitó a Toril a los panteones egipcio y sumerio para extender su esfera de influencia en los Reinos. Ambos aceptaron la invitación de Ao, pues habían sido invocados por los humanos inmigrantes que habían sido raptados de sus tierras natales como esclavos en Faerûn por el imperio imaskari. El dios Ptah les condujo a través de los planos a Toril. Ra y su familia conducían una galera de guerra llamada Matet y Enlil y los suyos viajaban sobre la Galera de los dioses. Los poderosos hechiceros ismaskari elaboraron una poderosa barrera mágica impenetrable que se interponía entre los dioses y los Reinos. Como resultado los dioses solo fueron capaces de enviar poderoso avatares mortales imbuidos con una gran parte de poder divino, conocidos como manifestaciones, que estaban desconectados de las verdaderas esencias de los dioses en los planos exteriores. Los dioses y sus adoradores destruyeron al imperio opresor, estableciéndose desde entonces como la cultura dominante en la zona. Habían nacido entonces las naciones de Mulhorand y Unther (con sus respectivos panteones), separadas ambas por el Río de las Espadas.

#### Panteón de Mulhorand
Los dioses del panteón mulhorandino son una selección y adaptación del panteón egipcio en los Reinos. Según la mitología local el panteón mulhorandino sufrió una guerra civil tras la muerte de Ra, pues varios de sus componentes lucharon entre sí para asegurarse el puesto de faraón de Mulhorand. Así Set asesinó a su hermano y principal rival, Osiris, pero no contaba con que Horus, el hijo de Isis y Osiris, absorbería el manto divino de su abuelo Ra, convirtiéndose entonces en el nuevo Horus-Re, faraón de los dioses, como dios del sol. Desterró a Set al desierto de Rarurin. Desde entonces la maat ha pervivido en la familia divina mulhorandina.Tras la Segunda Secesión se cuentan los cultos de varios semidioses, entre los que se incluyen a Re, Anhur, Horus, Isis, Neftis, Set y Tot. Toman diferentes formas, como humanos mulan, tieflings o aasimares.
- Horus-Re: El patriarca del panteón mulhorandino es el dios del sol, la vida y el gobierno de los faraones. Es legal bueno. Entre sus títulos se incluyen el Señor del Sol y el Faraón de los Dioses. En un pasado Horus se fusionó con su abuelo Ra, que había sido mortalmente herido por el dios orco Gruumsh. Horus-Re predica que el orden y la inmutabilidad guían las leyes de Mulhorand y el universo (conocidas como la maat). Sus sacerdotes deben alcanzar puestos de liderazgo y hacerse valer como ejemplo para toda la nación.[85][84]
- Anhur: Para los soldados mulhorandinos Anhur es un dios de la guerra, los conflictos y la destreza física. El pueblo llano también lo venera, pero como un dios de las tormentas, la lluvia y el trueno. Es caótico bueno. Sus otros títulos incluyen el de General de la Dioses y el Halcón de Guerra. Su iglesia imparte planificación estratégica y destreza en la batalla, y llama a sus seguidores a defender Mulhorand y oponerse a los enemigos de esa nación, especialmente contra la magocracia dictatorial de Thay.[85][84]
- Bast: Conocida como la Madre de los Gatos y la Enemiga de Set, Bast es la lugarteniente de Anhur en su lucha contra Set. Es la diosa de los gatos y la venganza y su alineamiento es caótico bueno. Los gatos de Mulhorand son apreciados por su capacidad para mantener a raya a las ratas de los graneros. Mantiene una vigilancia perpetua contra los escorpiones y serpientes de Set. El intercambio de panteones entre Bast y Máscara ha permitido a este ser adorado también en tierras mulhorandinas (pues no existía un dios de los ladrones). Antes de la Segunda Secesión Bast era conocida como Sharess en el panteón faerûnense pero de nuevo vuelve a ser una diosa legítima en su panteón.[68][86]
- Bes: El Padre Corto, de apariencia enana, es el dios de la suerte y la música, y es caótico neutral. En realidad Bes es el nombre mulhorandino del dios enano Vergadain, pues el dios mulhorandino original hace tiempo que abandonó los Reinos y le cedió su manto divino. Se le considera un dios de la suerte y el azar, y es tallado en pequeñas estatuas de seres enanos y deformes. No obstante es un dios independiente del resto del panteón y solo es venerado entre los mercaderes de Skuld, la capital del imperio.[87][88][86]
- Geb: El dios de la tierra y patrón de los mineros y las minas. Es neutral. Sus títulos incluyen Señor Tierra y el Rey de las Riquezas bajo el Tierra. Es una deidad elemental y antigua cuya principal preocupación es la protección de los recursos naturales que se pueden extraer de la tierra y todo lo que hay bajo su superficie. Fue el padre de Osiris, Isis, Neftis y Set. Es venerado por mineros de Mulhorand, aunque cualquiera que deba pasar tiempo debajo de la tierra, como los aventureros, también le rinden homenaje.[85][84]
- Hathor: La Madre Dedicada es una diosa popular, de alineamiento neutral bueno. La Madre Nutricia es una deidad de la maternidad y los alumbramientos, que sopesa el destino de los neonatos. Como la Danzarina de la Fortuna es también una diosa de las artes, patrocinando la música popular, el baile y la poesía. Es una figura menor dentro de su panteón y se la considera patrona de los miembros humildes y oprimidos de la sociedad mulhorandina. Sus sacerdotes ayudan a los necesitados y no pueden rechazar nunca a quien pide ayuda.[85][84]
- Isis: La Dama Generosa es la diosa del clima, los ríos, la agricultura, el amor y el matrimonio. Como Ama de los Encantamientos Isis también es una poderosa maga y diosa la magia asociada con el bien. Su alineamiento es neutral bueno. La Señora de los Ríos es majestuosa, ecuánime y profundamente cariñosa con sus adoradores en Mulhorand. Posee muchos aspectos: mujer sabia, esposa obediente, amante alegre, madre de hijos, provocadora de tormentas y cuidadora de los niños y las cosechas. Sus seguidores siempre están abiertos a nuevos conceptos y promueven el desarrollo de conjuros beneficiosos y artículos mágicos. También son los encargados de dar el matrimonio a las parejas.[85][84]
- Neftis: La Dama de las Arenas es una diosa de la riqueza y el comercio, pero también es la protectora de los niños y los muertos. Es caótica buena. Hubo un tiempo en que la Guardiana de las Riquezas y el Comercio estuvo casada con su hermano Set, pero lo abandonó después de la muerte de Osiris. Ella y sus seguidores son los más preocupado por el flujo económico de Mulhorand e incluso se encargan de reclamar los bienes de aquellos que murieron en el anonimato. Su iglesia promueve abiertamente una enemistad hostil hacia la nación de Thay y el culto de Set.[85][84]
- Osiris: El Señor de la Naturaleza es el dios de la vegetación, la muerte, los muertos, la justicia y las cosechas. Es legal bueno. Hace mucho tiempo fue brutalmente asesinado por su hermano Set. Su esposa Isis y su hermana Neftis lo trajeron de nuevo a la vida, y desde entonces se ha erigido como el Juez de los Muertos. La iglesia del Segador de la Cosecha está ocupada preparando dando sepultura a los muertos pero también guían las festividades estacionales de la cosecha. Sus sacerdotes actúan como jueces de Mulhorand y son bien conocidos por su justicia e imparcialidad.[85][84]
- Sebek: La Muerte Sonriente es un dios que preside sobre los peligros del río, los cocodrilos y los humedales. Es neutral maligno. El Señor de los Cocodrilos es una deidad menor y poco conocida. Puede ser físicamente fuerte y cruel, pero se siente inseguro debido a su poco poder. Es despreciado por todos los demás miembros de su panteón, incluido Set. Es adorado principalmente por una población de hombres-cocodrilos de la nación de Chessenta. Sebek exhorta a sus adoradores para dar caza a cualquier intruso en sus humedales elegidos y aterrorizar a las poblaciones indefensas para que propicien y hagan sacrificios en su nombre.[85][84]
- Set: El Profanador de la Muerte es el dios del desierto, la destrucción, la sequía, la noche, la putrefacción, las serpientes, el odio, la traición, la magia del mal, la ambición, el veneno y el asesinato. Es legal maligno. El Padre de los Chacales es la principal fuerza del mal en el panteón y fue expulsado después de asesinar a traición a Osiris en un intento por usurparlo. El Señor de la Carroña es adorado principalmente por aquellos que anhelan el poder de la magia oscura así como aquellos que viajan por el desierto. Sus seguidores conspiran para derrocar a los líderes del país.[85][84]
- Tot (o Thoth): Es el dios de la magia neutral, los escribas, el saber, la ciencia, la ingeniería, la invención y los secretos. Es neutral. Sus títulos incluyen el Señor de la Magia, el Escriba de los Dioses y el Guardián del Conocimiento. Es el patrón de los magos neutrales mulhorandinos, además de ser el dios del estudio de la magia y la investigación de nuevos conjuros. Sus seguidores se esfuerzan por difundir la magia, el conocimiento mundano; sus templos producen tecnología y objetos mágicos únicos.[85][84]

#### Panteón de Unther
Los dioses del panteón unthérico (o unzhérico) son una selección y adaptación de dos panteones, primero el sumerio y luego el babilónico. Tras el establecimiento del imperio unthérico estallaron las Guerras de Puerta del Orco (Orcgate Wars), que enfrentaron, en un bando, a los dioses orcos, y en otro, a los dos panteones unthérico y mulhorandino. El panteón mulhorandino perdió a su líder Ra, pero el unthérico sufrió una derrota total. La mayoría de las deidades unthéricas (de origen sumerio) murieron durante la teomaquia. El panteón quedó reducido a la mitad, y Enlil se vio obligado a convocar en Toril a los dioses babilónicos como reemplazo. Con el paso del tiempo Enlil abdicó en su hijo Gilgamesh, que poco tardaría en erigirse como el tiránico dios Gilgeam, sumiendo a Unther en una tiranía decadente. Finalmente tras la Era de los Trastornos el panteón fue destruido y sus pocos supervivientes se marcharon al panteón faerûnense. No obstante en Unther todavía existe el culto nostálgico a los Dioses Antiguos de la era dorada de Unther.
- Enlil: Conocido como el Señor de los Cielos, el Soldado de Todas las Tierras y el Padre de toda la Prole, fue el patriarca original del panteón unthérico. Es uno de los Dioses Antiguos. Era un dios mayor neutral bueno de la guerra, el atletismo, la soberanía, los cielos y las tierras de Unther. Su símbolo era un pico de minero. Gobernó durante la dichosa edad de oro del imperio hasta que se sintió hastiado de sus obligaciones y se marchó de los Reinos. Abdicó en su hijo Gilgeam, engendrado con una suma sacerdotisa. Enlil era el dios más poderoso del panteón, tanto físicamente como en poder. El aire que cubría las tierras de Unther era su dominio absoluto y así bendecía con la lluvia o azotaba con una tormenta.[89]
- Gilgeam (o Gílgueam): Gilgeam era el líder supremo del panteón unthérico y gobernador de las tierras de Unther. Sus títulos formales incluían el Grande, el Padre de la Victoria y el Gobernador Supremo de Unther. Era un dios legal maligno, cruel y déspota con su pueblo. Se trata de una deidad de la fuerza física, el atletismo, los cielos, las batallas, la civilización y las tierras de Unther. Gobernó su imperio durante dos milenios desde un enorme zigurat en la capital imperial, Unthalass. El pueblo llano le temía con pavor y a pesar de que su iglesia era la oficial poco acudían a ella. Durante la Era de los Trastornos Gilgeam y Tiamat se enfrentaron y ambos murieron en la contienda. Tras la Segunda Secesión Gilgeam regresó a los Reinos y los brujos del pacto del inmortal pueden acudir a él.[90][84][8]
- Girru: El Señor de las Llamas y el Señor de la Llama Imperecedera era un dios legal bueno del fuego. Es uno de los Dioses Antiguos. Murió durante las Guerras de Puerta del Orco. Sus sacerdotes utilizan el fuego principalmente para purificar y son excelentes exorcizadores de demonios. Girru es un prototipo de dios legal bueno que lucha sin descanso contra los malhechores. Se dice que sus llamas solo queman a aquéllos con un corazón impuro.
- Assuran: Llamado como el Señor de los tres Truenos y el Portador de la Perdición, era una deidad de la venganza, el justo castigo y los truenos. Era un dios extremadamente legal (legal neutral) que seguía las normas al pie de la letra, y era temido por el poder fulgurante de los rayos. Apareció en Unther después de las Guerras de Puerta del Orco pero su iglesia fue expulsada por los seguidores de Ramman. Estableció su culto en Chessenta y era adorado especialmente por los oficiales de la ciudad de Akanax. Durante la Era de los Trastornos mató a Ramman y tras la desaparición del panteón unthérico se unió al panteón faerûnense como Hoar.
- Inanna: La Guardiana de la Llama era una violenta y celosa deidad adorada en dos facetas. Por un lado era la terrible diosa de la guerra y la sexualidad, pero también poseía influencia sobre la fertilidad y los campos. Gobernaba las estaciones en Unther, retirando la vegetación en los meses fríos y restaurándola en la primavera. Fue la esposa de Enlil y madre de Nanna-Sin. Era legal maligna y una deidad de la guerra, el amor, la fertilidad y las estrellas. Murió durante las Guerras de Puerta del Orco pero renació como una diosa nueva, Ishtar.
- Ishtar: Conocida tan solo como la Doncella, Ishtar era una diosa popular neutral buena, del clima, los ríos, las cosechas, la fertilidad y el amor. Es la encarnación de la diosa Inanna y uno de los Dioses Antiguos. Ishtar proporciona buenas cosechas, buena pesca, asegura la descendencia y bendice el matrimonio. Con el paso del tiempo Ishtar acabó hastiada de su puesto y le cedió su posición y manto divino a la diosa mulhorandina Isis; el pueblo unthérico venera en realidad a Isis pensando que es Ishtar. Gilgeam nunca pudo destruir su iglesia porque Ishtar era la diosa más querida por el pueblo, aunque se mantenía en una posición marginal.
- Ki: La Amiga de los Leones era una fiera diosa de la naturaleza, los lugares salvajes, la medicina y las montañas. Es uno de los Dioses Antiguos. Su alineamiento es neutral y era servida solo por druidas. Representa el arquetipo de una potnia theron con fuertes lazos con las montañas, la tierra elemental y la caza. Era la madre de Enlil y su temperamento primitivo la mantenía alejada del resto de dioses civilizados del panteón. Murió durante las Guerras de Puerta del Orco pero su contrapartida en el panteón mulhorandino es Geb.
- Marduk: El Portador de la Justicia y Señor de los Encantamientos Puros era una poderosa deidad legal buena. Es uno de los Dioses Antiguos. Era venerado como el dios de la civilización, la ley, la justicia y el progreso y, tras marcharse Enlil, pasó a ser también un dios atmosférico del viento, la lluvia, el rayo y el trueno. En realidad Marduk era el nombre unthérico que eligió el dios dracónico Bahamut para ser venerado entre los humanos mulan. Como tal en las leyendas se presenta principalmente como enemigo y archirrival de Tiamat. Durante las Guerra de Puerta del Orco murió, no a manos de un dios orco, sino de Tiamat. Bahamut abandonó desde entonces su puesto en el panteón unthérico.
- Nanna-Sin: La Luz de la Noche era un dios menor caótico bueno de la luna y la profecía. Es uno de los Dioses Antiguos. Hijo de Enlil e Inanna, estaba conectado con los ciclos lunares, dominaba las mareas y en cierto sentido era un dios del tiempo. Sus sacerdotes eran expertos astrónomos y practicaban la astrología. Nanna-Sin es un dios rebelde, errante e independiente, que nunca se sometió a los preceptos de Enlil y por eso su iglesia estaba prácticamente marginada. Murió durante las Guerras de Puerta del Orco.
- Nergal: El Señor del Inframundo era el dios de tal lugar, y también una deidad de la noche, los muertos, el desierto y las plagas. Su alineamiento era neutral maligno. Sus sacerdotes estaban encargados de custodiar los mausoleos y las criptas, además de oficiar los rituales funerarios. Murió durante las Guerras de Puerta del Orco.
- Ramman: El Príncipe de las Nubes era principalmente un dios de la guerra y el deber, pero más tarde obtuvo los ámbitos del trueno, la lluvia y las tormentas de Assuran, al que expulsó del panteón. Era neutral, y más tarde legal neutral. Es uno de los Dioses Antiguos. Era una deidad relativamente nueva, introducida durante el auge del Segundo Imperio. Fue él quien lideró Unther en sus primeras victorias contra los imaskari y defendió Unther durante las Guerras de Puerta del Orco. Murió a manos de Assuran, tras devolverle un rayo que lo fulminó.
- Tiamat: El culto de la conocida como Reina del Caos y Némesis de los Dioses nació tardíamente como oposición al tiránico Gilgeam. Los dioses enseñaron al pueblo unthérico que Tiamat era su mayor enemigo, un monstruo marino primordial que amenazaba con instaurar el caos original y destruir la civilización. La verdad era todo lo contrario. Tiamat, que era una dios dracónica, se introdujo en la mitología unthérica. Primero luchó contra Marduk (alias de Bahamut) y fue destruida. Su culto la devolvió a los Reinos y esta vez destruyó a Gilgeam, muriendo en el proceso y abandonando para siempre el panteón.[84]
- Utu: El Desequilibrado (porque no obedece preceptos divinos), era el dios del sol. Era caótico bueno y uno de los Dioses Antiguos. Se dice que Utu viajaba cada mañana con su carro solar para llevar la luz del día a las tierras unthéricas. Murió durante las Guerras de Puerta del Orco.

### Dioses locales y otros cultos
Los dioses del panteón faerûnense no son los únicos adorados en Faerûn. Por todo el continente es posible encontrar desperdigados otros cultos y divinidades locales. Algunos pertenecen al pasado o ya están muertos, otros son aspectos de otra deidad faerûnia y otros más son seres de otros planos a los que un puñado de cultistas les ofrecen su devoción.
- At´ar: Los bedines respetan y temen a At´ar la Inmisericorde, como es frecuentemente llamada. La Diosa Amarilla es la deidad del sol y el calor bochornoso del desierto. Los bedine imaginan a la diosa como una anciana rencorosa e incrédula cuya furia a pleno día hace temblar a los corazones más valientes. Incluso cuentan que por las noches abandona a su esposo legítimo Kozah para dormir con N´asr. Lo cierto es que A´tar no es más que un recuerdo distorsionado de Amaunator entre el pueblo nómada. La diosa At’ar, más que adorada, es temida y maldecida.[91][92]
- Augaurath: Algunos remorhaz semiinteligentes del Anauroch profesan un culto a Augaurath. Esta es una gigantesca dragona blanca que mora en el Hielo Alto; la propia Augaurath es devota del dios dracónico Task.[91]
- Auppenser (u Oppenser): Conocido como el Amo del Arte Invisible y el Señor de la Razón, Auppenser es un dios de alineamiento neutral. Se trata de una deidad de la iluminación espiritual, la psiónica y la serenidad. Su culto tuvo el máximo esplendor en Jhaamdath, las Doce Ciudades de Espadas. Este imperio psiocrático, ahora caído, valoraba por encima de todo el autoconocimiento físico y mental. Auppenser quedó severamente debilitado tras la destrucción del imperio hasta que su fe simplemente desapareció. No obstante todavía retiene una chispa de su conciencia y un puñado de adoradores devotos entre los monjes y las clases psiónicas.[8]
- Bazim-Gorag: Conocido como el Señor de la Piedra del Pandemonium y el Portador del Fuego, Bazim-Gorag es un antiguo batrachi ascendido, cuyo ámbito de poder incluye el caos más puro. Personifica el azar y es invocado por desposeídos, jugadores y cualquiera que albergue la esperanza de que un giro inesperado del destino mejore su situación. En realidad se trata de uno de los primordiales adorados como deidades, y su alineamiento es caótico maligno. Su culto surgió a raíz de la Plaga de Conjuros pero poco a poco fue desapareciendo.[93][94]
- Bhaelros (o Bhelros): Adorado en el sur, en las tierras de Calimshan, es un dios genio de piel oscura, con turbante, al que le sigue una tormenta de arena. Se trata de un culto local antiquísimo. Los lugareños, que todavía recuerdan el culto de los dioses genios en sus tierras, dicen que es un dios de la furia del desierto. Los sacerdotes de Talos alegan que Bhaelros es tan solo el nombre calishita del dios faerûnense pero aun así ambas iglesias mantienen una buena relación. Su símbolo es un sencillo relámpago curvado.[92]
- Bhalla (o Bhala): El nombre rashemaar de Chauntea, adorada como una diosa madre de las tierras de Rashemen. Se dice que al menos en la ciudad de Tinnir Bhalla visitó una de sus tabernas y la colmó de dones.[95]
- Brillante Nydra, la: Nydra era en origen una semidiosa de la luna invernal, la esperanza y la renovación, de alineamiento caótico bueno. Era conocida como la Dama de la Luna Invernal y la Hija Caída, y su pequeño culto se concentra en los Pantanos del Mar Lejano (Farsea Marshes) de Cormyr. Sus sacerdotes, los pastores de los pantanos, dicen que la diosa se les aparece a aquellos que están deprimidos o perdidos y les ofrece su don: la esperanza. Incluso se dice que es una hija de Selûne y Shaundakul pero con el paso del tiempo su poder fue menguando y finalmente Selûne la absorbió involuntariamente como uno de sus aspectos.[96][97]
- Chronos: Un antiguo dios del tiempo que solo aparece en antiguas leyendas. Conocido como Chronos, Karonis o Kronus indistintamente, fue adorado hace siglos en el diminuto reino de Orva, ahora hundido bajo las aguas del Gran Pantano del este de Cormyr. Ahora es un aspecto de Labelas Enoreth. Las estatuas de Chronos lo representaban como un hombre enjutado en una túnica, con alas y sujeta una guadaña y un reloj de arena.[98][99]
- Curna: El Sabio es un aspecto legal neutral de Oghma y dios del conocimiento y la sabiduría. La mayoría de los durparinos rinden homenaje a Curna antes hacer un negocio importante o antes embarcarse en una nueva aventura. Algunos comerciantes ricos pueden venir de las filas de su clero. Tales sacerdotes son considerados muy sabios y son consultados con frecuencia. Hay un enorme templo de Curna en las montañas que llevan su nombre, un complejo cuya biblioteca casi rivaliza con Candelero o Candlekeep. A diferenrencia de aquel, la biblioteca Curna tiene menos documentos históricos y más información sobre el mundo como es ahora. Equipos de exploradores y sabios constantemente actualizan esta información.[100][101]
- Drasek Riven: Es el dios de las sombras. Originalmente era tanto un asesino como el segundo de los Cinco Elegidos de Máscara, que se preocupaba por el templo en Wayrock lejos en el Mar Interior, y espera la llamada del Señor de las Sombras. Aunque Drasek Riven es un asesino a sangre fría, tiene una verdadera compasión por sus perros, y una vez por un niño con discapacidad mental llamado Elden, que le lanzaba pelotas de malabarismo. Tiene un ojo que muchos encuentran inquietante, y un exterior muy frío. Se convirtió en semidiós después de heredar una parte del ámbito de Máscara después de la batalla contra Kesson Rel.[102]
- Eshowdow (o Eshudu): El Gigante Sombrío es un semidiós caótico maligno, adorado en las junglas de Chult. Se trata de una deidad de las sombras, la destrucción, la venganza, la cobardía, la ignominia y el miedo. Es la personalidad oscura de Ubtao, que tomó conciencia propia, pero desde entonces lucha contra el Señor de Chult y los tabaxi. Fue liberado accidentalmente por la tribu de los eshowe, una tribu oscura de la península, que había jurado tomar Mezro, la capital de Chult. Sus sacerdotes pueden acceder a la magia de las sombras pero fue finalmente Shar quien terminó asesinando a Eshowdow, usurpando su identidad en el proceso.[103]
- Etugen: En las Tierras de la Horda Grumbar es adorado como Etugen, una diosa elemental de la tierra. Ella es la fuente de muchas de las bendiciones sobre la gente, pues puede aumentar el ganado y protege contra algunas enfermedades. Etugen proporciona buenos pastos.[104]
- Felidae: Durante el apogeo del segundo imperio de Mulhorand los cultos a las bestias ganaron popularidad. Entre los mulan y los turami, bárbaros del norte y oeste de Mulhorand, surgió el culto ferviente a Felidae. Esta era una diosa de los felinos, los placeres sensuales y nómadas. Se dice que la diosa mulhorandina Bast subsumió su culto de manera muy rápida. Esto provocó que Bast fuera invadida por un ansia de recorrer mundo, propio de los felinos.[77][105]
- Fzoul Chembryl: Uno de los mayores sacerdotes de Perdición y también relacionado con la red criminal de los Zhentarim. Murió luchando contra los Shadovar pero Perdición lo convirtió en su exarca después de la Plaga de Conjuros, y así Chembryl fue el patrón del servicio al mal.[106]
- Los Hijos: Estos tres antiguos seres son invocados por la Diosa (Madre Tierra) cuando las islas Moonshaes están en peligro, dotándoles de conciencia y poder en el proceso. Son mortales y pueden envejecer como cualquier otra criatura natural; se reencarnan después de muertos. Son los ejemplares más antiguos, majestuosos y poderosos de entre todos los de su especie. A efectos de estadísticas son similares a los espíritus de la tierra. Aunque no son venerados los ffolk los honran por ser las bestias guardiana de sus tierras sagradas.[107]
  - Leviatán: El Antiguo es la ballena más grande que habita en Toril. Su piel es negra, tiene 360 pies de longitud y una boca llena de dientes afilados como navajas. Generalmente se mantiene en estado de hibernanción, casi en animación suspendida, hasta que siente la llamada de la Diosa. Es el pacífico protector acuático de las orillas de las islas aunque se sabe que alguna vez alcanza otras partes de la Costa de la Espada o incluso se adentra en el Mar Brillante. Se encarga de combatir flotas enemigas u otro peligro que aceche por los mares, pudiendo engullir de golpe a sus presas.[107]
  - Kamerynn, el Unicornio: Kamerynn habita en un claro de bosque en el centro de Gwynneth. Este lugar posee círculos de muérdago, arboledas de robles y álamos y un pequeño pozo de luna cerca de su santuario. Es un espécimen anciano, y cuando le llegue su hora otro unicornio joven asumirá pacíficamente el manto; esto sucede cada cinco años aproximadamente. Algunos mitos lo relacionan con Eachthighern, dios patrón de los unicornios, y como tal lo imaginan como un avatar de este.[107]
  - La Manada: En las Moonshaes son comunes las manadas de lobos que suelen acechar a humanos incautos. Cuando la diosa elige despertar la Manada, el macho alfa más poderoso asume el manto de líder. Muchos cientos de lobos se unirán a él y a medida que pasa el tiempo la Manada crece en tamaño hasta convertirse en una fuerza imparable. La mayoría de los lobos de la Manada son lobos terribles pero el líder podría ser un lobo de leyenda.[107]
- Jannath: La Madre Tierra, faceta joven de Chauntea, tenía un aspecto más salvaje que la actual diosa cuando formaba parte del panteón netherino. Jannath es la diosa madre de toda la naturaleza, la vida que habita en ella, la agricultura y las tierras salvajes. También era una deidad cuyo poder se extendía sobre la tierra, los cielos y las aguas. Era venerada por druidas.[108][109]
- Kazgaroth: Conocido como la bestia de las Moonshaes, Kazgaroth o Kazgoroth es un aspecto local de Malar: una bestia poderosa, inteligente y maligna opuesta al equilibrio y la influencia de la Madre Tierra. Devastaría periódicamente la tierra hasta que fuera derrotado, solo para regresar varios años después. La forma natural de Kazgaroth es la de un enorme tiranosaurio, pero puede cambiar de forma, tomando apariencia humana para engañar y matar a los lugareños. Otros especulan que Kazgoroth es un esbirro de Bhaal, también enemigo de la Madre Tierra. Fue derrotado por algunos miembros de la familia real local de los Kendrick, reyes druidas.[107]
- Khelliara (o Kheliara): El nombre rashemaar de Mielikki, adorada como una diosa doncella y cazadora de los bosques. Este aspecto es más similar a la Mielikki del panteón finés.[110]
- Kipu-tyttö: Una diosa inmigrante del panteón finés en los Reinos, que compitió contra Talona por el puesto de deidad de las plagas. Tenía el aspecto de una vieja bruja decrépita con cicatrices y deformidades. Su campo de batalla elegido fue la ciudad de Asram, una de las cuatro ciudades restantes de Netheril. Talona se impuso al enviar una plaga mortal a la ciudad, lo que obligó a los habitantes a rezarle. Kipu-tyttö contraatacó con un método similar hasta que esa virulencia sobrepasó a los sanadores. Toda Asram murió en menos de un mes. Posteriormente Talona mató a Kiputytto y usurpó su iglesia.[111]
- Kozah: El dios bedine de las tempestades no es otro que el recuerdo del dios netherino. Se trata del nombre bedine de Talos. Kozah descarga su ira provocando tormentas de arena. La arena permanece en el aire durante días después de una gran tormenta y tiñe el cielo de un rojo carmesí. A este fenómeno natural, y también al amanecer, se le conoce como "la marca de Kozah". Según la mitología, Kozah muestra su cólera provocando violentas tormentas cada vez que se entera de la infidelidad de su esposa At´ar. Los sacerdotes de Talos que entran en Anauroch son tolerados pero no obedecidos.[108][109]
- Elah: La diosa de la luna, que no es más que el nombre bedine de Selûne. El clero de Selûne es tolerado en Anauroch, pero no obedecido.[91]
- Entropía: Conocida como la Gran Nada, la Engullidora de Dioses y el Escalofrío del Mago, es más un concepto que una deidad. Es adorada con fervor casi exclusivamente por el clan familiar de los Karanoks, naturales de Luthcheq, en Chessenta. Su culto es profesado en un enorme templo cubierto por una bóveda de vidrio negro. Se considera que Entropía es una gigantesca esfera de aniquilación que ninguna fuerza, divinidad o mortal, puede detener. Los sacerdotes de Entropía odian con pasión a los magos y a la magia, hasta el grado de desear verlos desterrados o lapidados por las calles. Los sacerdotes de Tiamat dicen que Entropía es un aspecto de la diosa pero en realidad es un primordial desterrado por el propio Ao.[112][92][113]
- Lucha (o Lukha): La que Guía es un aspecto legal bueno de Selûne y la diosa de aquellos que vagan o permanecen en la búsqueda de algo. Es adorada por casi todos en Durpar. Lucha guía pastores a buenos pastos, bendice matrimonios, auxilia barcos perdidos en el mar y protege los alumbramientos. Casi todos los matrimonios en Durpar son realizados por sacerdotes de Lucha, que trabajan sin cesar contra Máscara y otros dioses malignos. El vestido ceremonial consta de una diadema tejida de enredaderas o flores y una túnica blanca. Su símbolo es un bastón envuelto en vides y flores.[100][101]
- Madre Tierra: Conocida tan solo como la Diosa por los habitantes de las islas Moonshae (o Lunshaes), el culto de la Madre Tierra es profesado por druidas. La Diosa es la personificación de las islas y encarna el poder regenerador de la propia tierra. Los faerûnenses del continente dicen que se trata de un aspecto de Chauntea pero para los ffolk, los humanos nativos, es una entidad diferente. Los manantiales lunares de las islas son sus sitios sagrados y sus ventanas al mundo. Si las islas están en peligro puede invocar a sus Hijos, tres bestias poderosas. La Diosa es en realidad uno de los espíritus primigenios de Toril que todavía retiene culto.[114][92][115][107]
- Mefistófeles: Este Archidiablo se convirtió temporalmente en una deidad después de absorber la esencia de Erevis Cale.[102]
- Murdane: Una deidad menor de la razón y el pragmatismo, y amante de Yelmo. Umberlee la ahogó en las olas del mar. Se menciona en la mitología del Cataclismo del Alba que Lathander la destruyó involuntariamente, y que fue ahogada en las olas por obra de Umberlee.[116][117]
- Mystryl: Adorada por magos durante la época de Netheril, Mystryl era una diosa despreocupada y la primera guardiana de la Urdimbre y como tal patrona de la magia. Era caótica neutral y se manifestaba como un fuego fatuo cuyas llamas eran de color blaco-azuladas.[108][109]
- N'asr: El Señor de los Muertos es el nombre bedine del dios de los muertos y la noche. Primero fue un aspecto de Jergal, luego de Myrkul, de Cyric y finalmente Kelemvor es quien adopta esta guisa. Los grandes quebrantahuesos del desierto son conocidos como hijos de N´asr. Las leyendas dicen que estas aves transportan los espíritus al campamento de los muertos, en donde el Despiadado los espera. La tienda de N´asr está ubicada en algún lugar impreciso hacia el oeste, más allá del sol poniente. Los djinn sirven a N´asr; este le concede la muerte a los que le desagradan o a quienes no consiguen comida. El peor destino de un bedine es acabar como esclavo de N´asr, para ello lavan a los cadáveres de sus difuntos para que no huelan a vida y no ofendan al Despiadado. Los bedines no toleran a los sacerdotes de las deidades faerûnias de la muerte.[91]
- Los Nueve Dioses Embaucadores: Un grupo de espíritus primigenios venerados en la ciudad chultana de Omu. Cada uno posee un alineamiento diferente y es enemigo de su opuesto. Una vez que Ubtao dejó a la gente chultana a su suerte, surgieron nueve espíritus primordiales de las selva con la forma de animales poderosos. Los nueve dioses embaucadores salvaron a la ciudad de Omu del inminente colapso y los omuanos les construyeron templos en consecuencia. Cada día festivo los sacerdotes participan en varias pruebas peligrosas en los santuarios para entretenimiento y sacrificio a los dioses. Sufrieron un ataque devastador por parte del demiliche Acererak pero continúan en su cargo.[118]
  - I'jin el almiraj (CN): Tiene el poder de hacer que un individuo sea extremadamente diestro. Enemigo de I'jin era Obo'laka. Los almiraj son una raza de conejos feéricos de Chult y Zakhara con un cuerno en medio de la frente.
  - Kubazan la rana behemot (CB): Puede conceder el poder de una inmensa fuerza. Kubazan es enemigo de Papazotl. Las froghemoth son monstruosidades hinchadas batráceas con tentáculos, que son veneradas por los bullywug. Ubtao las creó en persona. Kubazan fue elegido para parlamentar con Ubtao en su retiro pero ambos terminaron luchando. Divertido, el primordial le dio tentáculos a Kubazan para hacerlo más fuerte, creando así el primer froghemoth.
  - Moa el jaculi (LB): Permite a sus seguidores hacerse invisibles y es enemigo de Wongo. Un jaculi es una serpiente arbórea.
  - Nangnang el grung (NM): Puede otorgar el don de caminar sobre techos y paredes sin necesidad de usar las manos. Nangnang es el enemigo de Shagambi. Los grung son unos humanoides batracios de los pantanos.
  - Obo'laka el zorbo (LN): Permite a su anfitrión sintonizar con su poder mágico latente. Obo'laka es enemigo de I'jin. Los zorbos son una especie de humanoides peludos con rasgos de koala.
  - Papazotl el eblis (LM): Concede su poder aumentando los sentidos, pudiendo percibir mejor y tener sentido de la alerta. Los eblis tiene rasgos de cigüeñas y son una raza malvada.
  - Shagambi la kamadan (NB): Hace que su anfitrión pueda atacar más rápido. Enemigo de Nangnag. Los kamadanes son leopardos con seis serpientes que emergen de sus hombros.
  - Unkh la caracol mayal (N): Concede el don del vigor y el aguante. No tiene enemigo opuesto. Un caracol mayal es un tipo de elemental de tierra con rasgos de caracol.
  - Wongo el monstruo-su (CM): Enseña la habilidad de la psiónica. Enemigo de Moa. Los monstruos-su son una raza de primates malignos utilitarios de la psiónica.
- La Oculta: El nombre rashemaar de Mystra, adorada como una diosa bruja, es especialmente importante entre las Wychlaran o brujas de Rashemen. La Oculta es un epíteto de la diosa netherina Mystryl.[110]
- Rivalen Tanthul: El segundo componente más importante de los doce Príncipes de Shadovar, así como elegido de Shar. En su servicio a su diosa Rivalen alcanzó la divinidad.[102]
- San Dioniso: Conocido como "un dios ebrio", San Dioniso era un mártir de Ilmater y santo patrón del vino y de otras bebidas alcohólicas. La Orden de San Dionisio, un centro de la dedicado al santo, comenzó a construirse en la ciudad de Goliad en Damara en el Año de la Serpiente (1359 CV). Solo es venerado en esa localidad de Damara. Se presupone que Dioniso es un dios inmigrante del panteón olímpico.[119]
- Targus: El poderoso y furioso dios netherino de la guerra y la victoria sobre los monstruos, especialmente contra dragones. Renació como Garagos.[108][109]
- Tchazzar (o Tkhazzar): El Padre de Chessenta y el Guerrero Invencible es un héroe divino de la batalla, la victoria, la fuerza física y patrón de las tierras de Chessenta. Es de alineamiento caótico maligno. Se trata en realidad de un dragón rojo bajo una apariencia humana que consiguió alcanzar la apoteosis fundando un culto local. Las leyendas dicen que unificó al pueblo chessentano como un gran general luchando contra Unther. Se dice que finalmente fue devorado por Tiamat pero la gente común lo sigue reverenciando como el héroe militar que unió a su pueblo.[8][92]
- Teylas: En las Tierras de la Horda Akadi es adorada como Teylas, el más respetado de sus dioses y un señor elemental. Teylas es el señor del cielo y las tormentas y vela por los nómadas tuiganos. Produce la lluvia, da bendiciones al pueblo y lo protege de los malos espíritus. Cuando está enojado envía poderosas tormentas eléctricas para derribar a sus enemigos.[120][104]
- Tique (o Tyque): La voluble diosa netherina de la suerte que se encarga del azar, los comienzos y el destino. Era de alineamiento neutral y una diosa intrusa del panteón olímpico. Moander la corrompió con una estratagema y Selûne se vio obligada a purificarla, partiéndola en dos. De un lado salió la diosa de la buena suerte, Tymora, que se llevó todo su encanto y gracia. Del otro lado surgió Beshaba, diosa de la mala suerte, que heredó el atractivo irresistible y un comportamiento errático. Tique es una dios inmigrante del panteón olímpico.[108][109]
- Traicionero Acechador de las Arenas, el: Shaundakul, más conocido por los bedine como el Acechador Traicionero de las Arenas, es un dios embaucador del desierto. También es conocido como el Señor de las Arenas y se manifiesta durante los espejismos del desierto como un hombre con la cabeza de un chacal. Es un dios travieso y malicioso, que ciega a la gente, hace que los oasis se sequen y extravía a los viajeros de las rutas seguras. Por todo ello Shaundakul es culpado por los bedine de causar desgracias. Sus sirvientes son los caprichosos fantasmas del desierto (windghosts), actualmente unos vigías fantasmales enloquecidos. En realidad todo es obra de Beshaba, diosa faerûnia de las travesuras aleatorias, como una broma de mal gusto que el verdadero Shaundakul desaprueba totalmente.[91]
- Valigan: Valigan el Tercer Nacido es una deidad menor coramshana de la anarquía que se alzó en -269 CV, coincidiendo justamente con el exarca sanguinario Thelasand IV. Tyr lo destruyó a llegar a Faerûn con una hueste celestial. Desde entonces Tyr es llamado Anachtyr en Calimshan.[121][122]
- Zionil: Patrón de artesanos, creadores e inventores, es un aspecto de Gond en el Adama.[100][101]

### Males Eternos Antiguos
Estos tres seres o entidades antiguas son poderosos primordiales alineados con el mal y la destrucción que aparecen en la mitología faerûnia. Su poder puede rivalizar o incluso superar al de los semidioses; incluso se dice que si son liberados podrían causar un cataclismo que pondría en peligro a toda Toril. A veces algunos cultistas dementes forman cultos apocalípticos alrededor de sus figuras pero lo normal es que aparezcan tan solo en las leyendas como enemigos de los dioses. Kezef es de alineamiento neutral maligno, pero tanto Dendar como Ityak-Ortheel son caóticos malignos.
- Dendar la Serpiente de la Noche: Tan antigua como el mundo, Dendar es una serpiente colosal que pasa su tiempo devorando las pesadillas y los miedos de mortales e inmortales con la esperanza de provocar el fin del mundo. Se dice que nació de la primera pesadilla que tuvo un mortal y desde entonces no ha dejado de crecer. Se desliza lentamente por el Plano de la Fuga, destino de todas las almas faerûnenses. Dendar ha sido incluida en diferentes mitologías a través de Faerûn. Para los antiguos rus Dendar era conocida como Nidhogg, una serpiente que roía las raíces del Yggdrasil. En Puerto Calim es conocida (incorrectamente) como la Madre de la Procesión Nocturna, una comitiva de criaturas horripilantes del Semiplano de las Pesadillas. En las junglas de Chult es conocida como la Devoradora del Mundo, y las leyendas dicen que Ubtao y ella están destinados a luchar sobre los Picos de la Llama para evitar que Dendar se trague el sol. Históricamente hablando, durante la Era Azul Dendar consiguió devorar el sol, lo que precipitó el comienzo de la Época Oscura, sumiendo a Toril en una noche perpetua y una glaciación que extinguió muchas formas de vida. Tan solo un mortal, Gwidyon el Veloz, consiguió herirla con la Matadora de titanes, una espada predestinada para tal hazaña; esto provocó una revuelta contra Cyric cuando ostentaba el cargo de señor de los muertos.[124][123][125][126]
- Kezef el Sabueso del Caos: Nacido en el amanecer de los tiempos, Kezef tiene la apariencia de un enorme mastín con ojos rojos malignos. Su piel, en estado de descomposición, está cubierta por los gusanos y a su paso va rezumando un pus infecto. Su sangre es un líquido pastoso oscuro y corrosivo y además la bestia irradia un aura pestilente de descomposición. Su aliento fétido es capaz de apagar cualquier fuego y predice la muerte. El Sabueso puede articular palabras, mediante gruñidos retumbantes, y entiende la lengua común. Kezef es temido por su implacable persecución para devorar las almas de los fieles (aquellos que posee una deidad patrona); no obstante le disgustan los infieles y los falsos (ateos), y no soporta la carne viva. Cualquiera devorado por el sabueso desaparece para siempre y ni siquiera puede ser resucitado. El Sabueso del Caos también puede oler las emociones y detesta especialmente el olor de la alegría. Un concilio de los dioses faerûnenses consiguió aprisionarlo en Cocytus, prisión cavernosa del Pandemónium. Para tal hazaña Gond construyó las cadenas, Tyr se dejó devorar la mano a cambio de la sumisión del sabueso y Mystra consiguió sellarlo en una jaula mágica e indestructible. Más tarde fue liberado por Cyric y persiguió a Máscara durante un tiempo. Desde la Segunda Secesión algunos brujos pueden pactar con Kezef a través de las pesadillas.[127][123]
- Ityak-Ortheel el Devorador de Elfos: Una abominación horrible que mora en el Abismo a la espera de que su maestro, Malar, lo convoque para destruir la vida. Ityak-Ortheel se parece vagamente a una tortuga desde la distancia, pero su apariencia real es mucho peor. Tiene un caparazón abovedado, duro como el granito y tres patas retorcidas del ancho de un tronco de roble antiguo. Bajo el caparazón se muestra un cuerpo húmedo y blando con un gran agujero que le sirve de boca. Aunque carece de dientes puede usar tentáculos de cartílago con ventosas para triturar cualquier presa. Hace eones Ityak-Ortheel emergió de un charco con la sangre mezclada de Corellon y Gruumsh. Tras la teomaquia, y oculto a ojos de los dioses, decidió huir al Abismo. Algunos dioses que se oponían a los Seldarine, como Malar, Ghaunadaur y Lolth, también lo utilizaron para sus fines. Sin embargo Malar consiguió domarlo para que cumpliera su voluntad y lo envió a Faerûn para ser el azote de los reinos élficos; una vez incluso llegó hasta las puertas de Siempreunidos, la nación élfica por excelencia en Faerûn. Destruyó hasta tres reinos hasta que finalmente fue desterrado de nuevo al Abismo. Todavía hoy en día existen varios cultos que quieren traerlo de vuelta a Faerûn de nuevo.[128][123]

### Siete Dioses Perdidos
La identidad de los "Siete Dioses Perdidos", o simplemente "dioses perdidos", se originó en la antigüedad e incluía concretamente a siete entidades que fueron derrotadas y sometidas a Perdición, el Señor Negro. Se trata de unos primordiales vinculados a los Planos Elementales. En la Descripción de la oscuridad de Urgund, un relato de Urgund acerca de su encarcelamiento en los planos inferiores, cita cinco dioses «que cayeron y se convirtieron en sirvientes del gran señor Perdición». En relato dice que después se sentaron en el Salón de los Cortesanos como deidades menores. Tradicionalmente son siete en número pero solo se conoce la identidad de cinco de ellos; la identidad de los otros dos dioses ha quedado perdida en la historia.
- Borem del Lago de Barro Hirviente: Borem era un Señor Paraelemental de Cieno, venerado como un dios de la ira. Durante el −359 CV, Borem se volvió activo después de largos años manifestándose como un simple río fangoso. Después de un verano caluroso y de diez días de intensa lluvia, el río se desbordó y se convirtió finalmente en un lago. En su búsqueda de la divinidad, los Tres Muertos atacaron a Borem en su plano natal, no sin antes vincularlo con el río. Después de matarlo se llevaron su corazón, que llevaron a la isla de Mezeketh y allí lo enterraron. El Plano de Cieno es plano un Paraelemental que bordea los Plano Elementales de la Tierra y el Agua.[133][131]
- Camnod el Inefable: Llamado semidiós y dios menor, es un Primordial de Aire. Los acechadores invisibles son elementales aéreos con una forma amorfa y traslúcida de nubes o vapor.[129]
- Haask, Voz de Hargut: Hargut era una abominación parecida a un gusano con una boca gigantesca llena de innumerables filas de dientes. Su piel verdosa y venenosa está cubierta de pustulas. Hargut sobrevivió como un simbionte adherido al exterior del cuerpo de Haask. Este era un monstruoso minotauro gran cuerno que conquistó la Fortaleza del Colmillo de Hierro, declarándose rey-sacerdote de la tierra de Grong-Haap. Gobernó durante seiscientos años, extendiéndose hasta las tierras modernas de Thar, el este del Mar de la Luna y las tierras altas del norte del Vasto. Haask convocó a uno de los males antiguos para combatir una horda de trasgos, llamado Hargut de la Pestilencia Gris (los Yermos Grises). Hargut mató a decenas de miles pero finalmente los Tres Muertos lo atacaron hasta casi matarlo. Se había revelado como un Señor Batrachi de la raza de los doppelganger. Finalmente Haask accedió a ser el contenedor de Hargut y se dedicó a crear criaturas quiméricas. Es aliado de Malar y Ghaunadaur.[134]
- Maram de la Gran Lanza: Un antiguo Primordial de Fuego nativo del Caos Elemental, que a veces se dice pertenecer a los Males Antiguos. Antaño una cábala de magos netherinos convocaron al azar a Maram y otros primordiales para que sirvieran como participantes en la Guerra de los Siete Sigilos. Maram escapó después de que el conflicto terminase. Durante una pequeña temporada fue un quebradero de cabeza para los norteños de Faerûn hasta que se topó con Perdición, Bhaal y Myrkul, que lo desterraron de Toril. Siglos después Pyricus, un Príncipe Primordial, logró acceder al Monumento de los Antiguos e intentó en convocarlo en vano desde la pirámide.[135][133]
- Tyranthraxus el Llameante: Un Primordial de Fuego, identificado como un Señor Yugoloth por algunos sabios. Es un ejemplar menor de los de su especie que tan solo existe como una fuerza capaz de poseer cuerpos ajenos. Algunos sabios dicen que Tyranthraxus gobernó una gran franja de tierra que consiste en la región del Mar de la Luna y el norte de Cormanthor antes de la colonización de los hombres. Poseía tres guaridas, una en las Montañas del Espinazo del Dragón, otra en lo que ahora es Yûlash y otra más en lo que ahora es Phlan. Luchó contra elfos de Cormanthor y también era conocido por los ogros de Thar. Fue expulsado de Yûlash por seguidores de Moander. En la mitología de los ogros de Thar se dice que Tyranthraxus «guio a los Jinetes fuera del Yermo» (esto es, a los yugoloth fuera de los yermos grises del Hades). Fue capturado y se retiró al estanque del resplandor (pool of radiance) y desde entonces se dedica a poseer a varios cultistas.[136][137][138]

### Patrones sobrenaturales
Los dioses no son las únicas fuerzas implicadas en los Reinos. Los brujos ambiciosos pueden pactar con seres poderosos para obtener poder arcano.
- Baazka (infernal): Un poderoso diablo de la sima responsable de la Segunda Guerra de Dragonspear de mediados del siglo XIV CV, que más tarde se alió con los Magos Rojos de Thay en Vado de la Daga alrededor del Año de los Pergaminos de la Montaña Inferior (1486 CV). Aunque sus planes para conquistar la Costa de la Espada han sido socavados, todavía puede pactar con los aliados de Thay.[139][140]
- Belaphoss (infernal): Belaphoss el Loco es un balor poderoso que sirvió como lugarteniente del señor demoníaco Demogorgon. Su principal ambición es la convertirse en un señor demoníaco y suplantar a Demogorgon como gobernante de las Fauces Abiertas.[140]
- Dendar la Serpiente de la Noche (primigenio): Uno de los males antiguo, que dormita en los Picos de la Llama de Chult, a la espera de ser liberado. Pacta con sus seguidores a través de las pesadillas.[140]
- Eltab (infernal): Un señor demoníaco conocido como el Señor de la Capa Oculta. Eltab vino primero a Faerûn convocado por los Magos Rojos para acabar con su enemigo, el imperio de Mulhorand. Tras la guerra el demonio quedó aprisionado bajo las calles de Eltabbar, custodiado por glifos de convocación. Solo desea su liberación para vengarse de los magos thayinos.[140]
- Errtu (infernal): Un balor que sirve como enemigo personal del drow Drizzt Do´Urden. Lo persigue porque quiere recuperar un artefacto conocido como Crenshinibon. Fue desterrado de los Reinos pero pactará con cualquiera que le ayude a regresar.[140]
- Gargauth (infernal): Un archidiablo antaño miembro del panteón faerûnio. Atrapado dentro de un artefacto mágico busca desesperadamente liberarse.[140]
- Ghaunadaur (primigenio): Conocido como Aquel que Acecha, es el patrón de las aberraciones de la Infraoscuridad. Pide ser alimentado en sacrificios sangrientos.[140]
- Gilgeam (inmortal): El Rey y dios de Unther hace tiempo que fue desterrado de los Reinos pero todavía pacta con aquellos que querrían devolver la gloria del antiguo imperio, especialmente en su nombre.[140]
- Hyrsam (feérico): El Príncipe de los Locos fue el primer sátiro. Es capaz de cantar hasta deslustrar el oro y sus travesuras hacen que las piedras lloren de risa. No obstante Hyrsam también es un ser anárquico y salvaje, que aboga por los instintos y se opone a la civilización de las tierras feéricas. En especial se opone a los fomoré y eladrines. También puede ponerse serio y ser capaz de realizar bromas pesadas y mortales.[141]
- Iggwilv (feérico): Antaño una poderosa maga y demonologista de otro mundo, Iggwilv se estableció en las Tierras Feérica en donde ascendió a Archifata. Pacta con aquellos interesados en la magia de convocación centrada en el Abismo.[142]
- Kezef (primigenio): El Sabueso del Caos es uno de los males antiguos que fue encarcelado. Pacta con los enemigos de Mystra, Cyric y Máscara.[140]
- Larloch (inmortal): El Rey Sombra fue antaño un poderoso liche de Netheril y dueño legendario de la Cripta del Brujo.[140]
- Lorcan (infernal): Un cambión que colecciona brujos a su servicio. Entre sus favoritos están los Trece de Troil, descendientes de los primeros brujos que hicieron el primer pacto con Asmodeo.[140]
- Malkizid (infernal): Antaño un solar que traicionó a los Seldarine. Desde entonces está resuelto a destruir todo rastro de los elfos.[140]
- Moander (primigenio): Antaño un dios faerûnio, Moander ahora sobrevive como un vestigio. Siendo un dios de la putrefacción y la corrupción, busca seguidores que alimenten a su avatar, la Abominación, y que luchen contra las potencias de la naturaleza.[140]
- Neifion (feérico): El Señor de los Murciélagos caminó en Toril durante los Días del Trueno. Actualmente permanece aprisionado en el castillo Daroch y desde entonces busca ser liberado.[143]
- Nintra Siotta (feérico): Conocida como la Princesa del Cristal Sombrío, es una Archifata de la Corte Lúgubre al servicio de la Reina del Aire y la Oscuridad. Favorece la magia de sombras e ilusión.[144]
- Oberón (feérico): El Señor Verde es el consorte de Titania y el patrón protector de las tierras feéricas. Puede pactar con brujos que operen con umbrales que conecten Faerûn con las Tierras Feéricas.[140]
- Príncipe de la Escarcha, el (feérico): El más poderoso de las Archifatas de la Corte del Invierno es hijo de la propia Titania. Puede pactar con los brujos del Señor Feérico. Solía ser conocido como el Príncipe Sol pero se le heló el corazón cuando su prometida le traicionó y se escapó y su alma se convirtió en una de las estrellas. Desde entonces ha buscado reunirse con ella siempre que está reencarnada como mortal.[141]
- Reina Cuervo, la (hexblade): La diosa patrona de los shardar-kai mora en el Páramo Sombrío.[145]
- Reina del Aire y la Oscuridad, la (feérico): La soberana de la Corte Crepuscular es la patrona de los feéricos malignos, así como también patrocina la magia de ilusión y oscuridad. Puede pactar con aquellos enemigos de la creación de Titania, los feéricos.[141]
- Titania (feérico): La Reina del Verano es la más poderosa de las Archifatas y la patrona de la magia arcana. Puede pactar con aquellos que poseen amistad con los feéricos o que buscan la magia arcana ofrecida por estos seres.[140]
- Tyranthraxus (primigenio): Uno de los Siete Dioses Perdidos, que existe como un espíritu de la posesión. Busca nuevos huéspedes para continuar su carrera en Faerûn.[140]
- Wendonai (infernal): Este señor balor fue el responsable de que los elfos oscuros originales degeneraran en los drow al descubrirles la magia de invocación demoníaca.[140]
- Zargon (primigenio): Dicen las leyendas que el Retornado es un espíritu invencible y una fuerza demente, y primer soberano de los Nueve Infiernos. Ahora busca cultistas que lo devuelvan a su estatus original.[140]

### Herejías destacadas
Una herejía es una creencia en una deidad determinada que se desvía sustancialmente de la corriente principal de la iglesia de esa deidad. Algunas de estas desviaciones pueden ser toleradas por las deidades.
- Secta del Sufrimiento Compartido: Una herejía dentro de la iglesia de Ilmater. Esta dice que la carga del Dios que Llora podría entenderse también mediante el sufrimiento. Sus cultistas practican la autoflagelación, llevan a cabo secuestros e incitaron disturbios, mientras que en general comparten y propagan el sufrimiento a los no creyentes. Deben ser de alineamiento neutral.[146]
- Herejía de la Luna Oscura: Sus cultistas dicen que las diosas gemelas Selûne y Shar son la misma deidad. Dos caras de la misma moneda. Sus seguidores no pueden ser de alineamiento bueno ni maligno. Esta herejía fue originalmente una estafa inventada por Alorgoth para atraer a los adoradores más flexibles de las iglesias de ambas diosa. Allí, en el Templo Doble, mató a sus adeptos. Las iglesias de las dos diosas apoyan este movimiento.[146][147]
- Herejía del Sol Ascendente: Esta es la herejías más antigua de Faerûn y sucede en la iglesia de Lathander, dios del aurora. Se hacen llamar la Hermandad del Sol Glorioso. La propia iglesia del Señor del Alba tolera esta herejía. Estos dicen que Lathander no es otro que la reencarnación del dios solar Amaunator. Van más allá con su fervor y alegan que Lathander muy próximamente volverá a ser Amaunator. Estos clérigos, llamados maestros del sol, no pueden ser malignos ni caóticos. Paradójicamente, después de la Segunda Secesión, tanto Lathander como Amaunator son dioses del panteón faerûnense.[146]
- Herejía del Sol de tres Rostros. Estos cultistas creen que el dios del sol es una deidad suprema y está por encima de las demás. Dicen que tiene tres caras, amanecer, mediodía y ocaso y que solo se pueden ver dos de estos aspectos de cada vez. Durante la época de Netheril se creía que Amaunator era el sol de mediodía y Jergal el crepúsculo. Tras la caída de ese panteón Lathander pasó a ser el dios del amanecer y Myrkul del atardecer. Tras la Era de los Trastoros y la caída de Myrkul quedó solamente Lathander, pero es cuestión de tiempo que Amaunator ocupe su lugar de nuevo. Esta profecía se cumplió tras la Plaga de Conjuros.[146]
- Herejía de la Moneda de la Ramera: Este cisma herético de la iglesia de Waukeen, nacido tras la Era de los Trastornos, cree que Waukeen había vendido gradualmente partes de su divinidad a Graz'zt para financiar su iglesia. Sus fieles creen que este aspecto surgió debido a que la diosa no pudo pagar sus deudas con el Señor Demoníaco Graz'zt. Dicen que Waukeen obtuvo su libertad y desde entonces Graz'zt es adorado como un aspecto maligno y codiciosa de la diosa.[148]

### Cultos espurios
De vez en cuando algún individuo retorcido crea algún culto falso, con la intención de explotar a los fieles. Algunos de estos cultos son breves pero otros pueden durar años, dependiendo del "sacerdote" que los lidere.
- Gulkulath, Señor de las Profundides Septentrionales: Un culto a un falso dios sahuagin, creado en el distrito del muelle de Aguas Profundas para manipular marineros ingenuos.[96]
- Culto del Sagrado Cráneo: Recientemente algunos bedines se han unido a este nuevo culto que adora a una calavera parlante. En realidad el cráneo está animado mágicamente por un azotamentes, que oficia de sacerdote desde las sombras. Este sacerdote es a su vez una herramienta de los phaerimm, a quienes obedece. Estos cultistas son una banda heterogénea de fanáticos guerreros y pícaros entre los bedines. El culto está especialmente activo en la Espada Oriental del desierto, mientras los phaerimm intentan compensar la creciente influencia de sus rivales, los zhentarim.[96][91]
- El Culto del Oso Danzante y el Culto de Kambadlan, la Tortuga Negra de la Noche: Ambos activos en Aguas Profundas durante varios años, pero duraron poco tiempo y desde entonces se han sumido en el olvido.[96]
- Un Culto de la Espada Brillante proliferó una vez en Thentia.[96]
- El Culto de la Sierpe (Wyvern): Este culto se puede encontrar en comunidades enanas aisladas en el norte del Mar Interior. Sus clérigos son pocos y reservados y contratan enanos espías, asesinos y pícaros. El culto adora a varias bestias, especialmente dragones y otras poderosas criaturas que los enanos tratan respetuosamente. El culto busca promover el poder y la riqueza de sus adeptos mediante el uso los poderes de tales bestias.[96][149]
- El Culto del Hacha Viviente: Una faceta poco conocida de los enanos es la de admiración hacia el uso de la magia, tan poco común en su pueblo. Algunos maestros herreros alcanzan tanto dominio arcano en sus forjas que logran encantar armas, dotándolas de consciencia. Muchas de esas armas tienen dentro espíritus malignos atrapados en su interior. Sus sacerdotes son expertos en el uso de las hachas arrojadizas.[96][149]
- El Ídolo Caído: Algunas veces la fe depositada en un ídolo da como resultado la creación de una auténtica deidad, como evidencia la estatua quebrada de la Garganta de Ídolo Caído, consagrada al dios de los hobgoblins, Nomog-Geaya.[96]
- El Culto del Dragón: Se trata del culto actual que tiene más relevancia hoy en día. Sus oscuros sacerdotes veneran a los dracoliches y acompañan al dragón en vida para realizar el ritual nigromántico. Este culto funciona más bien como una organización secreta que como religión.[96]
- Varios cultos apócrifos: También existen criaturas extraplanarias con estatus y poderes similares a los dioses que no reciben respaldo divino. Entre estas criaturas se encuentran los Males Eternos Antiguos, como Kezef el Sabueso del Caos, Dendar la Serpiente de la Noche y Zzutam, adorado por los gigantes de la escarcha en Thar como un Archielemental de Hielo.[96]

## Dioses y panteones semihumanos

### Panteóndrow
Como si se tratara de un reflejo distorsionado de los dioses élficos, los drow veneran a un panteón conocido como los Seldarine Oscuros. Básicamente este panteón consiste en Lolth, su gobernante, y el resto de miembros que han sido sometidos a la fuerza. Tanto Vhaeraun como Eilistraee son hijos de Lolth y Corellon, pero Selvetarm es su nieto. Ghaunadaur es un dios primordial de la Infraoscuridad que ha demostrado ser muy antiguo como para doblegarse a la tiranía de Lolth. Otras figuras locales van surgiendo de vez en cuando, como los cultos de Kiaransalee, Malyk o Zinzerena, pero tarde o temprano las sacerdotisa de la Reina Araña intentarán destruir sus cultos. 
- 'Lolth' (o Lolt, Lloth): La Reina Araña gobierna por la fuerza sobre el resto del panteón y elimina sin compasión a cualquiera que amenace su posición. Sus sacerdotisas hacen lo mismo con sus rivales de otras religiones. La Reina del Laberinto de los Demonios suele ser representada como una bella drow o como una terrible araña negra. Es la diosa de los drow y las arañas, pero también una deidad del mal, la oscuridad, el caos y los asesinos; es caótica maligna. Fue ella la que condujo a los elfos oscuros originales hacia el descenso en drows y fomenta un clima de odio y competitividad entre sus sacerdotisas matriarcas. Antaño era Araushnee, esposa de Corellon y diosa del destino y los tejedores, pero se rebeló contra él y fue desterrada al Abismo.[74][150][151]
- Eilistraee (o Eilistréy): Algunos drow exiliados llegan a escuchar la canción de Eilistraee, diosa de la libertad, la canción, la belleza, la danza, la esgrima, la caza y la luz lunar. Es la patrona de aquellos que rechazan la maldad de su sociedad para darles esperanza. Conocida como la Doncella Oscura y la Señora de la Danza, Eilistraee es hermana de Vhaeraun e hija de Lolth, contra quienes se opone. Es la única deidad buena del panteón, siendo caótica buena. Los fieles de Eilistraee alientan a los drow a que regresen al mundo de la superficie. Trabajan para promover la armonía entre los drow y las razas de la superficie, para que los elfos oscuros puedan ocupar un lugar como habitantes legítimos y no malvados de Faerûn. Promueven certámenes de danza y cacería.[74][152]
- Ghaunadaur (o Ghónador): En ocasiones los drow veneran a Aquel que Acecha, un primordial también conocido como el Ojo Primigenio, a pesar de que no es un dios drow per se. Se trata de una deidad de la Infraoscuridad faerûnense y patrona de los cienos (oozes) y morfolitos (ropers), aunque algunos aboleth también lo veneran. Es caótico maligno. Los drow lo adoran como un dios de los parias y los rebeldes, insatisfechos con el poder opresivo del clero de Lolth. Enseña que solo los seres más fuertes son dignos de sobrevivir y que todos los seres menores (es decir, todos aquellos que no le adoran) deben ser destruidos. Su clero se encarga de suministrar sacrificios frecuentes para aplacar el hambre del Ojo Primigenio.[74][153]
- Kiaransalee (o Kiaransali): A la Regresada, diosa drow de los muertos vivientes y la venganza, le sirven sectas de nigromantes. Es caótica maligna. Sus sacerdotisas dicen que antaño fue una poderosa reina drow, una nigromante que ascendió a la divinidad después de destruir su reino con un ejército enorme de muertos vivientes. La Banshee Vengativa ha descendido hace mucho tiempo a la locura, consumida por su propia venganza, pero aún conserva su retorcida astucia. Es venerada por una pequeña cábala de drows nigromantes y tienen un papel importante en la persecución de esclavos. En el pasado consiguió destruir al señor demoníaco Orcus pero Lolth finalmente sometería a la Señora de los Muertos.[74][154]
- Selvetarm: La Araña que Aguarda es el dios de los combatientes drow y las matanzas, a menudo escogido por los varones drow. Es caótico maligno. El campeón de Lolth es hijo de Vhaeraun y la diosa élfica Zandilar. No siempre fue una deidad maligna pero fue engañado por Lolth para que absorbiera la esencia de un príncipe demoníaco rival, resultando en su giro hacia el mal y atrapándolo en las redes de engaño de su abuela. Ahora es un dios cruel y malicioso, y él y sus seguidores solo se preocupan por el combate y la destrucción. Sus adoradores están instruidos en varios estilos de lucha, y cada uno emplea muchos trucos furtivos y maniobras. La iglesia de Selvetarm es apenas una rama militar de la iglesia de Lolth.[74][155]
- Vhaeraun (o Vheron): El Señor Enmascarado es la deidad pícara del latrocinio y patrón de los varones drow que se rebelan contra el matriarcado. El Dios Enmascarado de la Noche es hijo de Lolth, pero se irrita bajo el dominio de su madre y desprecia su favoritismo hacia las mujeres drow. Como patrón de los varones drow ha enseñado a muchos de ellos las artes del pícaro para que no estén indefensos contra el poderío de las matriarcas; muchos de sus seguidores alientan la rebeldía contra la teocracia de Lolth. Como patrón de la actividad maligna en la superficie, su iglesia también intenta aumentar su influencia en la superficie de Faerûn.[74][155]

#### Otros dioses de la mitología drow
- Malyk: El Mágico Oscuro antaño fue un liche drow, adorado como el patrón del caos, la rebelión y la magia salvaje. Es caótico maligno. Los sacerdotes de Talos dicen que Malyk es tan solo un aspecto del dios conocido en la Infraoscuridad. No posee iglesias ni sacerdotes pero favorece a los magos salvajes especialmente cualificados para ser su instrumento en Faerûn. Su culto persigue la localización de la Lágrima del Guardián, un poderoso artefacto que potencia la magia salvaje.[156]
- Zanassu: Entre uno de los primeros dioses que Lolth subyugó estaba Zanassu. Era un señor demoníaco menor adorado en un culto a las arañas. Lolth, como criatura del Abismo, rivalizaba con él por el dominio arácnido. En este guisa Selvetarm es venerado por las araneas y otros arácnidos en el Pantano de las Arañas al sur de Calimshan, donde es conocido como Zanassu, la Araña que Aguarda. Unos pocos drows en el Bosque de Mir como también un puñado de Volozhanni buscan poder político para prosperar en Calimshan dentro de su iglesia.[157][158]
- Zinzerena: En la ciudad drow de Menzoberranzan surgieron, desde la Era de los Trastornos, rumores de que existía una nueva diosa del caos y los asesinos, llamada Zinzerena la Perseguida. En realidad Zinzerena había sido una legendaria asesina drow de otro mundo pero Lolth usurpó su influencia en los Reinos. Tras la Segunda Secesión se ha reavivado su culto como diosa de las ilusiones, las mentiras y los asesinos. Es de alineamiento caótico neutral y no maligna. Se dice que Malyk y ella son amantes o parientes. La Princesa de los Descastados tiene un culto a la heroína entre la clase pobre drow que vive marginada o es sujeta a persecuciones. A menudo sus seguidores son pícaros, asesinos o ilusionistas.[159][160]

### Panteónélfico
Los elfos, conocidos como el Pueblo Gentil en los Reinos, adoran a un panteón de deidades conocido como los Seldarine, que puede traducirse como «la compañía de los hermanos y hermanas del bosque». Son dioses caóticos que actúan individualmente, pero todos moran en armonía en el reino de Arvador («el gran bosque élfico»), ubicado en el plano de Arbórea. Corellon es el reconocido gobernante de los Seldarine, a veces es acompañado por su consorte, quien es identificada como Sehanine o Angharradh. Los mitos que discuten los orígenes míticos de los elfos están estrechamente vinculados a la capacidad de muchos miembros de los Seldarine para asumir formas naturales como avatares. Por ejemplo, Rillifane puede aparecer como un enorme roble, Sashelas como una ola gigante marina o Aerdrie como una nube blanca.
- Corellon Larethian (o Corelon Larezhian): El Primero de los Seldarine es el dios del arte y la magia. Corellon es el protector y creador de la raza élfica; su alineamiento es caótico bueno. Gobierna las cosas que los elfos tienen más estima, como la magia, la música, el arte, la artesanía, la poesía y la guerra. El Aguirnaldado de Arvandor favorece especialmente a los elfos solares de Siempreunidos y la alta magia élfica. Hace eones dejó tuerto al dios de los orcos, Gruumsh. También es enemigo de Lolth, patrona de los drow, con quien una vez estuvo desposado, y con la que engendró a Eilistraee y Vhaeraun. Corellon es representado indistintamente como hombre, mujer o con rasgos mezclados de ambos.[162][150][163]
- Aerdrie Faenya (o Erdrie Fenya): La Madre Alada, diosa élfica de los cielos, es caótica buena. Se trata de una deidad salvaje del aire, el clima, los avianos (criaturas aladas), la lluvia y la fertilidad. Las historias dicen que La del Plumaje Azul era venerada en tiempos pasados por los legendarios elfos alados avariel, de quienes es patrona. Hoy día es principalmente venerada por aquellos elfos que están interesados en el clima, especialmente druidas y exploradores, y por aquellos elfos que poseen monturas aladas o se han hecho amigos de criaturas voladoras. Aerdrie también es venerada por un puñado de aarakocras.[162][164]
- Angharradh (o Anghárradh): La Reina de Arvandor es la triple diosa del crecimiento y la protección. Es caótica buena y venerada en la isla de Siempreunidos por elfos lunares; estos dicen que es una diosa mayor y consorte de Corellon. Se trata de una deidad de la primavera, la fertilidad, la siembra, los nacimientos, la defensa y la sabiduría. Como Diosa Trina es la combinación de las tres diosas élficas, Aerdrie Faenya, Hanali Celanil y Sehanine Arco Lunar; no obstante Angharradh es una diosa independiente. Las grandes ceremonias dedicadas a la Dios Trina son realizadas por las hermanas totémicas, que cuidan los asentamientos élficos más importantes en Faerûn.[162][163]
- Erevan Ilesere: El Camaleón es el dios de las jugarretas y su alineamiento es caótico neutral. Es el dios élfico de las travesuras, el cambio y los bribones. También se le conoce como el Cambiante Verde y el Bromista Feérico. Es un dios en constante cambio, siempre en busca de alguna nueva y emocionante aventura o travesura. Como amante de la diversión y por su naturaleza traviesa prefiere la compañía de otras deidades juguetonas, como las feéricas. Sus seguidores, notorios aventureros y bromistas, siempre buscan cualquier oportunidad para hacer de las suyas.[162][165]
- Fenmarel Mestarine: El Lobo Solitario es el dios menor élfico de los marginados. Es caótico neutral y una deidad de los proscritos, chivos expiatorios, aislamiento y elfos agrestes. Los que han dejado lo tradicional sociedad élfica, ya sea intencional o involuntariamente, así como elfos que desean aislarse del mundo exterior, son sus adoradores. Es el patrón de los elfos salvajes y es adorado por la mayoría de los miembros de esa raza. Enseña sus seguidores a ser autosuficientes, a forjar su propio camino y a cultivar las artes del camuflaje y el engaño.[162][165]
- Hanali Celanil: La Rosa Adorable es la diosa élfica del amor y la belleza. Es una deidad caótica buena del romance, los encantamientos, la maestría con objetos mágicos, las bellas artes y los artistas. La Dama del Corazón de Oro es una deidad alegre y se deleita especialmente en la creación de cosas bellas y en el intenso amor de la juventud. Ella exhorta a sus seguidores a difundir el amor, la felicidad y la belleza y a defenderse contra los que quieren destruir estas cosas. El Corazón de Oro tienen una rivalidad amistosa con Sharess y Sune, con quienes tiene discusiones amistosas sobre los méritos de la belleza élfica frente a la humana.[162][165]
- Labelas Enoreth (o Labelas Enoret): El Sabio al Atardecer es el dios del tiempo, la historia y la filosofía. Es caótico bueno. Otros títulos incluyen el Dador de Vida y el Señor del Continuo. Fue él quien bendijo a los elfos con su longevidad, su aparentemente eterna juventud y su sabiduría. Sus sacerdotes dicen que Labelas es un maestro, un historiador y sabio, y es venerado por la gente de estas profesiones. Él y sus seguidores marcan el paso del tiempo y de la historia élfica, nunca olvidan los desaires del pasado y, más a menudo, intentan avivar acontecimientos pretéritos.[162][166]
- Rillifane Rallathil (o Rílifein Ralazhil): El Señor de la Hoja, dios de la naturaleza, es caótico bueno. Se trata de una deidad de los bosques, las estaciones, los druidas y los elfos silvanos. También se le conoce como el Gran Roble y el Salvaje, y es venerado entre los elfos salvajes con la forma de varias bestias totémicas. A menudo es retratado como un roble enorme y etéreo cuyas raíces y ramas tocan cada planta viva y que socorre y nutre a todos los seres vivos. Sus seguidores creen que todas las cosas deben ser libres para vivir como la naturaleza lo ordena, y como resultado protegen ferozmente lugares vírgenes, especialmente los grandes bosques y las criaturas que viven en ellos, de todos los que quisieran mancillarlos.[162][150][167]
- Sashelas de las Profundidades: El Príncipe Delfín, caótico bueno, es el dios élfico del mar. Se trata de una deidad de los océanos, los elfos marinos, la creación, el conocimiento, la belleza del inframar y la magia acuática. Es el patrón de los elfos marinos y tiene un carácter amigable hacia todas las razas no malignas que habitan en el mar. Él y sus seguidores tienen una relación especialmente buena con los delfines. El Señor del Inframar enseña a sus seguidores a defender la patria de los elfos marinos y sus aliados contra las razas submarinas que están empeñadas en su destrucción, así como a proteger y deleitarse en la belleza que solo se encuentra bajo las aguas. Forma parte, junto con su esposa Trishina, del panteón marino de los Asathalfinare.[168][162][150][167]
- Sehanine Arco Lunar (o Sehanine Lunârco): La Hija de los Cielos Nocturnos es la diosa de los misterios: la adivinación, los sueños, los viajes y la muerte. Es una deidad caótica buena del misticismo, la trascendencia, la luna, las estrellas, los cielos y patrona de los elfos lunares; estos la aprecian por su asociación con la luz de las estrellas. También es apostrofada como la Nube Luminosa y la Señora de los Sueños. Sus sacerdotes dicen que es una diosa tranquila y mística. Cuentan que sus lágrimas, mezcladas con la sangre de Corellon, dieron vida a la raza élfica. Sehanine vela por los sueños de los elfos y protege aquellos que emprenden largos viajes, incluido el viaje final de la muerte. También es una la diosa de la magia de adivinación e ilusión.[162][150][169]
- Shevarash (o Shévarash): El Arquero Negro es un semidiós de la venganza, caótico neutral, y solo es venerado en la foresta exterior de Siempreunidos. Es una deidad amargada del odio hacia los drow, las cruzadas militares y la pérdida. Se dice que el Cazador Nocturno vez fue un elfo mortal cuyo familiares y amigos fueron brutalmente asesinados durante una incursión drow. Desde entonces ha clamado venganza, y pasó el resto de su vida cazando drow y saqueando sus ciudades. Tras su muerte el propio Corellon lo divinizó entre los Seldarine. Sus adoradores siguen sus pasos, jurando destruir a los odiados drow y cazarlos sin miedo incluso en las puertas de sus propias ciudades.[162][170]
- Solonor Thelandira (o Solonor Zhelandira): El Ojo Agudo es el dios del tiro con arco y es caótico bueno. Es una deidad de la caza y la supervivencia a la intemperie también conocida como el Gran Arquero y el Cazador Forestal. Pide a sus seguidores que respeten la naturaleza, que cacen sólo cuando sea necesario y que defiendan los bosques de aquellos que los saquean. Sus seguidores son arqueros consumados y son capaces de lograr disparos de sorprendente precisión y habilidad. Sus sacerdotes de Solonor sirven como infiltradores y arqueros en los ejércitos elfos, como constructores de arcos y flechas y como instructores de tiro con arco en los asentamientos, y también como cazadores y proveedores en las comunidades rurales.[162][171]

#### Mitología de Siempreunidos
A medio camino entre Toril y la Espesura Feérica, la isla de Siempreunidos (También Evermeet y Eterniôn) es la tierra principal de los elfos, y en especial la patria de los elfos solares. Allí la mitología élfica se mezcla con la silvana. Tanto Angharradh como Shevarash también pertenecen a este lugar.
- Avachel (o Avakhel): Avachel es un aspecto del dios dracónico Hlal que es venerado por Pueblo Gentil como el compañero de travesuras de Erevan Ilesere. Aunque Mercurio (Quicksilver), como Avachel se llama a sí mismo con frecuencia, es en algunos aspectos un dios intruso en el panteón élfico, lo cierto que puede ser considerado un fiel aliado de los Seldarine. Avachel es propiciado por los elfos jóvenes de Siempreunidos que quieren emular sus aventuras.[173][172]
- Lashrael y Felarathael: Estos dos celestiales gemelos son dos servidores principales de Corellon, erróneamente adorados como dioses en Siempreunidos. Tienen la apariencia de elfos altos y andróginos vestidos con túnicas blancas resplandecientes. Sirven como mensajeros directos para la corte élfica de Siempreunidos e incluso pueden manifestarse cuando la isla está en peligro. Los dos tienen personalidades distintivas: Lashrael tiende a ser muy emocional y trágico, en tanto que Felarathael es racional y estoico.[174][172]
- Kethryllia Amarillis: Conocida como la Flor de Luna, Kethryllia es una heroína divina de Siempreunidos y la fundadora de la Casa Amarillis. En vida Kethryllia fue una famosa heroína de los elfos lunares. Entre sus peripecias se cuenta que luchó contra muchos enemigos diferentes. Su amante, Anarallath, era una clériga de Labelas, pero se encontró con un tanar’ri y fue llevada al Abismo por el nabassu Heshkarr. Allí murió de regreso a casa y desde entonces se la ha fundado un culto de heroína.[172][175]
- Khalreshaar: El nombre con el que Mielikki es conocida en Siempreunidos, la Isla Verde. Se dice que en este aspecto Mielikki sirve a Rillifane, no a Silvanus, y así actúa como una veloz mensajera del Señor de la Hoja. Desde la Era de los Trastornos el culto de Khalreshaar está en alza, compuesto principalmente por semielfos que alegan que Mielikki es hija de Silvanus y Hanali Celanil. Han comenzado a venerar a Khalreshaar como la primera deidad auténticamente semielfa de los Reinos.[176][172]
- Espíritus de animales: Una serie de bestias totémicas veneradas únicamente por los elfos verdes o salvajes; todos son aspectos de Rillifane Rallathil. 
  - Águila: El gran espíritu del Águila es adorado como un heraldo de la calamidad y también de la buena fortuna. Se aparece para anunciar eventos importantes y los elfos le llaman Trueno o Pájaro Tonante. De hecho se manifiesta como un enorme pájaro tonante, un roc primordial y espíritu de las tormentas. Se trata del mismo pájaro tonante de los mitos amerindios.[172]
  - Cuervo: Los elfos verdes creen que el gran espíritu del Cuervo creó la isla de Siempreunidos moldeando el barro con las aguas, porque es un dios alfarero muy hábil. Es un espíritu embaucador y se cree que adopta varios disfraces para vigilar y juzgar las buenas obras de su pueblo. Cuervo también es la misma entidad de los mitos amerindios.[172]
  - Lobo: El gran espíritu del Lobo es un cazador salvaje, que a menudo acompaña a Solonor Thelandira como uno de sus lobos de caza. Conoce todos los senderos del bosque. Se dice que el Lobo enseñó a los verde elfos qué animales cazar y cómo rastrearlos. Lobo puede hacerse invisible a voluntad y puede polimorfarse en cualquier animal del bosque una vez por día. Es un rastreador consumado y puede seguir las huellas de cualquier animal, sin importar el tiempo que haya trasnscurrido, y puede convocar una manada de lobos salvajes.[172]
  - Oso: El gran espíritu del Oso es una poderosa pero voluble deidad en gran parte benevolente, cuyos rugidos llegan a sacudir la tierra durante los vendavales de las tormentas. Dicen los elfos verdes que sus uñas tallaron los ríos y valles de Siempreunidos. A menudo se invoca al Oso mientras se caza o mientras se busca alimento en el desierto; también puede acudir en ayuda de las tribus de elfos verdes que son amenazados por sus enemigos.[172]

#### Panteón del Bosque de Yuir
Los elfos de las estrellas del bosque de Yuir adoraban a un pequeño panteón de dioses silvanos. Con el paso del tiempo estos dioses feéricos fueron absorbidos como aspectos de los Seldarine. En los megalitos del Bosque de Yuir se pueden leer que el panteón  constaba de diez miembros, pero solo cinco de esos nombres son legibles.
- Elikarashae: El dios élfico Shevarash absorbió al aspecto de Elikarashae, la diosa más joven del panteón de Yuir, pues la propia Elikarashae había alcanzado la apoteosis recientemente. Los nativos Sy-Tel'Quessir (elfos de las estrellas) incorporaron las leyendas de Elikarashae en los mitos de Shevarash, y así en la mitología de Yuir Elikarashae se había convertido en una poderosa guerrera élfica que blandía trespoderosas armas: la lanza Shama, con la cual puede hablar con elfos guerreros de corazón puro y mente noble; la honda Ukava, que nunca erraba en su tiro; y la clava Maelat, que solo podía ser utilizada en la defensa de Yuir. Los mitos afirman que Elikarashae derrotó a muchos enemigos de Yuir, particularmente troles de la montaña y drow, y finalmente por sus gestas heroicas fue ascendida entre los rangos de los Seldarine. Shévarash adquirió el epíteto del Cazador nocturno de Elikarashae.[178]
- Magnar: Más conocido como Magnar el Oso, fue absorbido por Rillifane Rallathil. Los elfos de la estrellas hablan del Gran Sueño de Magnar, un período indeterminado de hibernación en el que ya se había sumido el Espíritu del Oso. En realidad Magnar era adorado por los humanos primitivos y nativos de Yuir.[178]
- Relkath: Conocido como El de las Ramas Incontables (of the Infinite Branches) y el Anciano de Yuir, era una deidad que se manifestaba como un ent gigante entre el panteón de los elfos de Yuir y poseía un temperamento caótico. Es conocido tanto por defender a las criaturas de bosque de Yuir, como también por atacarlas, convirtiendo en el proceso a los sacerdotes en árboles y a los pueblos en bosques. Los sacerdotes de Rillifane postulan que Relkath es hoy en día un aspecto primario de su dios. Adorado en las Moonshaes como una Archifata.[178][180]
- La Simbul: Una enigmática deidad del momento de la elección, el espacio entre el presente y el futuro, y el poder del libre albedrío aplicado por intuición y sin conocimiento. Cuando las deidades feéricas de Yuir fueron absorbidas por los Seldarine la Simbul tuvo que escoger entre aliarse con Labelas Enoreth (dios del tiempo y la filosofía) o Erevan Ilesere (dios del cambio). Poco a poco fue convirtiéndose en un mero aspecto de Labelas hasta que sucumbió al olvido. Incluso los elfos de las estrellas han olvidado a esta diosa y tan solo en 1368 CV, la Simbul, Reina hechicera de Aglarond, descubrió el origen divino de su nombre.[178]
- Zandilar: Una Archifata venerada como una diosa élfica del amor carnal, la pasión, la alegría y la tragedia. Su símbolo son unos labios carnosos y sensuales. Su avatar aparece como una elfa de piel azul. Es similar a otras diosas como Sune y Hanali Celanil, pero se centra en el amor apasionado que rápidamente se enciende y con la misma facilidad se sofoca. Se dice que Zandilar es capaz de utilizar sus dotes de seducción para contrarrestar a los asaltantes de Yuir, como hizo contra Vhaeraun. De este escarceo nació Selvetarm, el semidiós drow. Tras la caída de los elfos de las estrellas de Yuir Zandilar perdió la mayoría de su poder y fue absorbida por la diosa mulhorandina Bast, que se apropió de sus atributos y expulsó a los seguidores de Vhaeraun en sus tierras. Fue en esta época cuando Bast ganó el título de la Dama Danzarina.[181][178]

### Panteónenano
Los enanos, o el Pueblo Recio como son llamados en los Reinos, adoran a un panteón de deidades colectivamente conocido como Morndinsamman. Este término puede ser entendido como los «Hermanos de Escudos en las Alturas» o los «Enanos Supremos». La composición del panteón varía ligeramente de un clan a otro. En la mitología enana Moradin es el padre y creador de su raza, en tanto de Berronar es su esposa. Todos los dioses surgieron de la roca y la tierra. El resto de dioses suelen considerarse hijos o nietos de los soberanos de los Morndinsamman. Tanto Laduguer como Duerra, los dioses duergar, todavía se consideran parte del panteón pero son miembros exiliados. Cuando tuvo lugar la caída del gran imperio de Shanatar los enanos escudo ya habían abandonado a los hermanos Diirinka y Diinkarazan, dioses que fueron expulsados del panteón por una razón no bien clara; antaño miembros, ahora ya no forman parte del panteón.
- Moradin: El Herrero del Alma es el patriarca del panteón y es legal bueno. Conocido como el Padre Enano o el Padre de Todos (según los enanos) es también una deidad de la creación, la artesanía enana (herrería y cantería) y un protector en la guerra. Moradin forjó a los primeros enanos usando metal y piedras preciosas para insuflarles vida. La iglesia de Moradin tiene un papel activo en guiar la moral de las comunidades enanas. Ponen énfasis en que la mano del Forjador de Almas está en las actividades cotidianas de los enanos, como la minería, la herrería y la ingeniería, e invocan su bendición cuando comienzan estas labores. Dirigen el impulso para fundar nuevos reinos enanos e incrementar el estatus de los enanos en las comunidades de la superficie.[183][150][184]
- Abbathor (o Abbazhor): La Sierpe de la Codicia es el dios de la avaricia, un mal que achaca muchos corazones enanos. Es neutral maligno. A veces se lo representa como un dragón celoso de las adquisiciones de otros y que vigila con celo las suyas propias. El Gran Amo de la Codicia es una deidad intensamente codiciosa y está deseoso y envidioso de las riquezas de los demás. Él y sus seguidores creen en la adquisición y atesoramiento de dinero y otras formas de riqueza por todos y cada uno de los medios necesarios. Las relaciones del Señor de los Tesoros Ocultos con el resto de los Morndinsamman son tensas y a veces hostiles pero todavía se le considera uno de los dioses enanos. Algunos enanos lo veneran en el Culto de la Sierpe, pues Abbathor puede tomar esta forma.[183][185]
- Berronar Plata Auténtica (o Berronar Argêntica): La Reverenda Madre es la matriarca de su panteón, adorada como la diosa del hogar y la seguridad de las comunidades enanas. Es de alineamiento legal bueno y la esposa fiel de Moradin. Está muy presente en la sociedad enana y es una deidad de la honestidad, la curación, la familia enana, la constancia escrita, el matrimonio, la fidelidad, la lealtad y los juramentos. La Madre de la Seguridad es una diosa amable y cariñosa que valora la compasión y la fidelidad. No obstante no hay que subestimarla, es ante todo una defensora en la guerra; el cuerpo de élite de la diosa son las valquirias de Berronar. Pide a sus seguidores que sean compasivos para sanar a los enfermos y también que se mantengan vigilantes contra cualquiera que amenace los hogares y los niños enanos. Su actitud calmada también le vale para ser la mediadora de disputas en el panteón.[183][185]
- Clangeddin Barba Plateada (o Clangeddín Bargênta): El Señor de las Hachas Gemelas es el dios de la guerra enano, de alineamiento legal bueno. Se trata de una deidad de la batalla, el valor y la lucha honorable, asociado naturalmente con guerreros, defensores y paladines enanos. El Padre de la Batalla se deleita en la lucha, aunque no tolera la traición ni el engaño, y espera que sus seguidores hagan lo mismo. Él y sus seguidores odian a los gigantes y han entrenado a sus compañeros enanos de formas especiales para luchar contra ellos. Populares en las comunidades enanas gracias a sus habilidades beligerantes, los seguidores de la Roca de la Batalla tienen mala reputación entre otras razas, que les ven como berserkers sedientos de sangre.[183][186]
- Dugmaren Manto Brillante (o Dugmaren del Manto Lúcido): El dios de los descubrimientos, los inventores y la erudición es caótico bueno. Se le conoce como el Descubridor Errante y el Brillo en la Mirada. Dugmaren es ciertamente una anomalía entre las deidades enanas, pues posee una predisposición progresista y busca nuevas ideas para hacer las cosas. Como resultado, aquellos enanos que han adoptado profesiones que la mayoría los enanos consideran no tradicionales, lo veneran. De sus filas provienen artesanos, maestros del saber, inventores, grabadores de runas y demás pensadores heterodoxos. Enseña a su seguidores a viajar mucho, aprender tanto como sea posible y experimentar con invenciones.[183][187]
- Dumathoin (o Dúmazhoin): El Guardián de los Secretos Bajo la Montaña es el patrón de los enanos escudo y tiene alineamiento neutral. Se trata de una deidad de la riqueza enterrada, las gemas, la minería, la exploración y también es el guardián de los muertos. Según la mitología enana fue el Guardián Silencioso quien creó las cavernas profundas bajo la superficie de Faerûn para que vivieran los enanos, y en ella colocó las gemas y los minerales preciosos para ser dignos de admiración. Sus seguidores disfrutan explorando las profundidades de la tierra y extraer sus riquezas sin destruir su belleza. Como sacerdotes de un dios de los muertos también se encargan de custodiar las tumbas de los enanos fallecidos.[183][188]
- Gorm Gulthyn (o Gorm Gultyn): Llamado Ojos de Fuego y el Señor de la Máscara de Bronce, es el dios de la defensa, la vigilancia y el guardián de todos los enanos. Es de alineamiento legal bueno. Es el patrón de todos aquellos que defienden las tierras natales de los enanos de las fuerzas externas hostiles. Los clérigos de Gorm, conocidos como barakor (“aquellos que escudan”), organizan la defensa de las comunidades enanas, actúan como guardaespaldas e instruyen a los enanos locales sobre el valor de la alerta y la vigilancia. Se dice que Gorm está agonizando, pues por cada caída de la fortaleza de un clan enano su poder se debilita.[183][188]
- Haela Hacha Brillante (o Hela del Hacha Brillante): La Dama de la Lucha es la divinidad de la suerte y el júbilo en el combate, así como la patrona de los guerreros y aventureros enanos. Es caótica buena. Ella y sus adoradores se deleitan en batalla y están constantemente buscando combate y nuevos enemigos para luchar. A sus seguidores se les ordena perdonar a aquellos que merecen misericordia y para herir sin piedad a los traidores. La iglesia de la Doncella de la Suerte a menudo trabaja en estrecha colaboración con las de Clangeddin y Marthammor. El culto de Haela todavía es joven y gusta de romper con la tradición, además de que está compuesto por muchas enanas.[183][189]
- Marthammor Duin (o Márzhammor Duin): El Descubridor de Caminos es el dios de los guías, los exploradores, los expatriados y migrantes, los viajeros y el relámpago. Es neutral bueno. El Vigilante de los Trotamundos es el patrón de los enanos que viven o viajan lejos de sus hogares y por lo tanto es adorado por muchos aventureros enanos. Sus seguidores son errantes por naturaleza. y están mucho más abiertos a nuevas ideas y culturas diferentes que la mayoría de su especie. Muchos de sus seguidores trabajan como guías o exploradores, y a menudo alertan a sus parientes más asentados de acercarse o peligros ocultos si no se ocupan ellos mismos de esos asuntos.[183][190]
- Sharindlar (o Sharíndlar): La Dama de la Vida y la Piedad es la deidad de la misericordia, la curación, el amor romántico, los noviazgos, el baile y la fertilidad, pero también está asociada a la luna. Es caótica buena. La Bailarina es una diosa alegre y espontánea, a menudo propensa a cantos, bailes y risas. Su iglesia trabaja incesantemente como casamenteros, siempre en busca de posibles parejas para enanos solteros. Sus adoradores a menudo se pueden encontrar en el campo de batalla, sanando a los heridos. Sharindlar es la diplomática del panteón, llevando mensajes de Moradin incluso a los dioses duergar e intermediando con los dioses de los gigantes.[183][191]
- Thard Harr (o Zhard Harr): El Señor de las Profundidades de la Jungla es el patrón de los enanos salvajes que viven en Chult, pero también es una deidad de la supervivencia en la jungla y la caza. Es caótico bueno. Sus seguidores veneran las junglas en las que viven y hacen todo lo posible para vivir en armonía y para proteger la vida selvática (y a ellos mismos) de los forasteros expoliadores. Sus adoradores tienden a ser desconfiados y aislacionistas, y rara vez interactúan voluntariamente con extraños. Solo los que han demostrado su valía durante un largo período de tiempo pueden ganar su confianza. Los enanos salvajes veneran a Thard Harr exclusivamente y obvian al resto de los Morndinsamman por eso a este dios no se le suele incluir en el panteón.[192]
- Vergadain (o Vérgadain): El Rey Mercader es el dios de los ladrones, la suerte y el azar, las oportunidades, el comercio y la negociación. Es de alineamiento neutral. El Enano que Ríe es el patrón de los mercaderes enanos y es adorado por la mayoría de pícaros enanos no malignos; pero no permite que se les robe a otros enanos. Sus seguidores siempre buscan y negocian los mejores tratos posibles, en tanto que suelen ser inteligentes e ingeniosos. A pesar de que el Padre Corto concede suerte a sus fieles, más a menudo es su propia sabiduría y artimañas las que crean oportunidades para ellos mismos. En Skuld, capital de Mulhorand, es venerado bajo el nombre de Bes.[183][191]

#### Dioses de los duergar
- Laduguer: El Protector Gris es el patrón de la raza de los duergar, así como de la creación de armas mágicas y los artesanos. Es legal maligno. El Exiliado hace mucho tiempo fue desterrado del panteón y desde entonces Laduguer desprecia a los Morndinsamman. Los duergar lo consideran un capataz severo que demanda trabajo hasta incluso llegar a la esclavitud. Sus fieles siguen sus órdenes sin quejarse, ya que creen que sólo el fuerte y obediente es digno de sobrevivir, y a cambio el Amo de la Artesanía les ha enseñado el secreto de la elaboración de objetos mágicos. Su iglesia se encuentra en asentamientos duergar rodeados de los peligros de la Infraoscuridad, creyendo que tales actividades los harán más fuertes y dignos.[183][190]
- Duerra de las Profundidades: La Princesa del Hacha de la Conquista es una diosa duergar de los poderes psiónicos, la conquista y la expansión. Es legal maligna. La Reina del Arte Invisible enseña que los enanos grises deben desarrollar sus poderes mentales innatos, así como apoderarse de la mayor parte de la Infraoscuridad que pertenece a otras razas. Es adorada por algunos duergar, especialmente con tendencias beligerantes, que perciben a Laduguer como demasiado centrado en el trabajo y no la guerra. Su culto aún es pequeño pero las hazañas de esta heroína divina enana en su lucha contra los azotamentes han dejado una profunda huella orgullosa para los duergar.[183][187]

### Panteóngnomo
Los gnomos, o el Pueblo Olvidado como es llamado en los Reinos, adoran a un panteón conocido como los Señores de las Colinas Doradas. Garl Oro Reluciente los lidera. Llevan este nombre por ser su hogar las siete colinas del plano de Bitopía. Se dice que las deidades gnomas nacieron como gemas de ricos minerales en ese lugar. Por ello sus miembros están asociados a algún material, como Garl con oro, Baervan con esmeraldas, Callarduran con rubíes o Segojan con los diamantes. Todo el panteón mantiene una relación hostil con Urdlen. En algún momento el panteón también tanía un puñado de diosas, pero estas han desaparecido.
- Garl Oro Reluciente (o Garl del Oro Luminoso): El Protector Guardián es el rey del panteón gnomo. Se trata de una deidad del humor, la talla de gemas, la protección y el engaño. Es legal bueno pero sus bromas protegen a los gnomos y enseñan a sus víctimas la sabiduría de las lecciones de vida.Sus sacerdotes dicen que el Bromista descubrió a los gnomos y los condujo hasta el mundo, convirtiéndose desde entonces en su protector. Su iglesia es prominente en todas las tierras gnomas y sus sacerdotes cuidan de la comunidad, así como se mantienen preparados en caso de ataque enemigo. La compañera inseparable de Garl es Arundina la Justificadora, una gran hacha de batalla inteligente a la que se refiere en femenino y que le sirve como arma y amiga.[194][150][195]
- Baervan Viajero Indómito (o Bervan el Viajero Indómito): La Hoja Enmascarada es el dios de los bosques, los viajes y es el patrón específico de los gnomos del bosque. Es de alineamiento neutral bueno y adorado entre pícaros, exploradores o druidas. El Padre de los Peces y los Hongos ama el bosque y sus animales, y siempre está acompañado por su compañero, Chiktikka Zarpa Rápida, un mapache gigante e inteligente cuya naturaleza impulsiva siempre le mete en problemas. Como todos los gnomos, tiene buen carácter y le encantan las bromas y los chistes. Los miembros del clero de Bervan se se encuentran principalmente en las comunidades al aire libre de los grandes bosques de Faerûn, especialmente en las villas de gnomos de los bosques.[9][196]
- Baravar Capa de Sombras: Conocido respetuosamente como el Ladino, es el dios de la ilusión y el engaño. De alineamiento neutral bueno, también es una deidad de las trampas y las custodias, adorado entre pícaros e ilusionistas gnomos. También se le conoce como el Amo de la Ilusión y el Señor Disfrazado. Baravar es el encargado de la protección de la raza gnoma, y para ello usa ilusiones, trampas y engaños para defender al Pueblo Olvidado. Sus seguidores tienden a desconfiar un poco de los forasteros y a menudo trabajan en las sombras, pero son maestros con la magia de ilusión.[194][9][197]
- Callarduran Manos Tersas (o Calarduran Manostersas): El Hermano de las Profundidades es el dios de la minería y de la talla de piedras, y es neutral. Es el patrón de los svirfneblin o gnomos de las profundidades, que lo veneran como el dios de la Infraoscuridad, obviando al resto del panteón. También conocido como el Amo de la Piedra y el Señor de la Tierra Profunda, sus seguidores se regocijan con el descubrimiento y extracción de rubíes y otro tipo de gemas. Tanto Callarduran como sus fieles se oponen activamente a aquellos que quieren destruir a los gnomos de las profundidades: las razas malignas de la Infraoscuridad como los drow, kuo-toas y azotamentes.[9][196]
- Flandal Piel de Acero: El Amo del Metal es el dios de la metalistería y es neutral bueno. También es la deidad gnoma del cultivo del cuerpo y la buena salud. El Gran Forjador de Acero es más conocido por ser el patrón de los gnomos mineros y herreros y sus seguidores se cuentan entre los mejores artesanos. También es adorado por aquellos que dependen de las creaciones de los herreros (tales como armaduras y armas), así como aquellos que confían en su propia fuerza para prosperar. Los clérigos del Amo del Metal supervisan la seguridad de los trabajadores gnomos como capataces. Casi todos los miembros del clero son considerados maestros herreros cuando trabajan con uno o más tipos de metal.[9][194][198]
- Gaerdal Mano de Hierro (o Guérdal de la Mano de Hierro): El Escudo de las Colinas Doradas, legal bueno, es el dios de la protección.Para ser un dios gnomo es serio y taciturno, lo que lo asemeja a un dios enano. Es una deidad de la guerra, el combate y la vigilancia, especialmente un defensor; es el preferido entre las milicias o guerreros entre los gnomos. El Severo y sus fieles defienden a los gnomos y asentamientos de gnomos de extraños hostiles y practicar sus habilidades incesantemente para proteger su patria del peligro. Sus templos siguen estrictas jerarquías militares y están siempre presentes durante las guerras.[9][195]
- Segojan Clama la Tierra (o Segoyan Clamatêrra): El Señor de las Madrigueras es el dios de la tierra y los muertos, y es de alineamiento neutral bueno. Se trata de una deidad antigua de la naturaleza salvaje subterránea que cuida las madrigueras y las plantas que crecen sobre ellas. El Amigo de la Tierra es el patrón de la raza de gnomos de roca y por lo tanto es venerado por muchos entre ellos. Su seguidores protegen las madrigueras de los gnomos de aquellos que los invadirían y a menudo conducen las partidas de excavación. Siendo un dios de la muerte, sus sacerdotes predican que la tierra es sagrada, pues el alma de un gnomo nace de ella y al morir regresa.[9][194][199]

#### Otros dioses de la mitología gnoma
- Nebelun: El valiente Nebelun, conocido como el Metomentodo, es el dios de los inventos y la suerte. Es adorado como un héroe divino, de alineamiento caótico bueno, que se mete en muchos problemas debido a su ingenio y descaro. Unos pocos gnomos lo veneran, aunque no se le considera parte de los Señores de la Colinas Doradas. “¡Por la cabeza de Nebelun!” es una exclamación habitual entre los gnomos que descubren algo. Sin embargo en las tierras de Lantan Nebelun no es otro que el nombre gnomo para el dios faerûnense Gond.[200]
- Urdlen: El Reptador Bajo el Mundo es el terrible dios de la codicia y el asesinato. Es caótico maligno y un ser pálido y asexuado que a menudo se representa como un topo enorme, ciego, albino y sin pelo, pero con garras afiladas. La mitología gnoma dice que Urdlen es una deidad de la sed de sangre, el mal, el odio y el impulso incontrolado. También es el patrón de los spriggan, una raza maligna emparentada con los gnomos. Urdlen representa la mácula de la maldad instalada en los corazones de los gnomos corruptos, que se han corrompido por la violencia y la avaricia, y actúan con bromas pesadas que atormentan a los incautos.[9][194][201]
- Las Damas de las Colinas Doradas: Aunque los Señores de las Colinas Doradas tratan a sus componentes como hermanos (con la excepción de Urdlen), en algunos mitos antiguos se habla de que hubo alguna vez en el que el panteón poseía también diosas, conocidas en la mitología gnoma como las Hermanas o las Damas de las Colinas Doradas. Algunos mitos gnomos dicen que, debido a un destino incierto, las diosas del panteón se marcharon para cumplir una misión y nunca más regresaron. Esta leyenda se utiliza en la sociedad gnoma para referirse a los jóvenes que se aventuran lejos de casa por un período corto de tiempo, o bien cuando no encuentra su lugar en la sociedad. Cuando los gnomos utilizan la expresión «irse con las Hermanas» se refiere a las Damas perdidas.[202]

### Panteónmediano
El Pueblo Pequeño, como son llamados los medianos de los Reinos, adora a un panteón de deidades conocido colectivamente como los Hijos de Yondalla. Este grupo incluye primero a Yondalla pero el término a veces se usa para nombrar colectivamente a todos los medianos, que se llaman a sí mismos como los hin. En los mitos asociados con los diversos medianos las potencias a menudo se entremezclan en los cuentos de héroes medianos locales y heroínas de generaciones anteriores que encarnaban las enseñanzas y acercamiento a la vida. Cada comarca mediana tiene a uno o varios héroes locales. A veces Yondalla, Sheela y Cyrrollalee son vistas como las tres caras de una misma diosa.
- Yondalla (o Yondala): La Bendita es la diosa madre de los hin, matriarca del panteón y patrona de la raza de los medianos. Es legal buena. Se trata de una deidad de la abundancia, la fertilidad y también es la protectora del hogar, la casa y la familia. También es una deidad de la protección, generosidad, niños, seguridad, liderazgo, sabiduría, creación, familia y tradición. La Matriarca Dedicada pide que su raza viva en armonía y se defienda de los peligros. Sorprendentemente no existen muchos templos en su nombre; la fe de Yondalla se muestra con acciones, no con rezos. Sus sacerdotes y matriarcas a menudo ocupan puestos importantes para la comunidad. Es conocida como Dallillia en la Costa de la Espada y Perissa en las Moonshaes.[203][150][204]
- Arvoreen (o Arvorin): La Espada Precavida es un dios defensor, que sacrifica su comodidad personal en pos de la seguridad comunal. Es legal bueno. Se trata de un dios de la guerra, pero también de la defensa, la vigilancia, los combatientes medianos y el deber. El Defensor es un protector feroz de la raza mediana y su asentamientos, y encarga a sus seguidores que defiendan los hogares medianos y a estar siempre preparado contra cualquier incursión enemiga ayudado de una buena anticipación. Los templos de Arvoreen atienden en tiempos de guerra. Mientras tanto sus clérigos pasan sus días construyendo fortificaciones, sistemas de señales, almenaras y trampas que mejoren la protección de los enclaves medianos.[203][201]
- Brandobaris: El Granuja Indomable es la deidad embaucadora del latrocinio y el sigilo y patrón de muchos aventureros así como el arquetipo de los ladrones medianos. Es neutral. Según cuentan las leyendas el Maestro del Sigilo es un audaz aventurero que se ha metido en incontables embrollos, pero de alguna manera siempre se las ha arreglado para salir indemne. Él y Tymora son grandes amigos y a veces amantes. Exhorta a sus seguidores a buscar la aventura y la emoción y sus sacerdotes son poco más que aventureros y ladrones errantes. Brandobaris fomenta el latrocinio por pura habilidad pero no ve con buenos ojos la codicia. Como Kaldair Pie Raudo es un héroe divino que fundó Luiren, la patria de los medianos en Faerûn, tras engañar a Vaprak.[203][205]
- Cyrrollalee (o Cyrrolali): La Mano de la Compañía es la querida diosa de la hospitalidad, la chimenea y el hogar, y es legal buena. También es la diosa de la confianza, la amistad y patrona de la artesanía, especialmente los tejedores. A la Guardiana del Corazón le conciernen la defensa y protección de los hogares y familias medianos, así como la amistad y hospitalidad que los medianos se muestran entre sí. Muchos de sus seguidores aprenden métodos de combate sin armas. Sus templos siempre tienen las puertas abiertas y en ellos siempre las despensas están llenas. Una parte de sus sacerdotes se dedica a viajar por toda Faerûn como predicadores errantes, pregonando la virtud de la confianza y la hospitalidad y visitando otras comunidades medianas.[203][206]
- Sheela Peryroyl (o Shila Peryroyl): La Hermana Verde es una diosa de la naturaleza, como los campos, los arroyos, los valles y el clima que hace en ellos. También es una deidad de la agricultura, la canción, el baile, la belleza y el amor romántico. Es de alineamiento neutral. La Madre Vigilante y sus adoradores se preocupan por equilibrar la naturaleza salvaje y lo doméstico. Sus sacerdotes conservan la belleza de la naturaleza en las tierras salvajes a la vez que promueven la generosidad de los campos cultivados para que la raza mediana pueda prosperar. Sus templos al aire libre patrocinan banquetes y fiestas, y son especialmente célebres por oficiar cortejos y servir festines suculentos.[203][206]
- Urogalan: El que Debe Ser es el silencioso y melancólico dios de la tierra y la muerte, pero no le complacen sus deberes divinos. Es el protector de los muertos y su alineamiento es legal neutral. Siempre está acompañado de un enorme mastín negro. El Señor de la Tierra es honrado por los medianos como la encarnación de la tierra fértil que también acoge los cuerpos de los muertos. Aunque los alegres medianos no temen demasiado a la muerte, a menudo se estremecen ante la mención de su nombre o la vista de su símbolo: una silueta de un mastín negro. Sus sacerdotes guardan las tumbas de los muertos y protegen los asentamientos medianos de los peligros que acechan debajo.[203][207]
- Tymora: La diosa faerûnia de la buena suerte es comúnmente adorada por humanos pero los medianos de los Reinos también la incluyen en su panteón. En la mitología hin Tymora es una diosa local que toma diferentes disfraces según cada comunidad donde es venerada. En los cuentos populares abunda el arquetipo de la doncella aventurera y afortunada. Los medianos, alegremente, consideran que el culto extendido de Tymora en tierras humanas es simplemente el mayor de los numerosos y elegantes timos de la Dama Fortuna.[208]

### Panteónorco
El panteón orco, conocido como la Tribu del que Observa, es tan malvado como la mayoría de sus adoradores. Dominados por Gruumsh, el panteón es brutal y poderoso. La mitología orca dice que Gruumsh quiso apropiarse de un terreno para su raza, pero todas las otras razas ya se habían establecido, por lo que decidió extender su tribu por donde le apeteciese. Esto causó que se ganara la enemistad de muchas razas y dioses, especialmente entre elfos y enanos. Tres de sus dioses son de índole guerrera ya que esta actividad es muy importante para su raza. De la misma manera la teología orca sostiene que la familia divina del panteón se compone por Gruumsh, el padre, Luthic, la madre, y Bahgtru, el hijo; estas relaciones también se reflejan en sus iglesias. Cada tribu de orcos en el Norte tiene un símbolo de tótem chamánico apropiado para el nombre de cada tribu (como Mano Cortada u Ojo Sangriento). Los nombres tribales orcos son variantes de los símbolos símbolos sagrados de su panteón.
- Gruumsh: El Tuerto es el patrón de la raza de los orcos y un dios de la guerra, la conquista, el territorio, la fuerza, la supervivencia y las tormentas. Se dice que odia a Corellon, dios patrón de los elfos, porque perdió un ojo durante la batalla cuando este último disparó una flecha. Los orcos se burlan de ese mito y dicen que Gruumsh siempre tuvo un solo ojo. No en vano su símbolo es un solo ojo siempre abierto. Es de alineamiento caótico maligno aunque en el pasado era legal maligno. El que Nunca Duerme exige a sus seguidores que sean fuertes, que expulsen a los débiles de entre los suyos y que conquisten todo el terreno al que el dios cree tener derecho (que en resumidas cuentas es prácticamente todo). La iglesia de Gruumsh instaura un clima de terror religioso hacia su dios y se encarga de las ceremonias más importantes de la tribu, como nombrar a un nuevo caudillo. Sus clérigos más devotos se arrancan un ojo en señal de devoción a su dios.[210][9][150][211]
- Bahgtru: El Hijo de Gruumsh es renombrado por ser un dios de la fuerza física bruta y la lealtad. A pesar de su poder algunos lo desprecian porque no es especialmente inteligente. Es legal maligno y su símbolo es un fémur roto. Al Fuerte y sus seguidores nada les gusta más que el combate sin sentido, y ya se lanzan a la refriega sin meditar las consecuencias. La iglesia del Rompepiernas es en gran medida servidora del templo de Gruumsh, no muy diferente de la relación entre el hijo y el padre. El clero de Bahgtru está formado con frecuencia por los miembros más fuertes de la tribu, dirigiendo la élite de varones que sirven como guardaespaldas del jefe. Exigen lealtad absoluta para con su líder. Dicen sus sacerdotes que siendo tan solo un niño Bahgtru le rompió todas sus piernas a un behir.[210][9][211]
- Ilneval: El Señor de la Guerra es el patrón de los semiorcos y un dios de la guerra y el combate, la estrategia y las hordas. Lo adoran aquellos que prefieren atacar en la superioridad numérica de una horda. Es legal maligno y también conocido como el Lugarteniente de Gruumsh y el Líder de la Horda. Su símbolo es una espada larga ensangrentada. La iglesia de Ilneval tiene el mayor número de seguidores después de la de Gruumsh. Sus sacerdotes sirven como oficiales en los ejércitos y se encargan personalmente de organizar la llamada de una horda, uniendo si hace falta facciones de orcos rivales. Ilneval también es apreciado por patrocinar a los orcos mestizos y en sus templos hay una buena cantidad de semiorcos, orogs (mestizo de orco y ogro) y tanarukks (orcos seminfernales).[210][9][212]
- Luthic (o Lúzhic): La Bruja de la Luna Sangrienta es una diosa madre de la fertilidad, el hogar, las cavernas, la sabiduría, la brujería y la curación. Es la consorte de Gruumsh, tratamiento que detesta, y madre de Bahgtru; este estima a su madre por encima del propio Gruumsh. Su símbolo es una runa orca para "hogar", tallada en tierra o piedra. La Madre de las Cuevas es legal maligna y patrona de la población femenina y su servidumbre hacia los orcos macho. La raza orca cree que Luthic es una bruja que representa la resistencia de la tierra y sus cavernas albergan gran parte de la población. Sus seguidoras son las protectoras de las cavernas que defienden con una fiereza increíble y en el campo de batalla curan con ungüentos aunque no son seres amables. Se la representa como una orca con unas uñas muy largas y afiladas; a las hembras no les queda otra opción que usar sus garras como armas, pues los orcos macho les han prohibido el uso de armas.[210][9][213]
- Shargaas (o Shargueis): El Señor de la Noche es una deidad de la oscuridad, la noche, el sigilo, los ladrones y la Infraoscuridad. Es neutral maligno y su símbolo es un cráneo sobre una medialuna roja. La Hoja de la Oscuridad es una deidad oscura en todos los sentidos de la palabra, pues él y sus seguidores se deleitan en las tinieblas que encubren sus actos deshonrosos. Sus adoradores son admirados y temidos por sus compañeros orcos debido a la astucia y audacia que suelen escasear entre los orcos. La iglesia del Acechador Bajo el Mundo es de carácter secreto y hermético y se encarga de matar a los miembros más débiles de la tribu o de matar en las sombras a un caudillo especialmente molesto. Sus templos permanecen ocultos en el subsuelo y en ellos suele abundar gremios de orcos pícaros y asesinos.[9][210][213]
- Yurtus: El Señor de los Gusanos es el terrible dios de las plagas y la muerte. Es neutral maligno y también es llamado el Corruptor y Manos Blancas. Su símbolo son dos manos blancas de orco sobre un fondo oscuro. Es una criatura repugnante que carece de boca y cuya piel blanquecina putrefacta está cubierta por pústulas. Más que adorarlo los orcos lo temen con pavor supersticioso. Estos viven aterrorizados tanto por las plagas que periódicamente envía como sombría finalidad de la muerte que acaba con todos, incluso con los más poderosos. Los clérigos de Yurtrus disponen de los cuerpos de los muertos que fallecieron por enfermedad, batalla o raramente por la edad. Su iglesia también tiene autoridad sobre las tiendas de comida, determinando cuándo la carne está demasiado podrida o el agua demasiado corrupta como para ser ingerida.[9][210][214]

#### Otros dioses de la mitología orca
- Herne Hurkgruum: El Cazador Salvaje es un semidiós de la caza, adorado por un puñado de orcos en el Bosque Alto.  Al contrario de los otros dioses no es maligno, tan solo neutral. Se trata de una deidad inmigrante del panteón celta, la Cacería Salvaje, que llegó como avatar a los Reinos. No obstante fue vencido y absorbido por el dios faerûnense Malar, durante la Era de los Trastornos. Desde entonces un puñado de clanes orcos lo veneran a través de sus adeptos, chamanes y druidas, obviando al resto del panteón orco. Estos dibujan en sus cavernas el símbolo de una asta de ciervo para indicar un lugar sagrado.[215][216][217]
- Obould Muchas Flechas: La mitología orca tiene un par de héroes divinos que representan el arquetipo del orco triunfante. Tras la Plaga de Conjuros surgió el culto hacia el caudillo Oboldo (Obould), uno de los pocos reyes orcos del Norte, como uno de los exarcas de Gruumsh. Se le consideraba patrón de los combatientes y era de alineamiento caótico maligno.[218]

## Dioses de los monstruos

### Panteóndracónico
El panteón dracónico es uno de los más antiguos de Toril, venerado desde el principio de la creación de los dragones. Se lo conoce colectivamente como los Hijos de Asgorath. Antaño esta raza era muy devota, tanto que las disidencias entre las fes provocaron las Guerras Santas del Draco (Draco Holy Wars) que dividieron a los dragones metálicos de los cromáticos. Con el paso del tiempo estas diferencias filosóficas hastiaron a los dragones, que llegaron a la conclusión de que no merecía la pena seguir con estas luchas interminables. La mayoría de los dragones abandonaron a sus dioses y se cree que muchas deidad, sin el sustento de la fe, cayeron en el olvido. Los filósofos modernos creen que los auténticos dioses dracónicos son tan solo Bahamut y Tiamat, y que el resto del panteón son tan solo dragones ancestrales que alcanzaron un poder y fama excepcionales. El panteón dracónico no solo es venerado por dragones, sino que también posee adoradores entre dracónidos, sauriones, semidragones, kobolds, hombres lagarto e incluso algunos humanos.
- Asgorath: El Formador de Mundos es un dios y primordial dracónico de la creación, de alineamiento neutral. A veces es referido con sexo femenino. Es uno de los espíritus primigenios de la naturaleza nativos de Toril. Era elogiado como el creador del multiverso y del pueblo de los dragones. En los Planos Exteriores, más allá de Toril, es conocido como Io. El mito de la creación de los dragones rojos narra que Asgorath arrojó contra Toril una luna de hielo, y que en el impacto destruyó al propio Asgorath; no obstante de su cuerpo emergieron Bahamut, Tiamat y Null. Luego en Toril llovieron huevos dracónicos por doquier. Asgorath es tan solo recordado en la mitología dracónica y honrado por su papel de demiurgo.
- Bahamut: También conocido antaño como Xymor en los Reinos, Bahamut es el patrón de los dragones metálicos y adorado como un dios de los dragones buenos, la justicia, el viento del norte, la profecía y la sabiduría. Es legal bueno. Aunque todos los dragones buenos rinden homenaje a Bahamut, los dragones de bronce, de plata y de oro le tienen especialmente en gran estima. Estos le llaman el Dragón de Platino, el Hacedor de Justicia y el Rey de los Dragones Buenos. Los metálicos dicen que Xymor es hijo de Lendys y Tamara, y que los tres formaban una tríada celestial. Es uno de los mayores campeones de la justicia y las leyendas dicen que se suele disfrazar de mago humano para ayudar a mortales en apuros. Antaño perteneció al panteón unthérico, al faerûnense e incluso fue uno de los parangones celestiales. Su iglesia y sus sacerdotes son la encarnación de la justicia y la compasión, y sostienen una lucha milenaria contra su hermana y rival, Tiamat.[150]
- Tiamat: La denominada Dragona Cromática y Creadora de los Dragones Malignos es una diosa legal maligna y patrona de los dragones cromáticos. Es una deidad de los dragones malignos, la malicia, la venganza, el dominio y la conquista. Todos los dragones malignos rinden homenaje a Tiamat; los dragones verdes y azules reconocen su soberanía más fácilmente. Tiamat solo se preocupa de expandir el mal, derrotar al bien y propagar a los dragones malignos. Su avatar tienen la forma de un dragón colosal con cinco cabezas, cada una de ellas con la gama de los cinco dragones cromáticos. Tiamat busca constantemente expandir el poder y dominio de los dragones malignos sobre Faerûn, especialmente cuando sus súbditos se ven envueltos en disputas territoriales con los dragones buenos y más aún si siguen a su hermano Bahamut. Fue parte del panteón unthérico y del faerûnense, pero ahora permanece encarcelada en el Averno, el primero de los Nueve Infiernos. Sus adoradores buscan liberarla a toda costa.[150]
- Astilabor: Conocida como la Acumuladora y la Dueña del Tesoro, Astilabor representa el deseo natural dracónico de adquirir tesoro y poder. Inspira en los dragones la necesidad innata de recolectar y proteger el tesoro. Es la diosa de la fama, la riqueza y los tesoros y su alineamiento es neutral o caótico neutral. Su clero no desea intervenir en las luchas entre dragones, solo aspirar a la dignidad que poseían los dragones antaño. Muchos dragones marcan el glifo de Astilabor en sus tesoros, aunque no sean adoradores suyos. Nunca se alía con dioses buenos ni malignos, aunque mantiene una fría enemistad con Tiamat y Task, dioses dracónicos codiciosos. Se dice que su cubil es la mayor colección de riquezas del multiverso.
- Garyx: El Señor del Fuego es un dios del fuego y patrón de los dragones usuarios de tal elemento (ya sea por aliento innato o por hechicería). Es caótico maligno. Garyx es representado y adorado en dos aspectos, como el Destructor de Todo y también como el Purificador de Mundos. En su aspecto destructivo es venerado por dragones rojos y como Purificador es venerado entre algunos dragones dorados pícaros. Ha llegado a la ominosa conclusión de que el mundo debe ser purificado de toda corrupción y esterilizado para volver a comenzarlo de nuevo. Según cuentan, hace eones Garyx lideró a los dragones rojos contra el imperio gigante de Ostoria. Annam decidió pactar una tregua con Garyx en una partida de wahree (ajedrez gigante), pero ambos quedaron empatados.
- Hlal: Llamada la Bufona y la Cuentacuentos, Hlal es la diosa dracónica de la inspiración, las triquiñuelas, el humor, los cuentacuentos y las bromas. Es caótica buena. Es una poetisa errática, una cuentacuentos y una bromista consumada que le encanta perturbar el status quo. De todas las deidades dracónicas es la más amistosa. Es venerada en Faerûn bajo muchos disfraces, y está aliada con una comitiva de dioses bromistas cuyo objetivo es dar ejemplo con fábulas morales. Sus seguidores utilizan la música, la poesía y los grandes relatos para propagar la fe. Las capillas de Hlal suelen ser pequeñas y trasladables para viajar a la próxima ciudad.[222]
- Kereska: Conocida como la Hacedora de Maravillas y la Luz de la Magia, Kereska es la diosa de la magia, especialmente la magia dracónica y la creatividad mágica. Es caótica neutral. De acuerdo a las leyendas fue Kereska la primera en enseñar a los dragones el uso de la magia, y como tal es venerada entre los dragones y hechiceros de todas las razas (interesados por las artes arcanas). Kereska favorece especialmente la magia salvaje. Durante la Era de los Trastornos luchó contra Kalzareinad, un dios dracónico menor, y absorbió su manto divino. Los dones de Kereska son tan afines a los de Mystra que algún dragón ha aclamado que tienen la bendición de ambas diosas; de hecho Kereska es similar a la diosa Mystryl del panteón netherino.
- Lendys: El dios dracónico de la justicia y el equilibrio es legal neutral. Se le conoce como la Escama de la Justicia, el Equilibrador y el Pesador de Vidas. Al contrario que Null, que juzga la vida de un dragón solo después de su muerte, Lendys imparte justicia durante la vida del dragón. Es consorte de Tamara y padre de Xymor y los tres son venerados como una tríada por dragones legales o buenos (este dogma es conocido como el código Ptario). Lendys es patrón de los jueces dracónicos y del código de leyes de los dragones, ya sean escritas, de hospitalidad o de moral elevada. Los sacerdotes de Lendys son a la vez juez, jurado y verdugo del pueblo de los dragones, aunque no dirime casos relacionados con razas dracónicas menores.
- Null: El Dragón de la Noche es el dios dracónico de la muerte y es venerado en dos aspectos diferentes. Como Guardián de los Perdidos (legal neutral) es un dios de los muertos, el destino y el juicio. Se trata de una deidad fatalista e inflexible, venerado entre los dragones plateados como un juez inmisericorde pero justo, y que guía a las almas dracónicas y predice el destino de las eras. Como el Segador (legal maligno) es un dios malicioso que sirve como patrón de los dracoliches; es venerado especialmente por dragones blancos y negros. Es una deidad de la nigromancia, la decadencia, el agotamiento, el fatalismo y la muerte viviente Su culto ha sido reavivado de una quiescencia letárgica con el Culto al Dragón, a pesar de los esfuerzos de anexión por parte de Tiamat.
- Tamara: Conocida como Su Beneficencia y Su Piedad, Tamara es la diosa dracónica de la vida, la luz, la piedad y el perdón. Es de alineamiento neutral bueno. Tamara es una diosa madre, consorte de Lendys, a quien guía en sus juicios a favor siempre del perdón, y madre de Xymor. Sus adoradores se dedican a preservar la vida y causar felicidad en los necesitados, sin importar la causa de la ley o la falta de la misma. Sus sacerdotes se especializan en la lucha contras criaturas de las sombras y los muertos vivientes, como los dragones de sombra y especialmente contra dracoliches. Tamara es la curandera y la partera de los Hijos de Asgorath, y también está asociada con la protección de las crías y la búsqueda de la pareja.
- Task: El Arrebatador y el Contendiente es el dios dracónico de la codicia y el egoísmo. Es caótico maligno y patrón de los dragones pícaros. Mientras que Astilabor es la deidad de la protección del tesoro, el Arrebatador representa el espíritu de la avaricia; para él el fin justifica los medios. A veces Task premia a sus adoradores, concediéndoles poder, pero nunca en forma de pertenencia material, como cabría esperar de un dios de la avaricia. Task es venerado por dragones malignos, en especial los rojos, y también por algunos dorados, de bronce y oropel o latón. Uno de los dones que puede conceder Task a sus adoradores es convertir al dragón en cuestión en un dracoliche para que custodie permanentemente su tesoro contra posibles ladrones. Tiene como único aliado a Abbathor, dios enano de la codicia.[222]

#### Otros dioses de la mitología dracónica
- Aasterinian: Aasterinian es un aspecto de la diosa dracónica Hlal, conocida como la Mensajera de Asgorath (y por tal oficio se le conoce como la patrona de los heraldos y mensajeros, más allá de la raza dracónica). Es caótica neutral y una deidad del aprendizaje, la invención, el placer y los heraldos. Aasterinian es representada como una gran dragona de bronce que siempre está tarareando alguna canción o mensaje, y que tiene una lengua voraz y es conocido por su mal humor. Algunos estudioso de muchas razas intentan conectar con ella por los beneificios de la información, no obstante no hay que subestimar a Aasterinian, pues su mercurial temperamento puede echar para atrás a cualquier desventurado.
- Kalzareinad: Kalzareinad era un semidiós dracónico, neutral maligno, cuyo ámbito se incluía la magia dracónica, específicamente el uso despreocupado y maligno de la misma. Su culto y ámbito fueron absorbidos por Kereska durante la Era de los Trastornos. Su único aliado era Null dentro del panteón. Se dice que el propio Kalzareinad ayudó a Sammaster en la creación del primer dracoliche.[223][224]
- Nathair Sgiathach: El dios patrón de los pseudodragones y los dragones feéricos es indudablemente un dios dracónico, pero en su lugar es venerado por seres feéricos y por ello forma parte del panteón silvano. Desde la Segunda Secesión se tiene la idea de que Nathair no es un dios, sino un dragón ancestral muy poderoso cuya fama ha traspasado los mundos en la mitología dracónica.[225][226]
- Sardior: El Dragón de Rubí y el Señor de los Dragones Gema es el dios de los dragones gema, los dragones neutrales, la noche, la psiónica y los secretos. Es de alineamiento neutral. Los mismos dragones gema lo consideran su patrón, pero no le adoran como tal sino que le honran en la forma de un movimiento filosófico. Cuenta la Elegía del primer mundo que Sadior fue la primera creación de los dragones primordiales Bahamut y Tiamat, y que él mismo ayudó a crear los primeros dragones cromáticos y metálicos. Después se retiró al "corazón de la creación" y tras la destrucción del "Primer Mundo" Sardior pereció también pero su conciencia sobrevivió en los dragones gemas de Faerûn.[226][227]
- Tchazzar: Héroe divino disfrazado y venerado como un campeón humano. Fue el artífice de la unificación de las polis de Chessenta y por eso se lo adora como un héroe divino local. Tiamat terminó consumiéndolo y ahora es solo un aspecto y un avatar de la Reina Dragón.[8]
- Zorquan: Llamado la Gran Sierpe y el Supremo, Zorquan es la deidad de la estirpe de los dragones y la "dragonetnia" (dragonness). Este concepto idiosincrático representa todo lo que hace a un dragón ser un dragón. Representa el poder, el orgullo y el estatus. A pesar de que suelen percibir a Zorquan como neutral lo cierto es que posee los nueve alineamientos. Solo le conciernen todas las criaturas dracónicas, esto es, todo tipo de criaturas del tipo dragón. Todas las especies de dragón veneran a Zorquan, como el ejemplar más perfecto entre los que poseen su mismo color de escamas. Por lo demás esta deidad es todo un misterio, acaso se trate de un aspecto de Asgorath.[223][224]

### Panteón escamoso
Los sarrukh fue la primera de las razas progenitoras en aparecer en Faerûn y en aquellos tiempos ancestrales sólo veneraban a la Serpiente de Mundo como su único dios escamoso. Era un ser antiguo como el mundo. Uroboros, como era llamado, era un dios primigenio de la naturaleza de Toril que se fue desfragmentando en diferentes dioses para adaptarse a las razas que surgieron de los sarrukh; principalmente yuan-ti, naga y hombre lagarto, pero también otras razas escamosas menores. Durante los Días del Trueno los sarrukh erigieron su vasto imperio de Mhairshaulk, en donde se encuentra hoy en día en la península de Chult. Añádase a esta lista los dioses mulhorandinos Set y Sebek, que tienen influencia sobre seres escamosos.

#### Fragmentos de la Serpiente del Mundo
- Essylliss (o Essyliss): El dios patrón original de los hombres lagarto es un semidiós neutral de los lagartos. Tras la creación de los pueblos lagarto, la Serpiente del Mundo creó un aspecto suyo a imagen y semejanza de estas criaturas. La adoración de Essylliss duró dos mil años tras la caída del imperio sarrukh de Mhairshaulk. No obstante finalmente las facciones divididas de hombres lagarto comenzaron a adorar a Semuanya, abandonando a Essyllis. Hoy en día Essylliss es adorado sólo por un puñado de hombres lagarto, y al menos se sabe que su culto se profesa en el Gran Pantano (Vast Swamp).[229][228]
- Jazirian: Un dios de la comunidad, la paz, el aprendizaje y el parentesco y el patrón de los couatles. Es legal bueno y solo es recordado en las leyendas durante los fabulosos Días del Trueno. Los couatles creen que Jazirian, dios celestial, serpentino y oracular, es la personificación de un destino superior que prevalece sobre mortales y dioses. Por ello los couatles agradecen entre sus plegarias ser el pueblo elegido para comprender sus misterios. Las nagas lo creen padre de Parrafaire en unión con Shekinester. Jazirian es en realidad la primera y más elevada de las fragmentaciones de la Serpiente del Mundo. Merrshaulk mató a Jazirian y sus couatles huyeron hasta Maztica, en donde el dios Qotal lo apadrinó y ahora esos couatles creen que Qotal es una reencarnación de Jazirian.[230]
- M’daess (o M’dess): Venerada por sarrukh, es la diosa madre de la purificación, las serpientes y los miembros jóvenes de los pueblos serpentinos. Es una semidiosa neutral buena. El tema de los sacrificios de víctimas no sarrukh fue el principal punto en la división de la Serpiente del Mundo. Un puñado de ellos era renuente a sacrificar a otros seres no escamosos. La Serpiente del Mundo, como respuesta a las plegarias, creó un aspecto de sí misma como diosa madre llamada M’daess, la Madre Serpiente, que tenía como tarea purificar las almas del los impuros que eran sacrificados en nombre de la Serpiente del Mundo, haciéndolas así equivalentes a las almas de los sarrukh a ojos de su dios.[228]
- Merrshaulk (o Merrsholk): La deidad original de los yuan-ti, es considerado un dios salvaje de las bestias, los depredadores y la somnolencia de la hibernación. Es caótico maligno. Este cruel y despótico fragmento de la Serpiente del Mundo dios les condujo por la  senda del mal absoluto. Inexplicablemente se hundió en un profundo sueño que todavía dura miles de años. Tiene un pequeño culto entre exiliados yuan-ti y los cazadores asabis de Oreme. Mató al dios couatl, Jazirian, cuando algunos de los sarrukh de Okoth fueron transformados en couatles.[228]
- Parrafaire: El Príncipe Naga es un semidiós caótico neutral de la custodia. Es el guardián de los secretos mágicos y de los lugares ocultos muy por debajo del suelo. Su objetivo no es evitar el acceso a esos secretos, sino poner a pueba la sabiduría y recursos de aquellos que van en su búsqueda. Para ellos usa todo tipo de trampas y argucias. Sus enseñanzas religiosas se presentan en forma de adivinanzas y puzles que deben ser descifrados por sus adoradores. El Príncipe de los Secretos Ocultos tiene pocos adoradores y ninguna iglesia establecida, aunque todas las nagas le rinden un homenaje indirecto. Parrafaire nació de la unión de Shekinester y Jazirian.[228]
- Semuanya: Conocido como el Superviviente, el Criador y el Vigilante, Semuanya es el insensible y amoral dios patrón de los hombres lagarto, la supervivencia y la propagación. Es de alineamiento neutral y uno de los fragmentos de la Serpiente del Mundo. Solo se preocupa por su raza y la supervivencia de la misma. Es un ser hermafrodita y sus sacerdotes a menudo son druidas, pero sus cultos proliferan en los pantanos faerûnenses. Los asabi libres del Anauroch también lo veneran. La deidad solo enviará un avatar para lidiar con eventos importantes que afecten a las comunidades de hombres lagartos a gran escala, como cambios climáticos o una invasión de depredadores que pueda llevar a la extinción a su pueblo.[228][150]
- Shekinester: La Reina naga es la compleja deidad de las nagas, y es un fragmento de la Serpiente del mundo. Es venerada en cinco aspectos, variando según el tipo de naga. Shekinester representa la sabiduría encarnada por la Serpiente del Mundo, que ha de ser custodiada. Estos son sus cinco aspectos:[228]
  - Como la Preservadora (neutral; nagas acuáticas), principal rostro de Shekinester, es una diosa madre, guardiana del fuego de la Corte de la Luz, su reino divino. Su símbolo es una jarra de grano. La Preservadora es guardiana de los muertos, recibiéndolos con agua, fruta y pan.[228]
  - Como la Adquisidora (legal maligna; nagas oscuras) encarna el ansia por controlar y poseer. Tiene un rostro áspero y anhela su belleza juvenil perdida. Busca atesorar conocimientos y sabiduría antes de que se pierdan. Su símbolo es una moneda.[228]
  - Como la Dadora de Poder (legal buena; nagas guardianas) es la guardiana de las nagas jóvenes y no iniciadas para conceder sabiduría. Es una diosa doncella y compasiva. La Dadora de poder fuerza a sus seguidores a forzar el destino y su símbolo es un espejo.[228]
  - Como la Tejedora (caótica maligna; nagas espirituales) es una diosa de la destrucción y la muerte, que destruye la vida para procurar la continuación cíclica. Su símbolo es una máscara. La Tejedora hilvana los hilos del destino y lleva también el olvido. Este aspecto también es venerado por los por los por los pteráfilos (pterafolk) de Chult.[228]
  - Como la Buscadora (caótica buena; nagas iridiscentes) tiene el rostro y el pensamiento de una niña y está llena de curiosidad; su símbolo es un libro. La Buscadora insta a las nagas para que exploren, estudien y recorran el mundo.[228]
- Ssharstrune: Un dios serpiente adorado principalmente por nagas malignas (en especial nagas oscuras). Era una deidad de la adquisición y el poder de las nagas y permanecía neutral maligno. Ssharstrune era la encarnación de la naturaleza acaparadora y ansiosa de poder de algunas nagas, y fue engullido finalmente por Shekinester, desfragmentando a la diosa en múltiples aspectos. Ahora es un aspecto de la diosa. Como quiera que Shekinester eligió a Jazirian como consorte, Ssharstrune atacó a la Reina Naga y ella resolvió engullirlo. Ss'thar'tiss'ssun, o la Ciudad de las Fuentes, antaño una metrópolis de Najara, fue en su origen una ciudad templo dedicado a él.[228]
- Sss’thasine’ss (o Sss’zhasine’ss): Una deidad maligna adorada anteriormente por yuan-ti, nagas oscuras y unos pocos escamosos más. Era un semidiós caótico maligno de las criaturas venenosas. Se aparecía a sus seguidores como un retorcido enjambre de serpientes con forma toscamente humanoide, y se comunicaba a través de las cabezas de incontables serpientes. Sss’thasine’ss fue destruido al cabo de un tiempo por uno de los dioses cerca de la época en que Vyshaantaar llegó al poder en Aryvandaar. Desde entonces Talona ha asumido su ámbito de poder y ahora es un aspecto de la diosa.[228]

#### Dioses escamosos modernos
- Laogzed: Los sauriones o trogloditas veneraban en un principio a un fragmento de la Serpiente del Mundo pero tras la caída de los imperios sarrukh su adoración cambió hacia el hinchado Laogzed, cuyo avatar parece una mezcla de sapo y lagarto, todo cubierto por el cieno. Es un semidiós caótico maligno del hambre y la destrucción. Este ser, en parte medio demonio, existe solo para consumir comida, lo cual para él comprende cualquier cosa orgánica que pueda ingerir; Laogzed prefiere comerse a sus víctimas todavía con vida. Sus sacerdotes se comen a sus enemigos tras la batalla. Los sauriones creen que cada vez que comen le están enviando comida a su dios. Laogzed también es adorado por un puñado de tren, raza emparentada con los sauriones.[231][150]
- Sess'innek: Un señor demoníaco adorado entre los khaastas, los reyes lagarto y los hombres lagarto sobre los que éstos gobiernan. Le consideran el patrón de la civilización y es caótico maligno. Cuando los khaasta, una raza de hombres lagartos nativos del Abismo, escaparon del dominio de Demogorgon, Sess'innek decidió tutelarlos y desde entonces sus sacerdotes khaastas imponen una teocracia despótica sobre los hombres lagartos. Ya que la mayoría no son clérigos, delegan en los hombres lagarto de sus tribus los papeles de sacerdotes y chamanes que cuidan de las necesidades espirituales de su gente.[228]
- Sseth (o Ssezh): Conocido como el Reptador Supremo y la Muerte Sibilante, Sseth es el dios patrón de los yuan-ti; también de las serpientes inteligentes, los ofidios y las nagas espirituales renegadas que han abandonado a Shekinester. También es un dios caótico maligno de la somnolencia, el veneno y el asesinato. Su culto principal se erige entre la península chultana, entre Halruaa y los Picos de la Llama, y es desconocido fuera de estos territorios. Se trata de un avatar de Merrshaulk con la forma de una serpiente alada que revigorizó su culto como una nueva identidad. Sseth susurra en sueños, habla directamente a través de sus sacerdotes, pues el dios mulhorandino Set lo engulló y ahora lucha por liberarse.[228][232]
- Varae (o Vare): El dios de las serpientes, uno de los pocos cultos de la bestia que alcanzaron la divinidad auténtica, es caótico neutral. Su culto, formado por humanos de las Llanuras Brillantes, comenzó a adorarlo durante la quinta edad de Calimshan, pero algunos yuan-ti puracasta de la península chultana se infiltraron en el culto y expandieron su influencia a lo largo de Faerûn. Durante la Era de los Trastornos fue devorado por dios escamoso Sseth y ahora es un aspecto del mismo. Hoy en día los sectarios de Varae pueden encontrarse en Calimshan y el Estrecho de Vilhon.[228]
- Zehir: Dios del veneno y los yuan-ti, es un dios escamoso de Chult. Una deidad inmigrante que llegó a Toril después de la Plaga de Conjuros. Se trata de una identidad que adoptó el dios mulhorandino Set para ganar adoradores fueran de Mulhorand.[93]

### Panteóngigante
El panteón de los gigantes es conocido como los Ordning (en mayúscula) y está liderado por su progenitor, Annam. Este panteón no solo es venerado por los gigantes auténticos sino también por otras razas de gigantes menores. Todo sacerdote gigante de un dios de los Ordning es siempre entrenado y educado por el stormazîn. Se trata del sumo sacerdote de Annam sobre la faz de Faerûn, que preside en su templo en las Columnas de Hielo (Ice Spires). Después de Annam en jerarquía se sitúan los Titanes del Amanecer, que son los seis patrones de las razas de los gigantes auténticos: Stronmaus de las tormentas, Memnor de las nubes, Surt del fuego, Thrym de la escarcha, Skoraeus de las rocas y Grolantor de las colinas. Tal y como han sido enumerados en ese orden, tal es la jerarquía de los gigantes en sus sociedades. Los dioses gigantes son el realidad primordiales adorados a guisa de dioses.
- Annam: Conocido como el Padre de Todos, el Primero y el Progenitor Fértil de Mundos, Annam es el soberano de los Ordning y el dios de la creación así como patrón de todas las razas de gigantes. Es neutral y se dice que nació de la conjunción entre la ley y el caos. Es un dios dual. Por un lado es una deidad omnisciente de la sabiduría, el aprendizaje y la filosofía. Por otro es un dios impulsivo de la fertilidad que toma numerosas amantes. Cuando cayó Ostoria, el mayor imperio gigante en Faerûn, Annam se retiró decepcionado de Toril y desde entonces no se ha vuelto a saber nada de él. Debido a esta ausencia no puede conceder conjuros divinos pero el stormazîn se encargan de mantener las tradiciones de los gigantes y el culto religioso. El Padre de Todos decidió abdicar su puesto en manos de su hijo primogénito, Stronmaus.[222][233]
- Grolantor: El dios patrón de los gigantes de las colinas también es una deidad de la guerra, la fuerza y la caza. Es caótico maligno y rechaza cualquier título salvo su propio nombre. Grolantor es extremadamente fuerte pero también panzudo y estúpido, cualidades que los meten a sus seguidores y él en más líos de los que pueden solucionar. También es venerado por ettins, ogros y algunos gigantes de la escarcha salvajes. Clangeddin Barba Plateada y él se odian con pasión, lo que alimenta el arquetipo del odio entre enanos y gigantes. Es un ser infame que se ha llegado a aparear con hembras monstruosas según los mitos, como sagas y medusas. Se lleva mal con sus hermanos porque es un ser perezoso que se aprovecha del trabajo de los demás.[150][222][233]
- Hiatea: La hija mayor de Annam es la diosa fiera de la naturaleza y la caza pero también una deidad maternal de la agricultura y los alumbramientos. Es neutral buena y las gigantas de todas las razas la perciben como su patrona. Se dice que en un principio Annam no deseaba tener hijas, por lo que Hiatea se las ingenió para demostrar su valía aniquilando una gran bestia de poder, como una hidra o la propia tarasca, según diferentes mitos. Ahora es la segunda deidad en importancia dentro del panteón, tras Stronmaus. Hiatea también es venerada por los fírbolg y por los verbeeg o gigantes de los bosques. Sus druidas y chamanes cuidan de la comunidad, defienden la naturaleza y utilizan utilizan el chisporroteo del fuego como adivinación y para enviarse mensajes.[222][233]
- Iallanis (o Ialanis): La amable diosa del amor, la paz, el perdón, la belleza y la clemencia. Es una deidad neutral buena, que busca siempre reunir en armonía a las diferentes razas de gigantes; para ello ejerce de mediadora dentro de su panteón y de diplomática con otros panteones. Es particularmente venerada entre gigantes de las rocas, de las nubes y de las tormentas. Iallanis puede enviar un avatar para celebrar un evento importante y festivo como la boda de un thane, la consagración de un templo, la exposición de una bella obra de arte de cantería y sobre todo es propiciada en los tratados de paz. Su iglesia acoge a todo tipo de gigantes (auténticos y razas menores) entre sus filas, saltándose así las normas de protocolo. Su símbolo es una guirnalda de flores.[222][233]
- Memnor: El dios patrón de los gigantes de las nubes también es una deidad del orgullo, el control y el poder mental. Es neutral maligno. Memnor es sutil, inteligente, encantador y cultivado, pero también profundamente orgulloso y manipulador (en las sombras). Su mácula es la soberbia (como el de todos los gigantes), pues intenta por todos los medios destronar a Stronmaus y erigirse él mismo como el señor de los Ordning. Para la mayoría de los gigantes Memnor es un dios consejero, perspicaz y fiel devoto de Annam, pero solo sus sacerdotes conocen su auténtica naturaleza. También es venerado por gigantes de las tormentas malignos y sus sacerdotes son apreciados por sus sabios consejos y por ser el titiritero detrás del trono.[222][233]
- Skoraeus Huesos Pétreos: El Rey de las Rocas es el dios patrón de los gigantes de las rocas y una deidad de la artesanía y las cosas enterradas en general. Es un ser retraído, de alineamiento neutral, que solo se preocupa de los asuntos de su raza. Skoraeus se mantiene alejado de las rencillas de su panteón. Valora la paciencia y las artes plásticas, en especial la cantería y la escultura, y sus sacerdotes son verdaderos maestros artesanos, como prueban sus maravillosos templos ubicados en la Infraoscuridad. Se dice que es el mayor artesano de los Ordning y solo Surtr parece seguirle en destreza. Sus templos también pueden albergar fieles de otras razas vinculadas con la tierra, como duergars, kobolds, enanos, o svirfneblin.[150][222][233]
- Stronmaus (o Stronmos): Conocido como el Dios Sonriente y el Tormentoso, Stronmaus es el líder regente de los Ordning, a la espera del regreso de su padre Annam. Es la deidad patrona de los gigantes de las tormentas y un dios del sol, los cielos, el clima, el mar y la alegría. Es neutral bueno. Aunque es solo el patrón de los gigantes de las tormentas también es venerado por los de las nubes; a estos le enseña a llevar una vida de optimismo, pero a los otros les enseña que en la vida se necesita fuerza de voluntad para seguir avanzando. Como representantes del dios líder del panteón, sus sacerdotes son ejemplares magnánimos de la cortesía y poderío de los gigantes. Sus templos se erigen sobre las nubes y a veces son la causa de fuertes tormentas que presagian buenos eventos o calamidades.[222][233]
- Surtr (o Súrtur): El dios patrón de los gigantes de fuego, que tiene llamas por cabello, es legal maligno. También es una deidad del fuego y la destrucción, además de ser el hermano de Thrym, cuyas naturalezas son opuestas. Se lo considera un caudillo despótico de la guerra y a la vez un experto artesano. Sus sacerdotes, que portan magníficos ejemplares de armas y armaduras negras, son excelentes herreros entre el pueblo de los gigantes. Sus templos se erigen sobre las laderas de volcanes activos en donde se pueden encontrar umbrales hacia el plano Elemental del Fuego. Sus sacerdotes alegan que los débiles valen tan solo para ser incinerados vivos y toman la festividad del solsticio de verano como la más sagrada de sus celebraciones.[150][222]
- Thrym (o Zhrym): El dios patrón de los gigantes de la escarcha es el soberano del frío y el hielo pero también una deidad de la magia. Es caótico maligno y hermano de Surtr, cuya naturaleza es opuesta a la suya. Cuando no está sumido en una guerra se mantiene distante con el resto de los Ordning. Las leyendas de los gigantes dicen que Thrym liberará al final de una gran guerra en Faerûn, el Fimbulvêrno (Fimbulwinter), cubriéndolo todo de un manto silencioso blanco. Odia al señor demoníaco Kostchtchie por haberle robado parte de su rebaño. Sus sacerdotes apenas son caudillos de la guerra que utilizan la fuerza del clima frío como arma.[150][222]

#### Dioses menores e intrusos
Fuera de la jerarquía se encuentran otros dioses menores, adorados por las razas de gigantes menores, como ogros, minotauros o troles. Todo sacerdote de un dios de los gigantes que no haya sido entrenado por el stormazîn es considerado seguidor de un dios intruso y su culto es denostado por la sociedad de los gigantes.
- Bafomet: Conocido como el Rey astado y el Príncipe de las Bestias, Bafomet es un señor demoníaco adorado como el dios patrón de los minotauros. Es caótico maligno y también una deidad de los laberintos y la venganza. También se aseguró la lealtad de los ogros de las Columnas de Hielo prometiéndoles darles la fuerza necesaria para vengarse de Annam y sus seguidores. Bafomet es una potencia agresiva y territorial que solo puede manifestarse a través de umbrales que sus cultistas crean hacia el Abismo. Estos alegan que Bafomet fue un gigante mortal que se atrevió a robar el ganado consagrado a los dioses y en respuesta fue maldecido con esa apariencia taurina. Posee ya una larga enemistad con Yeenoghu, el señor demoníaco de los gnolls.[222][233]
- Diancastra: La hija pequeña de Annam es venerada como una semidiosa pero no posee templos ni sacerdotes. Se la considera una diosa del engaño, la astucia, el descaro, el placer y la fertilidad; es de alineamiento caótico bueno. Para ganarse la aprobación de su padre utilizó el ingenio, lo que maravilló a Annam. Su fe es profesada entre gigantes pícaros, aventureros y trotamundos, que intentan emular sus hazañas. Diancastra también tiene un rol como diosa de la fertilidad y así le rezan los gigantes para concebir hijos, pero si es así puede ocurrir que el niño nacido sea de la "parentela de Diancastra" lo que indica que el niño va a ser un criaño desagradable y salvaje. Diancastra toma muchos amantes por placer y su colección de objetos hurtados en célebre.
- Grond Chafapicos (Peaksmasher): Grond es una deidad gigante local de las islas Moonshaes, patrón de los firbolgs nativos. Es neutral. Se cree que su madre Hiatea le cedió estas islas para enseñarle responsabilidad. Estos filborg creen que Grond creó a los suyos a partir de las tallas que procuró en las montañas con su hacha plateada. Se dice que fue precipitado por los enanos hacia una profunda sima, bajo un glaciar bajo la isla de Oman, y desde entonces ha permanecido sepultado y en letargo. Desde entonces el culto de Grond viaja en peregrinación hasta su templo principal donde se encuentra el hacha plateada del dios, con la intención de despertarlo de su letargo. Grond pide a sus fieles que sean ejemplos de una raza civilizada y que defiendan su territorio de incursores extranjeros.[234][235]
- Karontor: El horrible y deforme patrón de los fomoré y los verbeegs, dos de las razas menores de los gigantes, famosas por su salvajismo y malicia. Es un dios neutral maligno de la deformidad, el odio y las bestias. Se dice que hace milenios Annam expulsó a Karontor de los Ordning porque sus celos por sus hermanos le hacían cometer fechorías. Desde entonces permaneció en la Infraoscuridad feérica, pero los fomorés actuales no reconocen ningún dios.[236][237][238][239]
- Kostchtchie: El Príncipe de la Ira es uno de los señores demoníacos que se instalaron en el panteón gigante; es caótico maligno. Posee un pequeño culto pero emergente, entre los gigantes de la escarcha, lo que le ha ganado la enemistad de Thrym. Estos le consideran un dios de la fuerza y la violencia. Kostchtchie todavía no posee poder suficiente para crear avatares, por lo que solo puede aparecerse en Faerûn si sus cultistas lo convocan directamente. Algún puñado de dragones blancos más primitivos también parecen venerar al Príncipe de la Ira. Kostchtchie fue convocado en Faerûn por primera vez por unos invocadores de Narfell, y desde entonces ha intentado buscarse adoradores en las tierras frías de Faerûn, a menudo corrompiendo las fes de otras deidades.
- Othea: Conocida como Deronain en antiguo enano y Sonnhild en antiguo thorass, Othea era una diosa nativa de Toril que se manifestaba como una de las montañas en los límites de la región conocida como las Tierras Frías. Othea fue la esposa en Toril de Annam y por él madre de ancestros de las razas gigantes de Faerûn: titanes, gigantes auténticos, ettins y voadkyn. Cansada de las infidelidades de Annam Othea resolvió unirse a otros dioses; con Vaprak engendró al antepasado de los ogros, pero con Ulutiu, su último amante, engendró a los progenitores de los firbolg, fomorés, verbeeg y voadkyn, considerados desde entonces en razas menores marginadas. Othea no posee culto, solo es recordada y honrada en la mitología gigante como una diosa madre montaña.[233]
- Vaprak: El Destructor es el dios patrón de los ogros y troles faerûnenses, además de ser una deidad de la violencia, la destrucción, el frenesí y la codicia. Es caótico maligno. Sus sacerdotes ogros de las tierras de Thar alegan que Vaprak fue padre de la raza ogra a través de sus propias hijas. También es venerado por los troles del Norte, que aprecian sus cualidades regenerativas. Vaprak es inmensamente fuerte y descerebrado, pero tiene un miedo reverente a los Ordning, porque teme perder adoradores frente a ellos. Urge a sus chamanes que demuestren en combate una ferocidad insólita. Algunos gigantes de las colinas, de la escarcha y ettins también pertenecen a su congregación. El Destructor es un dios simple y sus seguidores apenas son berserkers destructivos errantes que dejan todo a su paso en ruinas.[222][209][233]

### Panteón marino
Bajo las aguas del Mar Interior, más conocido por los faerûnenses como el Mar de las Estrellas Fugaces, se ubican los reinos de Serôs. Se trata de sus ciudades y asentamientos subacuáticos. Los dioses del Mar Interior son tan diversos como las razas que representan; más que tratarse como un panteón son una coalición de razas marinas que comparten una mitología común. Algunos dioses del panteón faerûnense también participan, como son Eldath, Milil, Mystra, Oghma y por supuesto Istishia, dios del agua elemental. El dios élfico Sashelas de las Profundidades mantiene y lidera una alianza entre dioses de razas no malignas subacuáticas, conocidos como los Asathalfinare.

#### Los Asathalfinare
- Sashelas de las Profundidades: De todos los templos que existen en Serôs Sashelas tiene la mayor cantidad de ellos. Sus sacerdotes a menudo son los portavoces de todas las razas marinas, quieran ellas o no. El clero del Príncipe Delfín está muy involucrado en la reconstrucción de Myth Nantar y los continuos intentos de la ciudad por establecer mejores lazos con la superficie. Mientras que el clero serôsiano oficial de Sashelas se limita a elfos acuáticos de la superficie, semielfos acuáticos y unos pocos malenti (sahuagines buenos), el dios abraza a otros adoradores submarinos y muchos shalarin se han convertido recientemente a su fe.[241][240]
- Eadro: Eadro es el creador y patrón de dos razas a la vez, los sirénidos (merfolk) y los locathah, pero ambas razas lo veneran de manera diferente. Es una deidad neutral del mar y miembro de los Asathalfinare. Los sirénidos lo conocen como el Señor de las Aguas Profundas, un aspecto bueno, y a él le rezan con cántinos entre danzas submarinas cada estación. En cambio los locathah lo conocen como el Liberador, haciendo de Eadro un dios pragmático y aislacionista para con las otras razas marinas; solo acepta sacerdotes masculinos. Después de cinco siglos de veneración muchos locathah están abandonando a Eadro en favor de dioses más liberales de Myth Nantar, un importante enclave submarino.[168][240][242]
- León de las Aguas (Water Lion): Una enigmática entidad elemental y primordial del panteón marino. Se considera patrón de las criaturas submarinas de alineamiento bueno. El León de las Aguas no posee un ámbito de poder definido pero se dice que odia a los tiburones y es honrado aparentemente por los leones marinos (sea cat o sea lion). Es una entidad divina sumida por la melancolía, a la que sólo paladines, elfos acuáticos y delfines permite comunicarse. Fuera de los Asathalfinare está aliado con Istishia y Nobanion, pero recibe la ayuda especial de Ben-Hadar, el Archielemental de Agua benévolo.[240][243][244]
- Persana: Conocido como el Guardián de las Profundidades y la Justicia de las Profundidades, es el creador de la raza de los tritones y dios de la arquitectura; y patrón por lo tanto de las ciudades submarinas. Es de alineamiento neutral y miembro de los Asathalfinare. El culto de Persana, al igual que los propios tritones, está envuelto en el silencio y el misterio. Al igual que los ixitxachitl, los tritones poseían una sociedad teocrática en Serôs, y cada uno de ellos excepto los exiliados estaban relacionados con su iglesia. Los tritones de Serôs, como se conocen los reinos submarinos del Mar de las Estrellas Fugaces, se concentran en Myth Nantar y sus sacerdotes insisten en que este suelo es sagrado.[241][240]
- Surminare: Una diosa menor de la belleza, la paz y patrona de las selkies, una raza de hombres-foca cambiaformas. Su alineamiento es neutral bueno y se trata de una deidad pacífica que detesta las confrontaciones. Como admitió hace un milenio Perla Negra, una semielfa acuática que fue criada por esos seres, existen algunas colonias de selkies cerca de las costas de Aguas profundas. No obstante es más común encontrar selkies en las partes frías de Mar Impenetrable. Surminare está aliada primero con los Asathalfinare pero también con el dios gigante Stronmaus.[240][245]
- Trishina: Conocida como la Jinete de las Olas, la Dama de los Juegos y la Jocosa Nadadora, Trishina es la diosa de los delfines, el amor, los juegos y la fidelidad. Es legal buena, miembro de los Asathalfinare y según la mitología de los elfos acuáticos es la consorte de Sashelas de las Profundidades. Ella es la razón por la que los elfos acuáticos y los delfines tienen tanta afinidad. Se trata de una diosa ya venerada en Serôs y en especial es la favorita entre los benévolos shalarin, que la adoptaron como su diosa madre y ahora la llaman Ri'da'trisha. Notables son sus reyertas con su esposo, por sus múltiples infidelidades. Sus sacerdotes son pacíficos pero ferozmente protectores cuando defienden los especímenes más jóvenes.[246][240]

#### Dioses de las aguas oscuras
- Blibdoolpoolp (o Blibdulpulp): Más conocida como la Madre Marina, Blibdoolpoolp es caótica maligna y está consumida por la locura. Es la diosa creadora y patrona de los kuo-toas, la oscuridad de las profundidades del mar y la Infraoscuridad, la locura, y la venganza. Es representada como una criatura híbrida con el cuerpo gigante de una humana y la cabeza y las pinzas de una langosta. Blibdoolpoolp se nutre de un odio intenso hacia las razas de la superficie que exiliaron a su raza en los confines de la Infraoscuridad hace mucho tiempo. Puede favorecer a sus más fervientes adoradores convirtiéndolos en leviatanes kuo-toa. Se dice que custodia secretos muy profundamente enterrados y otras deidades acuden a ella para obtener información.[247][248][249][150][222]
- Dagón: El señor obyrinth Dagón es aquella entidad temida en Serôs desde el principio de todo, donde tan solo es conocido como Aquel que Duerme en las Profundidades. El Príncipe de las Profundidades Oscuras, caótico maligno, permanece en letargo infestando de pesadillas a los habitantes submarinos. Dagón consiguió un culto activo entre los shalarin del Mar de Corynactis, al oeste de Maztica y es conocido como el culto de Corynactis. El culto está activo entre krakens, khuuls, sagas marinas, nagas acuáticas y algunos kuo-toa. Dagón está aprisionado y sus cultistas desean liberarlo por los mares faerûnios, devastando las costas en un cataclismo marino.[250][246][251]
- Ilxendren: Conocido como la Mantarraya Demoníaca, es el patrón de los ixitxachitl, una variante de los ixzán (los ixitxachitl moran en las aguas salobres de la superficie y los ixzan en las aguas dulces Infraoscuridad). Es un dios menor, caótico maligno, de la crueldad, el vampirismo y la mutación. Con el advenimiento de la Palabra de Ilxendren, las vidas de los ixitxachitl del Mar Interior cambiaron para siempre. La sabiduría de los ixzan nos habla de dos eventos cruciales: la Gran Inundación y la Revelación de la Mantarraya Demoníaca. La diáspora de los ixzan se dice que fue producida por un diluvio de proporciones épicas en los primeros días en los que esta raza emigraba a la Infraoscuridad. Los ixitxachitl habían abandonado los cultos primitivos a los señores demoníacos Demogorgon, Dagón y Panzuriel, para adoptar a Ilxendren.[252][253]
- Panzuriel: El Esclavizador era un dios oscuro adorado por krakens y otras criaturas malvadas de las profundidades oceánicas. Se trata de un dios neutral maligno, de la confusión, la subversión y el asesinato. Su culto se profesa en aguas diferentes al Mar Interior y en sus templos se pueden encontrar koalinth (hobgoblins subacuáticos), sirenios (merrow, ogros acuáticos), sahuagin, pescuezos (scrag; troles marinos) y vodyanoi (moles sombrías acuáticas). Siendo un dios ancestral y maligno, Sashelas lo venció hace eones en una batalla cercenándole un pie y desterrándolo de los Reinos para siempre. Se cree que en la ciudad submarina de Aluchambolsunvae Umberlee se está enmascarando como Panzuriel para conseguir adeptos.[254][251]
- Sekolah: El Saqueador es el dios patrón y creador de la raza de los sahuagin (o sajuaguín). Es un dios legal maligno de la caza, la tiranía y el saqueo. Se dice que adoptó a los diablos de mar (sahuagines) y desde entonces los guía. Se preocupa muy poco de sus seguidores, prefiriendo que estos sean autosuficientes. Sekolah tiene reparos en conceder conjuros a otras razas de criaturas marinas malignas. Uno de sus adoradores más fervientes fue Iakhovas, un megalodonte, antiguo amante de Umberlee e instigador de la Décima Guerra de Serôs. Luchó contra Anhur durante la Era de los Trastornos en el Mar de Alamber. Sus sacerdotisas le acompañan durante la cacería cuando viajan con el avatar de Sekolah, un enorme tiburón blanco.[246][150][222]

### Panteónsilvano
Hace mucho tiempo los feéricos, comúnmente llamados silvanos, abandonaron Toril y moran desde entonces en el Feywild (también Tierras Salvajes de las Hadas o Plano Feérico). Estos silvanos eran una de las razas progenitoras. Los descendientes modernos de aquellos silvanos son las razas pequeñas feéricas como los korreds, los pixies y los duendes. Estos honran a la corte feérica más poderosa, conocida como la Corte de los Seelie. Estas Archifatas pueden ser veneradas a guisa de dioses por alguna criatura forestal. Cuando los elfos originales llegaron de los Parajes Feéricos para asentarse en Faerûn todavía veneraba a los dioses feéricos. Los dioses silvanos no son realmente dioses, sino Archifatas. Son criaturas de inmenso poder, emparentada con los dioses, pero no poseen sacerdocios ni conceden conjuros divinos.

#### La Corte Seelie
- Titania: La Reina del Verano es venerada como una potencia de la magia arcana, la amistad, y por supuesto es la patrona de las hadas y por extensión de todas las cortes feéricas. Es caótica buena y la monarca de los seelies en la Corte del Verano: aunque es la patrona de todos los feéricos parece que brownies, bookas, pixies y duendes la tienen en más estima. Es la Archifata más poderosa de las Tierras Salvajes Feéricas y la creadora de todas las conexiones con Faerûn. Puede pactar con los brujos del Señor Feérico. Se dice que en el reino feérico tan solo con una sonrisa puede madurar una cosecha y con una mueca puede provocar incendios descontrolados. Es venerada por los leShay de las Moonshaes, quienes la llaman Tiandra.[141][258][259][257]
- Oberón: El Lord Verde es un cazador y un guerrero del bosque sin parangón; también es el consorte de Titania, y más a menudo su rival. El Señor de las Bestias también es honorado como una potencia de la naturaleza, los lugares salvajes y los animales. Es de alineamiento neutral y honrado por seres feéricos no malignos, especialmente los que tienen rasgos de animal. Está sintonizado con toda rama de las tierras feéricas y toda bifurcación de cada río. Su debilidad es su naturaleza salvaje: se altera con violencia, como una veleta en una ventolera. Es un dios cazador y ante todo un guerrero y campeón de su panteón. Además puede pactar con los brujos del Señor Feérico.[141][260][261][257]
- Caoimhin: El pequeño y tímido patrón de los kilmoulis es también un semidiós archifata de la comida y la amistad tímida. Es neutral y su nombre significa «amable». El pequeño dios se queda embobado presenciando las interpretaciones musicales, especialmente si van acompañadas de instrumentos de cuerda. Nunca se aventura fuera de las tierras feéricas ni se manifiesta en los Reinos. Su avatar tienen el poder de causar un miedo súbito en los perros y gatos.[257]
- Damh: Hijo de Titania y Oberón, es un dios del baile, la canción y las celebraciones. También es el patrón de los sátiros, los korred y los diminutos (atomies). Su alineamiento es caótico neutral y su nombre significa «bestia astada». Al menos los faunos de Siempreunidos veneran a su patrón en festividades religiosas exuberantes. A Damh le encanta la ebriedad y retozar con las ninfas. De la misma manera posee fuertes vínculos con la piedra y la roca, y se dice que es una deidad muy antigua. Ayudó a construir los primeros círculos de piedra druídicos de las Moonshaes y está aliado con las deidades druídicas.[262][225][257]
- Eachthighern: El dios patrón de los unicornios y de manera secundaria de los pegasos, es caótico bueno. Su nombre significa «señor de los caballos», y también es una deidad de la curación, la lealtad y la protección. Es fuerte, devoto y leal a los que lo montan, especialmente con las diosas puras; también sirve de montura para el rey Oberón. Otras razas lo veneran por sus poderes curativos. Dependiendo de a quién le preguntes, el avatar de Eachthighern puede ser conocido como Kamerynn en las Moonshaes, o bien es padre de Yathaghera y Lurue en Toril. Lo cierto es que en los Reinos solo es venerado en Siempreunidos y se cree que los unicornios y pegasos nativos son descendientes directos de él.[263][257]
- Emmantiensien: El dios atemporal de los ents, los árboles y la antigua y profunda magia druídica. Es caótico bueno. Su nombre es tan solo una contracción de una palabra mucho más larga en idioma ent que significa «aquel que es lento pero grande en poderío cuando decide intervenir». El Rey Ent es el consejero de la Corte de los seelie pero raramente habla; de así preferirlo toda la corte lo escucha con atención. Escucha con sus ramas los susurros que lleva el viento y entiende la lengua de los pajarillos. Es el protector de las tierras feéricas más antiguas, que refuerza con poder druídico. En Faerûn solo es venerado por los elfos que realizan plegarias y ofrendas colectivas a los Seldarine, en las que se incluye a Emmantiensien.[264][257]
- Fionnghuala: Una semidiosa feérica y patrona de las doncellas cisne, las comunicaciones y la sororidad. Es neutral buena y su nombre significa «hombro blanco». Fue en su origen una heroína humana. Después de ayudar a los pueblos silvanos contra el asedio de un avatar de la Reina del Aire y la Oscuridad protegiendo arrojadamente a un avatar mortalmente herido de Oberón, Titania la resucitó y se la llevó a las tierras feéricas. Allí le dio como agradecimiento una pluma blanca, que le permitía adoptar a voluntad la forma de un cisne. Así Fionnghuala pasó a convertirse en una fata y la primera de las doncellas cisne. A lo largo de los siglos esta tradición empezó a repetirse por hermandades femeninas.[265][257]
- Nathair Sgiathach: Un travieso dios tanto dracónico como feérico, de las travesuras y las bromas. Es caótico bueno y patrón de los pseudodragones y los dragones feéricos. Su nombre significa «serpiente alada» y debido a su comportamiento a veces irritante no posee un puesto más importante en el panteón. Los dragones feéricos de Siempreunidos lo veneran cada uno de manera diferente e incluso dicen que visita personalmente las islas. También es seguido por algunos pixies, duendes y grilios de las Moonshaes. Los avatares de Nathair se pirran por la tarta de manzana, pero para impresionarlos se deberá untar la manzana en miel o alguna golosina. Los sacerdotes de Hlal dicen que Nathair es un aspecto suyo.[266][225][257]
- Skerrit: El Forestal es el dios de la comunidad, el equilibrio de la naturaleza y patrón de los centauros. Es de alineamiento neutral (con tendencia a bueno). Es un fiero cazador armado con una lanza y su deber es el de proteger las entradas de los reinos feéricos desde la frontera de los bosques. A cambio los pueblos feéricos han bendecido a los centauros con la fecundidad en sus hogares. Skerrit es un dios, no una Archifata, y además el único del panteón silvano que tiene influencia directamente en Faerûn y no en las tierras feéricas. Tiene un culto reconocido entre los centauros de Siempreunidos, pero también le veneran los sátiros e hybsil (raza de centauros feéricos); no obstante solo acepta centauros en su sacerdocio.[267][268][257][269][150]
- Squelaiche: El pequeño Squelaiche («cuentacuentos») es el bufón de la Corte Seelie, un ser bromista y embaucador que incluso a veces ruboriza a Titania. Es un semidiós de los engaños y las ilusiones, y sirve como alegre patrón de los leprechaun, especialmente si estos tienen dotes de ilusionistas o bardos. Es caótico neutral y nació de una planta mágica de Arvandor. Como buen leprechaun le encantan el oro reluciente y los pellejos de vino, que son a la vez su perdición. Se toma su labor en serio y aunque es ingenuo e impredecible defiende con fiereza a su raza. Existen comunidades de leprechaun en el Bosque de Tethir, el Bosque de Mir, y el Bosque Alto, donde tiene influencia su culto.[270][257][257]
- Verenestra: La Princesa de Roble es la patrona de las dríadas, las ninfas y las sílfides, y por extensión de todas las fatas femeninas. También es una deidad del encanto y la belleza, de alineamiento neutral. Es hija de Titania y Oberón. Caprichosa y frívola, se dice que esta deidad es considerada la más hermosa de todas cuantas existen. Cuando Verenestra viaja a Faerûn es para abducir a jóvenes hermosos o encandilar a algún mortal para que le regale un objeto mágico. Fue Verenestra la que le concedió a las ninfas la aptitud sobrenatural de poder lisiar a aquellos que contemplen su hermosura física. La Princesa del roble es adorada en las Moonshaes como una Archifata.[180][271][272][257]

#### Otras Archifatas
- Reina del Aire y la Oscuridad, la: La principal Archifata maligna y principal enemiga de Titania, además de su hermana. Es patrona de las ilusiones, la oscuridad y el invierno, y es caótica maligna. Lidera los noseelies y a la Corte Crepuscular desde un trono de ónice, en donde no hay nada excepto un diamante negro suspendido en el aire. La misma Reina oscura es la presencia invisible que rodea a la joya. Su voz retumba de la gema e incluso puede pactar con los brujos del Señor Feérico. Es seguida por todo tipo de feéricos malignos, especialmente de espinos (brambles), rapidazos (quicklings) y spriggans. La misma reina también tiene afinidad con sabuesos yeth (yeth hounds) y canes del infierno (hell hounds).[141][273][257]
- Aurilandür: Un nombre o aspecto feérico de la diosa del frío faerûnense, Auril. Conocida como la Reina de los Duendes de Escarcha, es adorada en las Moonshaes como una Archifata. Según se sabe algunas comunidades feéricas del Bosque de Pino Tembloroso (Shiverpine Forest) veneran a Auril como la Reina del Aire y la Oscuridad es simplemente y dicen que era una diosa feérica maligna desterrada del Feywild desde el amanecer de los tiempos. Aurilandür pertenece a la Corte del Invierno.[180][274]
- Lurue: La Reina Unicornio es adorada en las Moonshaes como una Archifata. Los elfos de Siempreunidos dicen que Yathaghera es la hermana menor de Lurue pero los sacerdotes de Lurue alegan que Yathaghera es el nombre élfico de Lurue. A pesar de su posición como reina de los pegasos y unicornios entre los Seldarine, los pegasos y unicornios veneran directamente a Eachthighern, en vez de a ella (Lurue es quien concede sus plegarias). Los unicornios caóticos apenas le prestan siquiera atención. Yathaghera suele aparecer como montura de alguno de los Seldarine.[180]
- Relkath: El de las Ramas Incontables es un silvano gigante en forma de ent gigante de temperamento muy caótico. También es uno de los dioses élficos de Yuir, pero es adorado en las Moonshaes como una Archifata.[178][180]
- Sarula Iliene: La Reina Nixie es una diosa de los lagos, los arroyos, la magia elemental de agua y la patrona de los nixies. Es caótica buena y en las Moonshaes se la venera como una Archifata. Sarula salió de las tierras feéricas para instalarse como una diosa menor entre los Seldarine, como servidora de Rillifane. Se cree que el legendario mago epónimo Ashaba era un adorador de Iliene y por eso está asociada a los magos acuáticos. Sus sacerdotes son los guardianes de las aguas dulces y pronuncian ritos primitivos silvanos, por lo que su pequeño culto es muy poco conocido.[180]
- Tapann: Tapann el Imperedecedero es el dios de la danza y el patrón de la raza de los korreds, unas criaturas feéricas emparentadas con los gnomos, pero se asemejan a un cruce entre un gnomo y un sátiro. Es caótico neutral y un culto local en el Bosque Alto. Según los propios korreds Tapann fue el padre de la diosa faerûnense Shiallia en su unión con la diosa enana Sharindlar. Tapann no posee sacerdocio y no concede poderes divinos en su nombre, pero los korreds, en especial los ancianos y enfermos, danzan frenéticamente hasta morir de agotamiento, ofreciendo sus vidas como ofrenda al Padre de la danza.[275][276][277]

### Panteóntrasgo
Tal y como se describe en el Manual de Monstruos, la familia de los trasgos (goblinoids) está dividida principalmente en goblins, hobgoblins y osgos (bugbears). Todas estas razas poseían sus propios panteones individuales hasta la llegada de Maglubiyet, un cacique tiránico que aniquiló a sus miembros. Los dioses supervivientes ahora están sometidos a Maglubiyet, líder indiscutible del panteón trasgo. Se dice que los nilbog, otra raza de trasgos, han sido poseídos por un dios goblin embaucador que ha permanecido anónimo para evitar el genocidio de Maglubiyet. Los mitos de los trasgos son muy similiares a los orcos: Maglubiyet lidera a sus razas en su lucha con múltiples panteones humanoides, pero a diferencia de Grummsh, Maglubiyet no confía en sus súbditos y a menudo tiene que matar a uno o dos semidioses para intentar evitar ser derrocado. No mantiene ninguna consorte ni familia personal, él es el señor absoluto.
- Maglubiyet: Conocido como el Poderoso, el Dios Conquistador y el Gran Caudillo, Maglubiyet es el patrón absoluto de las razas de los trasgos y también una deidad de la guerra y el liderazgo. Es legal maligno. Maglubiyet aúna las masas de goblins cobardes, despierta a los osgos de su sueño perezoso y establece las legiones de los hobgoblin; es el amo y señor de las tres razas. Sus sacerdotes son sus boca y manos en Faerûn y controlan por completo la sociedad de esas razas. A menudo se encargan de preparar incursiones contra otras razas, especialmente contra elfos, enanos y las pequeñas razas feéricas. Su iglesia es tan fuerte como vilipendiada: es la razón por la cual los trasgos son universalmente odiados por dondequiera que se establezcan. Entre los tasloi es venerado como un señor de la caza, y también es venerado entre los goblins de Dekanter.[150][222]
- Nomog-Geaya: El patrón de los hobgoblins y dios de la guerra y la autoridad, es legal maligno. Conocido como el General, el Guerrero y el Torturador, es una deidad tiránica y un señor de la guerra. Como lugarteniente de confianza de Maglubiyet, se encarga de dirigir las huestes infernales de su ejército en el plano del Aqueronte. Tiene como subordinado al otro dios hobgoblin, Bargrivyek. Cuentan las leyendas que hace siglos los seguidores de Nomog-Geaya construyeron un ídolo a su dios en la garganta del río Ith, que se ha convertido en un lugar de peregrinación para los hobgoblins. Sus sacerdotes son estoicos, casi sin emociones, y se encargan de dirigir las tropas de hobgoblins durante las batallas, aunque tienen un mentalidad militarista incluso en tiempos de paz.
- Hruggek: El patrón de los osgos también es una deidad de las emboscadas, la violencia y el combate. No es un dios especialmente inteligente, pero sí astuto de sobras como para pillar a sus enemigos siempre desprevenidos. Es caótico maligno y hermano mayor de Grankhul. Los osgos creen que su fuerza y vigor provienen de su patrón divino. No posee sacerdocio pero si está disgustado puede manifestarse como el impacto de un rayo. No obstante los osgos emulan a su patrón en la violencia y el combate y le ofrecen decapitaciones rituales y cabezas empaladas en su honor, tal y como Hruggek hace en las leyendas.[279][150][222]
- Khurgorbaeyag: El Supervisor de Todos es el dios patrón de los goblins y una deidad de la esclavitud, la opresión y la moral. Es legal maligno y el responsable de que su raza tome tantos prisioneros en las incursiones. De todos los dioses trasgos es el de menor estatus. Enseña a los goblins una lección simple: utilizar el látigo para esclavizar antes que ser ellos mismo los esclavos. No obstante sus sacerdotes prefieren esclavizar y humillar a sus enemigos antes que matarlos sin más. Al Supervisor no le gusta conceder conjuros porque guarda celosamente su poder para él, en vez de eso puede obsequiar con objetos mágicos que sirvan para esclavizar o aterrorizar.[280]
- Bargrivyek: El Guardián de la Paz es el dios hobgoblin de la disciplina, la unidad, la cooperación y el territorio. Es legal maligno. Según la mitología hobgoblin Bargrivyek sirve a Nomog-Geaya como segundo al mando. Sus sacerdotes ocupan un papel de fuerza policial en sus sociedades, realizando juicios sobre el honor, mediando disputas y, especialmente, imponiendo las leyes a la fuerza. Bargrivyek pide a sus sacerdotes a que conduzcan a su gente lejos de las profundidades de la tierra para expandirse por la superficie de Faerûn. Teme enfurecer a Maglubiyet y solo envía un avatar en caso de que estallen disputas entre las tribus más importantes. Es más común que se manifieste como una estrella fugaz que guía a los nómadas hacia un nuevo territorio.
- Grankhul: Otros dios osgo, Grankhul es hermano de Hruggek y una deidad de la caza, el acecho y los sentidos. Es caótico maligno. Grankhul aprecia la destreza, velocidad e ingenio. Según la mitología de los osgos Grankhul le dio a su raza unos sentidos agudizados, una buena aptitud para el sigilo y una alarma natural para detectar el peligro. Es un dios violento, propenso a demostrar actos súbitos homicidas. Es venerado por osgos cazadores, asesinos, agentes (scouts) y acechadores. Sus fieles son como él, seres propensos al sigilo con sentidos desarrollados, con una tendencia por los ataques de guerrilla. Aunque no posee sacerdotes puede manifestar su ira dejando súbitamente a alguien ciego. Se dice que monta guardia cuando Hruggek duerme.[279]
- Skiggaret: El dios del miedo de los osgos es caótico maligno. Todos los osgos le temen y evitan por todos los medios, y su nombre jamás puede ser pronunciado; en esta guisa es como un hombre del saco trasgoide. Su presencia es notada cuando un osgo huye de un peligro presa del pánico. Esta raza interpreta el pánico como influencia directa de Skiggaret, que nubla su razón con un arrebato de locura. Skiggaret no tiene forma definida y se dice que siempre acecha en la espalda o sombra de los cobardes. Skiggaret no posee culto ni templos, simplemente es una fuerza temida y odiada supersticiosamente por los osgos.[279]
- Kuro: Un aspecto salvaje de Khurgorbeyag venerado por los batiri (goblins de la jungla). Dentro del panteón chultano es enemigo de Thard Harr, patrón de los enanos de la jungla. No obstante el clan batiri de los Kuro ha dejado atrás la vida nómada y ahora comercia con los enanos salvajes. El avatar de Kuro tiene la forma de un gorgosaurio.[281]
- Raxivort: Aunque se trata de un dios de otro mundo, Raxivort ha comenzado a tener un pequeño culto en los Reinos. Se trata del semidiós patrón de los xvarts, las ratas y los hombres-rata. Es caótico maligno y conocido como el Señor de las Ratas. Se dice que Raxivort fue un antiguo tesorero del señor demoníaco Grazt´zt que le rebó un artefacto poderoso que lo catapultó a la divinidad. Para evita que Graz´zt lo encuentre Raxivort se ha asegurado crear una especie mortal a su semejanza para poder camuflarse.[282]

### Otros dioses de los monstruos
Otros dioses raciales no humanos.
Deidades de los avianos
Los aeraee o aeri era una de las razas progenitoras de Toril que evolucionó en aarakocras, kenkus o corbies feroces, esto es, humanoides avianos. Más tarde se descubrió que además de plumas poseían escamas. Estos pueblos comparten mitología con otros seres de los cielos, como las águilas gigantes y también con celestiales. Se dice el dios patrón de los couatles, Jazirian, no es venerado desde el amanecer de los tiempos.
- Koriel: Este dios celestial, que aparece en la mitología aviar, es el creador y patrón de los kirin, un tipo de celestiales. Es una deidad legal buena del aprendizaje, la protección y la vigilancia contra el mal. Se mantiene errante oteando desde las cimas de los montes planarios y puede servir como la montura de algún otros dios celestial. No posee sacerdocio ni templos, pero es honrado también por lamasus.[283][284]
- Pazrael: El Príncipe del Aire Inferior, también conocido como Pazuzu en los Planos Exteriores, es un señor demoníaco y patrón de las criaturas malignas voladoras. Hace más de treinta mil años los aearee (o éari), una de las razas progenitoras, de la aguilera de Aearee-Quor sufrieron una enfermedad maldita por culpa de otro señor demoníaco, Yeenoghu. Pazuzu se presentó en Toril con la identidad de Pazrael y a cambio de su adoración les salvó de la plaga. En los cultos de Pazrael se pueden encontrar kenkus, corbis terribles, arpías, gárgolas, mantícoras, dracos e incluso feéricos alados y hasta dragones menores malignos.[222]
- Quorlinn: Uno de los espíritus primigenios de Toril, Quorlinn es un dios menor neutral del engaño, el disfraz y el latrocinio. Es el patrón de los kenkus y un dios totémico de los cuervos. Durante la plaga que envió Yeenoghu por haber osado un kenku a desafiarlo, Quorlinn se despreocupó y en su lugar los kenkus tuvieron que invocar a Pazrael. Desde entonces los kenku emigraron a Kara-Tur. Los kenkus de Faerûn sucumbieron a la maldición de Yeenoghu y descendieron al barbarismo. Quorlinn también es venerado por otra raza córvida, los corby feroces (dire corby), que son nativos de la Infraoscuridad. Durante el tiempo de las razas progenitoras Quorlinn era el patrón del enclave aviano de Aearee-Quor.
- Remnis: Uno de los espíritus primigenios de Toril, Remnis es un dios menor neutral bueno de las águilas gigantes, los cielos y el servicio al bien. Remnis es el señor de todas las aves gigantes, cuyas nubes oscurecen los cielos, como las águilas gigantes, lechuzas gigantes, roc, fénix o los pájaros tonantes (thunderbird). Los gigantes, así como los antiguos rus, dicen que Renmis es el águila que se posa en la cima del fresno Yggdrasil, que lucha contra Niddhog, la serpiente que roe la ramas del árbol (Dendar). Algunos aarakocras del Norte también veneran a Remnis, como también lo hacen los djinn de Zakhara. Tiene una mezquita en la capital de los djinn, genios del plano Elemental del Aire.
- Stillsong: Una entidad enigmática y errante que figura en la mitología común de los aviares. Se dice que tiene la forma de una esfera de sonido. Se supone que está en plena trascendencia sobre los Planos Elementales y ha alcanzado el último, el aire. Suele ir acompañado de una comitiva de perros lunares (moon gods). Alguna vez se lo ha podido ver sobre las riberas del río Océano, que conduce los Planos Superiores. Es neutral bueno pero su misión es desconocida.[285][284][286]
- Syranita: Se dice que Syranita es la benévola diosa madre de los aarakocras, la protección y la vigilancia. Es una diosa menor neutral buena y una excelente espía. Debido a que hoy día escasean los aarakocras en el mundo, Syranita está muy debilitada y busca como puede aliados a su causa. Está aliada nominalmente con los Asathalfinare, debido a su amistad con Aerdrie Faenya, y es el único miembro no acuático del equipo. Ambas diosas llegan a estar tan relacionadas que la mayoría de los aarakocras de Faerûn veneran a Aerdrie y no a ella. Estos hombres pájaro también veneran a Akadi, Stronmaus y Remnis. No obstante el culto a Syranita aún pervive en el norte de Faerûn, y sus chamanes son reputados por invocar el clima y hablar con los muertos. Durante el tiempo de las razas progenitoras Syranita era la patrona del enclave de Aearee-Syran.[209]

Deidad de los batráceos
Los batrachi o anfibioides son otra de las razas progenitoras de Toril. Se trata de una raza de humanoides anfibios con rasgos batracios. Poseían un poder desarrollado para la convocación de seres poderosos, el cambio y la adapción y el dominio marino. Aunque fueron extintos evolucionaron en los batracos o bullywugs, doppelgangers, kopru, kuo-toa, locathah, sivs y tako  Lo que queda de este protopanteón anfibioide terminó formando parte de las deidades submarinas, como Eadro o Blibdoolpoolp. 
- Ramenos: Conocido como las Fauces Durmientes, Ramenos es el dios de la somnolencia, la intoxicación, la decadencia y patrón de los bullywug (o batracos). Es caótico maligno. Exista o no, los bullywug dicen que Ramenos solo presta atención a dos cosas: dormir y comer, y ni siquiera presta atención a sus adoradores ni acepta sacerdocio. Es una deidad que permanece dormida por puro placer. Los bullwugs que adoran a Ramenos solo tienen una comprensión superficial de su dios. Para ello lo aplacan esperando por comida, y algunos creen que se manifiesta en ciertos lugares, así su boca podría ser un lago. Una vez fue el dios de los batrachi, una de las razas progenitoras, pero los condujo hasta el plano del Limbo, donde pasaron a convertirse en los actuales slaad.[287][288][289]

- Madre Escamosa: La benévola diosa madre de los grippli, raza benévola de humanoides anfibios. Poseía un antiguo templo ruinoso ubicado en el Bosque de las Capas que los grippli deseaban excavar para encontrar pruebas de ella. Cada aldea grippli está dirigida por una madre de la tribu, que se supone que tiene un toque divino de su diosa, a la que llama Diosa Rana. La choza de la madre de la tribu funciona como un templo para su pequeña deidad con apariencia de rana. Otras deidades innominadas en el panteón grippli incluyen dioses serpientes malignos y diosas araña.[290][291]
- Demogorgon: Un señor demoníaco, por lo tanto caótico maligno, que antes era venerado por los ixzan, pero ahora estos prefieren a Ilxendren. Se le considera una potencia de la consunción de energía y la dominación. Algunos cultistas aspiran reunirse en las Planicies Salmuera, el reino abisal de Demogorgon, e intentan abrir portales hacia el Abismo. Entre estos cultistas modernos se encuentran los tako, kopru o los kuo-toa.[240][251]

Deidades de la Antípoda Oscura
Drizzt ya nos relataba, en Drizzt Do'Urden's Guide to the Underdark, las principales criaturas que habitan en la Infraoscuridad, en la Antípoda Oscura, como aboleth, contempladores y azotamentes. Todos ellos comparten un panteón de deidades extrañas a los habitantes de la superficie, cuyo único nexo de unión es un límite geográfico ctónico y su aislacionismo casi dogmático. Estas deidades en realidad no conforman un panteón entre sí (al menos no todas ellas en su totalidad) sino que sus adoradores conviven en un hábitat común. Añádase a la lista los dioses de los duergar, drow y svirfneblin. La mitología de las criaturas de los mares salados de la Infraoscuridad (aboleth, kuo-toa e ixzan) también tiene influencia aquí. 
- Diirinka: Antaño la deidad con más talento mágico entre los dioses enanos. Es conocido como el Gran Conocedor, el Amo Cruel y el Liche de las Profundidades; su alineamiento es caótico maligno. Es un habilidoso mago a menudo considerado como el padre de la raza de los derros, una raza emparentada con los enanos que decayeron en la locura por culpa de abrir portales hacia el Reino Lejano. También es una deidad de la magia, el conocimiento y la crueldad y favorece especialmente a los sabios de su raza. Dice su mitología que Diirinka fue un traidor, depende de la versión, hacia su superior Moradin, o bien traicionó a su hermano Diinkarazan.[182][222]
- Diinkarazan: El hermano de Diirinka es un semidiós derro de la locura y es caótico maligno. Cuenta la mitología derro que ambos dioses hermanos se propusieron robar el arte de la psiónica a Ilsensine, pero en la huida Diirinka traicionó a su hermano, apuñalándolo por la espalda, y así quedó a merced del Señor Tentaculado. Desde entonces Ilsensine lo ha encadenado a un trono mágico de piedra situado en el Abismo. Cada cincuenta años Diinkarazan experimenta un día de lucidez, en el que envía a su avatar para vengarse de las creaciones de Diirinka. Debido a ello Diinkarazan no es venerado.[182]
- Ghaunadaur: De acuerdo a Lolth, Ghaunadaur ya era un antiguo primordial en tiempos de Ao. En esencia Ghaunadaur es el dios patrón de la Infraoscuridad faerûnia y por ello tiene muchas facetas. Es adorado entre los drow, aboleth, cienos (oozes) y morfolitos (ropers). Aunque Ghaunadaur es una entidad distinta del Señor Demoníaco Juiblex, Señor sin Rostro, este recibe un culto en su nombre como patrón de los cienos. Unos dicen que es un Señor Paralemental del Cieno, o de la Tierra. Dicen que Gormauth Bebealmas les arrebató a los primeros cienos de Faerûn la consciencia y como tal es patrón de los limos (slimes) y las gelatinas (jellies). Algunos cultos hacia el Mal Elemental Antiguo también son erigidos, venerando su faceta como primordial.[292]
- Gran Madre: La Gran Madre, que no posee otros títulos, es la monstruosa diosa progenitora de los ojos tiranos. Su principal interés es asegurar la supervivencia de su raza. También es una diosa mayor caótica maligna de la magia, la fertilidad y la tiranía. Los contempladores no tienen sacerdocio y no le rezan, pero la veces la Gran Madre concede un gran poder mágico a las madres de la colmena, especialmente en tiempos de guerra. Tiene la naturaleza de una diosa exterior del Reino Lejano, para dejar sus huevos en Toril y también en H´Catha, otro planeta de la esfera de cristal de Toril. El avatar de la Gran Madre aparece como un contemplador gigantesco rodeado de una masa de escombros flotando a su alrededor.[293][222]
- Gzemnid: El Gigante Gaseoso es un dios menor caótico maligno de la oscuridad relacionado con los gases y nieblas, el oscurecimiento y el engaño. Es el único contemplador que vive de la primera progenie incubada de la Gran Madre. A veces es conocido como el Gigante Gaseoso por su maestría con la magia elemental de aire. Gzemnid es menos agresivo que el promedio de su raza pero en su lugar usará la astucia o su cetro de ojo tirano. No concede conjuros a sus seguidores pero una cábala de contempladores mágicos podría buscar su conocimiento.[293]
- Ilsensine: El Señor Tentaculado y el Gran Cerebro es un dios mayor patrón de los ilícidos y deidad de la psiónica y el dominio mental. Es legal maligno. La religión de los ilícidos difiere de la mayoría de las teologías convencionales pues no posee el concepto del más allá. Los azotamentes saben perfectamente lo que les ocurrirá tras la muerte, pues su psique pasará a formar parte de un cerebro anciano. Como tal los azotamentes reverencian a una deidad que se adapta a su naturaleza: el conocimiento es la mayor de las armas, la oscuridad es la mayor de las iluminaciones, el mayor poder es el de la mente, y la mejor raza es la de los ilícidos. Todos estos preceptos son resumidos en una sola deidad, la del Señor Tentaculado.[222][294]
- Maanzecorian: No todos los ilícidos se sienten cómodos con el avasallamiento de Ilsensine. Algunos de ellos buscan el conocimiento y la filosofía que imparte Manzecorian, el educado y deferente dios del conocimiento y la filosofía. Es el patrón de los azotamentes iluminados, que buscan la sabiduría. Es un dios menor legal maligno. Murió a manos del señor demoníaco Orcus que absorbió su poder divino. A diferencia del Señor Tentaculado Manzecorian no cree que el resto de razas solo valgan como esclavos o alimento. Prefiere el conocimiento práctico y expandir sus conocimientos y adquirir nuevas experiencias.[295][296]
- Piscaethces: Antes de la llegada de los dioses los aboleth ya nadaban en las aguas salobres subterráneas. No poseen dioses, pero Piscaethces, más conocida en Faerûn como la Reina de la Sangre, es uno de los males antiguos. Es honrada como la creadora de los aboleth así como la diosa de la dominación y la esclavitud. Es legal maligna. Su avatar tiene la forma de una masa amorfa con una leve similitud con un aboleth deforme sin tentáculos. La «sangre» de la reina es en realidad una vasta miasma de mucosa que parece emanar del orondo cuerpo de la deidad. En algún momento antes del 1396 CV, y como consecuencia de las acciones de la Soberanía Aboleth, algunas estrellas de los Reinos se infestaron con males antiguos relacionados con el Antiguo (el primero y más antiguo de los aboleths de Toril).[297][298][240]
- Psilofyr: Conocido el Rey de las Esporas, el Señor Carroñero y el Señor de los Micónidos, es el dios patrón de los micónidos y a la vez una Archifata de la Infraoscuridad. Su alineamiento es legal neutral. Es venerado como una benévola deidad de comunidad, la curación y la filosofía. Es un maestro de filosofía paciente y meticuloso, y también es una de las deidades que patrocinan la psiónica. Psílofyr fue el creador de los micónidos, sembrando esporas la Infraoscuridad y su influencia es evidente en Araumycos, el gran hongo que se extiende bajo el Bosque Alto. En momentos de guerra puede hacer emerger tentáculos de su avatar o llamar a sapos gigantes. El culto de Psilofyr se centra en el ciclo de la putrefacción y la renovación, y es enemigo de Zuggtmoy, la Reina Demoníaca de los Hongos.[299]

Deidades de los gnolls
- Yeenoghu (o Yinoghu): El Señor del Salvajismo es un señor demoníaco del Abismo, adorado como un dios de los gnolls y el salvajismo. Es por lo tanto caótico maligno. Los cultistas de Yeenoghu, conocidos como "los Colmillos" se juntan sólo para traer la masacre y la destrucción a los pueblos. A pesar de que no le gustan los dioses del panteón gigante y prohíbe la interacción entre gnolls y gigantes, admira su inmensa fuerza y poder.[300][301]
- Gorellik (o Gorelik): El dios patrón original de los gnolls, previo al señor demoníaco Yeenoghu. Era un semidiós caótico maligno de la caza, las hienas y los hienadones (hienas terribles abisales, que acompañaban a Gorellik). Este culto de la bestia cada vez se fue haciendo más primitivo y poco a poco fue abandonado. Era adorado por las tribus gnolls del Shaar, pero en el Año de los Colmillos de la Bestia (640 CV) fue cayendo poco a poco en el declive pues surgieron tribus de chamanes adoradores de Yeenoghu cerca del lago Lhespen, cuyos nuevos poderes divinos convirtieron a los gnolls en su nueva fe. Fue Gorelik quien le enseñó a su raza a domesticar hienas para su uso durante las cacerías.[302]

Deidades de los kobolds
- Kurtulmak: El dios patrón de los kobolds es conocido como la Escama de Acero, el Brujo Cornudo y Cola de Aguijón. Es un dios intermedio y legal maligno de la guerra, las minas y los odiados. Lleno de rencor y amargura, desprecia toda forma de vida salvo a los kobolds. Posee una antipatía especial hacia los duendes y sus parientes, y sobre todo, gnomos. Habilidoso e intrépido, Kurtulmak enseñó a los kobolds las artes de la minería, la emboscada y la construcción de trampas. Hace tiempo, Garl Oro Reluciente derrumbó la caverna donde habitaba Kurtulmak como una broma y lo dejó sepultado. Ese es el origen etiológico de la animadversión entre ambas razas. En mitos más modernos Kurtulmak es servidor de la diosa dracónica Tiamat o ascendido a la divinidad por Asgorath.[150][222]
- Gaknulak: El Amo de las trampas es un dios kóbold embaucador de la protección, el engaño y las trampas. Es un semidiós neutral maligno y patrón de los kobolds pícaros. Pide a sus escasos seguidores que se defiendan de los que abusan de ellos utilizando el ingenio. Es un dios pragmático y no le gusta ser arrastrado a la lucha que sostiene Kurtulmak. Es enemigo del dios gnomo Baravar Capa de Sombras. Gaknulak prefiere que los kobolds huyan y sobrevivan que mueran en la batalla.[303]
- Kuraulyek: Kuraulyek es el patrón de los urds, kobolds voladores de alas de murciélago que moran en la oscuridad. Es un semidiós neutral maligno. Es representado como un kobold azul con alas emplumadas. Cuando es invocado envía en su lugar un mobat o murciélago gigante. Fue ascendido a la divinidad por el dios dracónico Asgorath, junto con Kurtulmak, pero huyó de este después de un apuro y desde entonces se oculta de él para no ser encontrado.[304]

Dioses de los monstruos de Malatra
- Chee'ah: Una semidiosa de los saru en la meseta de Malatra que se considera ante todo una matrona y maestra. A ella le concierne el buen estado de salud de los seres de las junglas y es servida por un cuerpo de chamanes.[305][306]
- War'dango: Dios de los korobokuru, el liderazgo y las Montañas de Fuego en la meseta de Malatra.

Dioses de las bestias
- Camazotz: El Señor de los murciélagos en venerado como un culto de la bestia de alineamiento caótico maligno. Por su nombre tiene cabida como un culto de la Infraoscuridad de Maztica.[307]
- Eshebala: La diosa patrona de los hombres-zorro (solamente hembras), la vanidad, el encanto, la codicia y la astucia. La Reina de las Mujeres-Zorro es un ser caótico maligno, obsesionada con la apariencia física, que se ha enemistado con otras potencias vanidosas, como Hanali Celanil, diosa élfica de la belleza, o Ferrix, patrona de las mujeres-tigre.[308]
- Felidae: Diosa venerada en el culto de los felinos, los placeres sensuales y los nómadas. Aspecto de la diosa mulhorandina Bast. Pudiera ser la misa que Kiga, patrona de las mujeres-leopardo de Zakhara[77][105]
- Ferrix: La diosa patrona de las mujeres-tigre, la caza, la curiosidad y el juego. Mora en el plano de las Tierras de las Bestias y es de alineamiento neutral. Es un ser travieso y curioso, venerada solo entre cazadoras y druidas de ese tipo de licántropos. Como diosa del culto a la bestia está aliada con Solonor Thelandira, dios élfico de la caza, y con Nobanion, patrón de los lenauros.[309][310]
- Señor de los Gatos (Cat Lord): La deidad patrona de los tabaxi es un ser voluble, como corresponde al patrón de gatos. Estos tabaxi, también llamados hombres-jaguar, son nativos de Maztica. Los tabaxi creen que el Señor de los Gatos deambula por el mundo, velando por ellos e interviniendo en sus asuntos según sea necesario. El Señor de los Gatos fue el que le dio a cada uno de sus hijos un rasgo felino específico. Los tabaxi de Maztica veneran a los dioses de ese panteón, especialmente Zaltec.[311][312]
- Toknana: En la tierras de Thar, los leucrotas (o leucrones) veneran a un grupo arquetípico de depredadores conocido como la Manada. Esta Manada es liderada por el gran leucrota Toknana. La Manada deambula a través de las capas del Abismo escogiendo sus presas entre los demonios, enviando animales de presa merecedores de los leucrotas y defendiendo a los suyos contra los enemigos. Toknana es asistido por una hueste de criaturas arquetípicas que le acompañan, como Hruba la quimera, Ylarria el dragón rojo y Voal la hidra. Además numerosos suplicantes leucrottas, elegidos entre los más fieros y astutos cazadores de Faerûn; a veces también son enviados a Faerûn para asistir unirse a la cacería salvaje.[313]

Otras potencias planarias
- Orcus: Uno de los señores demoníacos más poderoso, Orcus es el Príncipe de los Muertos Vivientes. Es caótico maligno. Es venerado por algunos cultistas y adoradores de la muerte como el patrón de los muertos vivientes. Algunos muertos vivientes especialmente peligrosos, como liches o vampiros, profesan sectas oscuras a cambio de poder arcano.[222]
- Vlaakith: La reina liche de los githyanki, cuya existencia inmortal domina todo tipo de vida entre su pueblo.

## Fes y panteones de otros continentes

### Dioses de Maztica
El continente de Maztica, al otro lado del Mar Impenetrable de Faerûn, tiene su propio conjunto único de deidades. Las potencias de Maztica juegan un papel importante en la vida de los mazticanos, de hecho, los dioses influyen cotidianamente en la vida de los pueblos del Mundo Verdadero (las tierras de Maztica). Prueba de ello son los sacrificios diarios demandados por algunas de estas potencias. Los dones del panteón afectan al clima, la fertilidad de las cosechas y el entorno salvaje y natural, como relatan sus adoradores.  Los templos dedicados a los dioses mazticanos tienen forma de pirámide. La cultura de Maztica es la versión azteca y maya de los Reinos Olvidados.
- Kukul: El Antiguo Padre de los Dioses, es una de las dos deidades antiguas del panteón mazticano y también era considerado el padre de los dioses del panteón. Es neutral. Después de que sus hijos intentaran repetidas veces crear seres humanos en balde, Kukul se cortó algunos de sus dedos, que cayeron al suelo y de los miembros divinos nacieron los humanos mazticanos. Después de que Zaltec atacase a Maztica, Kukul cayó en la desesperación y decidió ausentarse. Nunca más se volvió a saber de él. Kukul no tiene iglesia ni sacerdotes y por lo tanto tampoco concede conjuros divinos. No obstante aún es adorado principalmente por sabios, cronologistas y eruditos como un dios del conocimiento que enseñó a los suyos el arte de la adivinación y la guía mediante las estrellas.[314]
- Maztica: La Madre de la Vida y el Mundo es la diosa tutelar de la tierra y toda la vida natural. Es neutral. Le están consagradas las montañas, el suelo fértil y la plata. Maztica era la esposa de Kukul y madre de los otros dioses maztecas. Maztica es a la vez la diosa del mundo y el mundo en sí mismo. Después de que Zaltec le diera a los humanos magia de hishna, ella se entristeció por el sufrimiento que se causaron a ellos mismos, por lo que ayudó a su hijo mayor, Qotal, a crear magia de pluma, que finalmente trajo la paz a los maztecas. Sin embargo, Zaltec estaba furioso contra su madre y por eso decidió lastimarla con su maca (cuchillo de obsidiana), tras lo cual nada más se supo de ella. La mayoría de los maztecas creen que Maztica murió, pero ahora su cuerpo inerte es el continente de Maztica. Los sacerdotes de Maztica son a efectos prácticos druidas y chamanes, y se pueden encontrar más fácilmente en pequeñas comunidades. Los maztecas que moran en ciudades o adoran a otros dioses tienden a obviarla. Sin embargo, el Pueblo perro del desierto del norte la adoran junto a su hijo Tezca, aún por encima de las otras deidades.[314]
- Azul: También llamado Calor, es conocido como el Dador de Lluvia y El que Arrebata el Aliento. Es el dios mazticano de la lluvia y el agua, y es legal maligno. Se creía que le había dado a los humanos el regalo de agua limpia para beber y bañarse. Azul es un dios muy importante para los mazticanos y sus sacerdotes practican sacrificios humanos, en los que ahogan a infantes en un estanque ritual. Los sacerdotes siempre se mantienen limpios en honor a la naturaleza de su dios patrón. A Azul le están consagrados la lluvia, el hielo, el octal (bebida alcohólica típica mazteca), los peces y las ranas.[314]
- Eha: El Espíritu del Viento es la diosa mazticana del aire y el viento. Es caótica neutral. El avatar de Eha aparece como un ser de humo blanco en constante cambio, a veces con la forma de una mujer esbelta casi sólida, pero siempre insustancial, a pesar de que su apariencia física tiende a cambiar súbitamente según cada momento. Eha es considerada como una deidad benéfica por los mazticanos, y se cree que es la encargada que insuflar aliento a los bebés recién nacidos. Al igual que las otras diosas del panteón Eha nunca demanda sacrificios de seres vivos. En vez de eso los padres de neonatos depositan pequeñas ofrendas de comida en el exterior de sus casas durante las noches ventosas, en agradecimiento al Espíritu del Viento.[314]
- Kiltzi: Conocida como la Dadora de la Salud, del Crecimiento y el Amor, Kiltzi es la diosa mazticana asociada comúnmente con la fertilidad y el amor. Es caótica buena. El avatar de Kiltzi se manifiesta como una mujer muy hermosa con un cuerpo femenino desnudo y un cabello extremadamente largo con el que se cubre. A menudo aparece en un estado avanzado de embarazo. Kiltzi es la hija mayor de Kukul y Maztica y más tarde les enseñó a los humanos las diferentes formas de amar. Kiltzi es una diosa popular entre los mazticanos, comúnmente invocada durante las bodas, embarazos y alumbramientos. Nunca se le ofrecen sacrificios sangrientos sino más bien se le ofrecen pequeñas bolsas con semillas de maíz que se queman en su altar.[314]
- Nula: La Guardiana de los Animales es la diosa patrona de las bestias. A ella le están consagrados el jaguar, el colibrí, la serpiente, el zopilote (buitre negro) y el mono. Es caótica neutral. El avatar de Nula puede adoptar la forma de cualquier tipo de animal, pero a menudo escoge la apariencia de un mono sinuoso con extremidades largas y un cola prensil. Nula es la benjamina de los hijos de Kukul y Maztica. Se considera que Nula es la menos adorada de los dioses maztecas, pues estos no poseen mucho ganado ya que la sociedad mazticana es especialmente agrícola. Sin embargo los cazadores y pescadores rezan a Nula antes de partir. Nula no acepta sacrificios de sangre pero sí pequeñas ofrendas de semillas o huesos colocados en el suelo.[314]
- Plutoq: El Amo de la Tierra y la Roca es el dios elemental asociado con las montañas y las piedras. Es legal neutral. Se lo relaciona con montañas, cumbres, obsidiana, adobe, jade, tuquesa, cerámica y alfarería. Posee pedruscos de jade verde en vez de ojos y espigas de obsidiana por dientes. Es el hijo varón más joven de Kukul y Maztica y por eso es menos popular que otros dioses. Solo es adorado cuando los campos están áridos y fallan las oraciones a Watil, o cuando se busca un paso seguro por las montañas, sobre la línea de árboles. Tiene pocos sacerdotes, que dedican el tiempo a trabajar con piedra, arcilla y gemas. Sus sacrificios consisten en romper cerámica o joyas contra el suelo.[314]
- Qotal: La Serpiente Emplumada es el dios de la creación, la libertad y la magia de pluma. Es legal bueno. Al Emplumado le están consagrados plumas, maíz, nubes, couatles y águilas. Tiene la apariencia de un hermoso couatl. Cuando Kukul creó a los humanos Qotal intervino el primero y así les dio el don del habla y el deseo de aprender. Sin embargo más tarde tuvo celos de la adoración que recibía su madre por parte de los mazticanos, así que les dio el maíz para que los humanos lo adorasen todavía más. Finalmente se enfrentó a Zaltec por intereses hacia los humanos hasta que finalmente, hastiado, decidió abandonar a su pueblo con un puñado de adoradores. Qotal fue poco a poco cayendo en el olvido entre el pueblo mazticano, y solo posee un puñado de sacerdotes, principalmente entre los pueblos de Payit y el Lejano Payit, una península al este de Nexal. Los maztecanos creen que Qotal regresará para traer la prosperidad.[314]
- Tezca: El Dueño del Sol y el Fuego es el dios de estos elementos. Es caótico maligno y su avatar puede tomar la forma de un lagarto de fuego. Sus avatares se manifiestan como un gigante de piel naranja intenso, una cara envuelta en llamas y un cabello compuesto por una masa de humo. Es el hermano gemelo de Azul, que representa el agua. Como dios del fuego y sol purificadores, Tezca era un dios muy importante en Maztica, especialmente entre los kultakanos y el Pueblo Perro. Después de Zaltec era el dios más sanguinario. Cada atardecer sus sacerdotes arrancaban el corazón de un sacrificio humano, ofreciéndoselo a una estatua del dios para asegurarse de que el sol saldría nuevamente al día siguiente por eso es percibido como dios del amanecer, que ha de alcanzarse solo con sangre.[314]
- Watil: La Protectora de las Plantas es la diosa de la agricultura y la vida vegetal. Es neutral buena. Está asociada al maíz, café, cactus, hojas de plantas y semillas en flor. Watil es retratada a menudo como una dama humana que lleva hojas verdes por ropa y sandalias hechas de flores. Watil es apreciada como una potencia benigna, pero también es imaginada como un peón indefenso ante la inclemencia de Azul (por ejemplo, las sequías). A menudo es apremiada cuando se cosecha fruta, ya que se considera su mayor bendición. Sus sacerdotes bendicen los campos en el momento de la siembra y la cosecha, pero ella no acepta sacrificios de sangre. Muchos de sus sacerdotes viven solos en las selvas y pantanos, donde estudian y cuidan plantas de todo tipo.[314]
- Zaltec: Conocido como el Portador de la Guerra y el Devorador de Corazones, Zaltec es el despiadado dios de la guerra, los sacrificios sangrientos y la magia de hishna, a menudo con uso maligno. Es caótico maligno. Zaltec se manifiesta como un hombre típico mazticano, pero con una cabeza de jaguar y los colmillos de una serpiente de cascabel. Zaltec les dio a los hombres el don del honor y el coraje. Zaltec es considerado el dios patrón de los nexalanos, y su dios predilecto entre el panteón. Para conseguir expandir su amplia fe los nexalanos se apoyan en abundantes días consagrados a la realización de sacrificios. Era el dios más sanguinario del panteón y sus sacerdotes vestían túnicas negras y se cubrían el pelo con sangre. Están obligados a practicar el ayuno diario y a veces se automutilan. Los zaltecas ofrecen a sus estatuas rocosas el corazón aún fresco de las víctimas del sacrificio.[314]

Cada uno de los dioses maztecas tiene una amplia variedad de aspectos en la forma de dioses menores, que varía de pueblo a pueblo. Por ejemplo, Tezca es el dios del sol y el fuego, y también de todo lo relacionado con sus ámbitos, por lo que es venerado en diferentes localidades como diferentes númenes del humo, lava, luciérnagas o las luces de los farolillos. Uno de los númenes asociados a Zaltec es Micat, dios de la serpientes venenosas pero solo las que moran en los desiertos y producen parálisis con su picadura. Así de minuciosos son los pequeños númenes en las tierras mazticanas.

### Dioses de Zakhara
Zakhara, el continente al sur de Faerûn, es la versión de los Reinos de la antigua Arabia y Persia. Las deidades de Zakhara, la Tierra del Destino, se diferencian de otras deidades en los Reinos Olvidados porque no tienen una esfera de influencia precisa ni alineamiento un marcado. En cambio, cada deidad zakharana ejemplifica una sola característica o rasgo. El panteón de Zakhara tiene mucha influencia en la cultura del continente zakharano, cuyas gentes han sido instruidas por un conjunto de valores comunes que incluyen honor, hospitalidad y la importancia de la familia. Estos preceptos son concocidos como «la ilustración» (enlightenment). Una fe común en Zakhara es la del Templo de los Diez Mil Dioses, que honra a cada deidad que ha existido o existirá en el futuro en lugar de adorar a una deidad específica. La religión zakharana no estaría completa sin mencionar tres figuras muy importantes en su cultura: el Destino, la Concesora de Sabiduría y el Gran Califa. Los tres son aspectos poderosos e influyentes dentro de la ilustración. Sin embargo, no son adorados, porque ninguno de ellos es un dios, y no se ha erigido ninguna mezquita en sus nombres ni conceden conjuros divinos.
- El Destino (Fate): A menudo se describe como la fuerza natural que es parte del futuro de cada hombre y mujer. No es una deidad pero ayuda a los que tienen éxito y también consuela a los que pierden. Nadie la venera directamente pero a menudo se invoca su nombre para mostrar su influencia en el mundo.
- La Concesora de Sabiduría (Loregiver): Ella es, por así decirlo, la sirvienta del Destino y su testigo más leal. Fue la Concesora de Sabiduría quien definió por primera vez la ley que une la sociedad de Zakhara; se la considera una mortal, y está decretado que los mortales no deben ser adorados.
- El Gran Califa: Se encuentra en Huzuz (la capital zakharana), el centro del mundo. Es el descendiente del primer califa, el que fue sonreído por el Destino y presentó la ley a la Concesora de Sabiduría para difundir la ilustración por toda la tierra. Si bien es respetado y venerado, el Gran Califa tampoco es un dios, porque nació de mujer mortal, como cualquier otro ser, y con el tiempo también morirá. El Gran Califa tampoco exige adoración, pues se contenta con ser aplaudido por las masas, mientras que se beneficia de las riquezas de su imperio teocrático.

#### Dioses mayores
Estos son los ocho grandes dioses de las Tierras del Destino:
- Hakiyah: La diosa de la honestidad es conocida como Hakiyah de la Brisa del Mar y Hakiyah la Honesta. Predica el valor de la honestidad y la reflexión calmada sobre la verdad. Su símbolo es una ola rampante. Cuando se manifiesta como humana suele estar ataviada con un atuendo común de los habitantes de la ciudad y prefiere guiar a los que la rodean con la voz tranquila de la razón. Su dones se encuentran tanto en los jueces que quieren corregir al agraviado como en los perversos intrigantes con ansias por derribar a sus enemigos. Los adoradores de Hakiyah valoran la meditación y ante todo las acciones racionales. Cuenta con muchos comerciantes entre sus adoradores, especialmente en las Ciudades de la Perla, sin embargo su fe es perseguida por la Liga Panteísta. La organización sagrada de asesinos conocida como el Suspiro silencioso también adora a Hakiyah.[315]
- Hajama: Es el dios zakharano del valor y es conocido como el Valiente o el Intrépido Hajama. Alienta a sus seguidores a nunca rehuir de cualquier oposición, ya sea en la batalla u otras circunstancias. Sus seguidores creen que es mejor intentar una empresa y fallar que no arriesgarse; después de todo una derrota fortalece el espíritu. El símbolo de Hajama es un disco sin características o ninguno en absoluto. En los cuentos, el dios es descrito como un hombre fornido con una barba larga y profundamente negra, que va ataviado con una jellaba («capa negra») o una armadura lamellar (cota de escamas) del color de la medianoche. La fe de Hajama es especialmente fuerte en regiones fronterizas con áreas peligrosas, como desiertos y montañas.[315]
- Haku: El Señor del Viento del Desierto y el Independiente Haku es el dios zakharano de la libertad. Predica el valor de la independencia personal y la autosuficiencia. Su símbolo es una ráfaga de viento estilizada. En los cuentos es descrito como un nómada orgulloso vestido con ropa del desierto armado con una brillante cimitarra. Su credo puede estar dentro de un noble jinete del desierto que valora su propia independencia como también en un asesino de corazón oscuro. Posee muchos adoradores entre Al-Badia, los nómadas del desierto de Zakhara, pero su fe es perseguida en las Ciudades del Panteón. También es la deidad más adorada entre los djinn.[315]
- Jisan: Conocida como la Fructífera y Jisan de las Riadas, es la diosa zakharana de la abundancia. Alienta el trabajo duro y una planificación diligente para cosechar las riquezas del mundo. El símbolo de Jisan es una nube de lluvia, un vestigio de sus orígenes de cuando era adorada como una diosa de las tormentas y las lluvias monzónicas. En los cuentos nunca se describe a Jisan con una forma física. La fe de Yisán se encuentra presente en todas las partes de la sociedad, pero prevalece más entre los comerciantes. No es adorada en las Ciudades del Panteón, donde su papel ha sido asumido por la diosa local Jauhar.[315]
- Kor: Llamado el Venerable y el Anciano Kor, es el dios zakharano de la sabiduría. Predica que la sabiduría proviene de la edad, y que también concede fuerza y experiencia. Su símbolo es un resplandor solar. Es descrito en los mitos como un anciano canoso pero fuerte, cuyo consejo es buscado por dioses y mortales a la par. Sus fieles pueden encontrarse tanto en los sanadores altruista como en líderes corruptos de asesinos sagrados. Su fe valora la estabilidad, el orden y la tradición por encima de todo y es muy importante para sus adoradores buscar el consejo de los mayores y aprender de los errores de uno mismo. El anciano Kor es venerado principalmente por los sacerdotes etoístas.[315]
- Najm: Llamado el Venturoso, es el dios zakharano de la curiosidad. Desea que sus seguidores se aventuren para dar a conocer lo desconocido; su símbolo es una sola flecha apuntando hacia arriba. Najm es descrito indistintamente como varón o mujer y parece que la clasificación de género es algo que no le importa. Su credo se puede encontrar en el corazón de un aventurero que busca por los rincones de la tierra para ayudar a los necesitados o también en un nigromante que anhela contaminar a los vivos y a los muertos. Su iglesia busca en las tierras interiores y en las ciudades paganas con el objetivo de difundir la ilustración.[315]
- Selan: Conocida como la Hermosa Luna, la Gentil y Selan de los Jardines; es la diosa zakharana de la belleza. En las viejas leyendas está asociada con la luna, que se dice es su carro personal. Su credo se encuentra en todos los corazones, ya que la búsqueda de la belleza no distingue entre un corazón bueno de uno malvado. Los seguidores de Selan valoran mucho la apariencia estética, pero también la belleza interior. La mayor parte de su sacerdocio consiste en etoístas con una perspectiva más bien ortodoxa. Su centro de culto más importante es la Gran Mezquita de la Luna, en Medina al-Afyal. Los habitantes faerûnenses creen que Selan es la misma deidad que Selûne, pero los sacerdotes de Selan se niegan a imaginar a su diosa como una deidad intrusa.[315]
- Zann: Conocido como el Instruido y el Fabuloso, Zann es el dios zakharano de la inteligencia. Predica el valor del estudio y la comprensión; alienta a preservar los antiguos conocimientos pero también la búsqueda de nuevos. Su símbolo consiste en un chorro saliendo de una fuente. Zann es retratado como un hombre ataviado como un escriba de una ciudad. Su credo puede utilizarse para construir una sociedad pacífica y progresista o bien para subvertir a una comunidad corrupta. Sus sacerdotes se encuentran en las mayores bibliotecas y universidades de toda Zakhara.[315]

#### Dioses locales
Entre los dioses menores venerados en Zakhara se describen a unos pocos:
- Bala: Conocida como Bala de las Buenas Nuevas, es una diosa de la música de Zakhara. Enfatiza la importancia de la música para elevar el espíritu y mitigar el sufrimiento. Es una diosa local adorada en la ciudad de Mahabba, pero su fe fue prohibida por los panteístas, por lo que su iglesia se ha pasado a la clandestinidad, pero tras la persecución religiosa sus adoradores se extendieron por otras ciudades zakharanas. Su resistencia a veces violenta contra los opresores le ha valido a la diosa el epíteto de «Bala de las Malas Nuevas». Su símbolo es una cítara. Bala es descrita como una mujer de mediana edad vestida de manera modesta y que pulsa su cítara de manera que puede encantar a dioses y genios por igual.[316]
- Botu'Astok: El dios de la tribu Astok de las Montañas Surcadas.[317]
- Ídolos vivientes: Los kahins son sacerdotes de ídolos. Creen que la divinidad se encuentra en todas las cosas, y que al adorar cierto elemento, lugar o incluso un dios común, pueden aprovechar y comprender el poder místico del universo. Su fe es antigua, anterior a la mayoría de las otras religiones en la Tierras del Destino.[316]
- Jarmik: Uno de los dioses genios que posee un culto entre humanos. Jarmik, el Janni Sediento, es uno de los dioses locales de Zakhara, y más concretamente una deidad asociada con la generosidad. Los janni son genios menores no vinculado con ningún elemento en particular. Sus adoradoren valoran ante todo compartir lo que tienen con otros y son célebres por su hospitalidad. Por lo demás poco se sabe de este dios. Se dice que un pozo sagrado dedicado a Jarmik está localizado en la mezquita del Genio Sediento, que Jarmik dejó ahí justo antes de abandonar Zakhara y reunirse con las potencias en los cielos.[316]
- Jauhar: La Enjoyada y la Gema Pulida es la diosa de la riqueza. Aunque técnicamente es solo una diosa local probablemente sea la deidad más influyente de todos los dioses comunes, pues es venerada en varias ciudades. Sin embargo en las ciudades del Panteón es apreciada como uno de los Grandes Dioses. Jauhar predica la importancia del trabajo duro para adquirir riquezas, y su credo puede ser seguido tanto por aquellos que desean compartir sus ganancias con los necesitados como por aquellos que explotan a los pobres para hacerse aún más acaudalados. El símbolo de Jauhar es un dinar de oro. Las imágenes antiguas muestran a la diosa como una bella bailarina adornada con monedas.[316]
- Templo de los diez mil dioses: La fe más popular en Zakhara, conocida como el Templo de los diez mil dioses, está compuesta principalmente de clérigos pragmatistas. Esta iglesia es la más tolerante de todas y su símbolo es una concha de nautilo. Honra a cada deidad que ha existido o existirá en el futuro en lugar de adorar a una deidad patrona específica.[316]
- Vataqatal: El Guerrero Esclavo y el Amo del Campo de Batalla es un dios de la guerra zakharano. Desea que sus seguidores aprendan demostrando tanto fuerza física como fuerza de voluntad, y su dogma se centra en el concepto del deber. Es un dios local adorado principalmente en las partes del norte de la Tierra del Destino que limitan con las tierras extranjeras faerûnenses. Su símbolo es una cimitarra con la hoja roja. El Guerrero Esclavo es descrito como un guerrero musculoso ataviado como una túnica y bajo ella una armadura laminada desgastada por la batalla. Es adorado por guerreros, especialmente mamelucos (aquellos que crecen siendo esclavos) y farisanos (paladines) que valoran el deber y la dedicación al servicio de uno mismo.[316]

#### Dioses paganos
Los dioses mayores y locales comparten un origen común en las leyendas de Zakhara, pero también hay seres extraños en tierras civilizadas. Los adoradores de esos númenes nunca han oído hablar de las leyes de la Concesora de Sabiduría ni reconocen la existencia de otros dioses. Estas extrañas deidades son adoradas en las fronteras del mundo civilizado. No tienen mezquitas organizadas y sus clérigos son generalmente considerados sacerdotes extranjeros. No se conocen todos los dioses paganos pero se tienen en cuenta los más notorios.

##### Dioses olvidados
Los grandes imperios fluviales de Nog y Kadar adoran a sus propias deidades, supuestamente a través de inmundos rituales en edificios derruidos y erigen estatuas en honor de esos dioses que todavía mancillan los Reinos Ruinosos. Poco se sabe o se recuerda de estas particulares deidades, pero se citarán a las más prominentes.
- Kiga: La Depredadora comanda un orgulloso contingente de licántropos femeninos compuesto solamente por mujeres-leopardo.[316]
- Lotha: Es representada como una enorme araña con cabeza humana, y es venerada por elfos malignos que son quemados vivos para expurgar sus pecados. Lotha es, efectivamente, el nombre zakharano de Lolth.[316]
- Migal: También conocido como el Mentor de los Dioses en algunos escritos, posee una horda de asesinos alados para hacer cumplir sus órdenes.[316]

- Shajar: El dios obeso del río Nogaro con cabeza de hipopótamo y compañero de Raggara.[316]
- Raggara: Consorte de Shajar que se manifiesta como una mujer con cabeza de cocodrilo y alas de murciélago. Es una diosa de la jungla y sus habitantes violentos, así como de la pasión, el caos y la venganza.[316]

##### Dioses del Mar Concurrido
Muchas islas en el mar Concurrido han estado aisladas durante décadas o siglos. En estos climas exóticos han surgido dioses extraños y misteriosos e incluso algunos de ellos son directamente monstruosos. Otros son héroes nacieron en las leyendas populares, en tanto que otros más son dioses de un tipo de criaturas que no han sido vistas desde que el primer genio se puso al servicio del primer sha´ir. Este es un tipo de mago que se especializa en los elementos y especialmente en el confinamiento e invocación de genios.
- El Tamborilero (The Drummer): No tiene forma física pero viaja por el aire cuando sus chamanes tocan grandes tambores hechos de huesos huecos. Cuando es convocado por sus fieles el Tamborilero puede atravesar los cuerpos de sus enemigos, dejando tras de sí un amasijo de carne inerte para admiración de los testigos.[316]
- Kar’r’rga: Un gigante con la cabeza de un cangrejo herradura, de quien se dice que vive en la entrada profunda de una isla desconocida. Se sabe que los nativos ofrecen ofrendas a esta criatura inmortal y en respuesta el gigante protege a sus pueblos de todos los que intentan navegar en la bahía y esclavizar a sus adoradores.[316]
- El Perdido (The Lost One): Es un dios marginado de la tierra de Afyal. Estatuillas de este ser lo representan como un gran humanoide con cabeza de elefante y con una largas y fluidas crines que todavía se encuentran en esta isla reino. La iglesia de Selan manda destruir todas estas estatuas blasfemas. El Perdido no tiene nombre o ya no se recuerda, pues huyó de Afyal cuando se encontraba bajo el asedio de los sacerdotes de los dioses ilustrados, apoyados por los genios. Desde entonces se cree que el Perdido se ha limitida a esperar pacientemente en alguna isla o cardumen submarino, donde acecha, meditando y esperando su regreso a su tierra natal.[316]
- Pag: Un dios de la naturaleza que ofrece numerosos dones. Se dice que Pag habita en cada árbol y flor, en la cadena de islas sobre las que reina. Por esta razón, sus fieles comen solo pescado y algas marinas, y dejan pudrirse las bayas sobre las lianas.[316]

##### Dioses salvajes
Los dioses que los zakharanos más civilizados consideran bárbaros o salvajes, cuidan de las tribus de la colinas y otras que viven en las altitudes más elevadas de Zakhara, muy por encima del calor del desierto llano. Estas deidades son brutales y bestiales, y son criaturas que no son nativas de la Tierra del Destino. Se dice que hubo una vez en que gobernaron los cielos por encima de las tierras, pero como castigo por sus fechorías fueron expulsados, buscando refugio en las afueras de Zakhara. Allí hay tantos dioses salvajes como tribus y pueblos existen.
- La Bestia (The Beast): Un dios violento y sanguinario adorado por algunas tribus de las colinas al sur de las ciudades libres. Se dice que babea y gruñe, y que tienen la apariencia de un hombre con los ojos y los colmillos de un gato. Según la leyenda, acecha las colinas buscando a los perdidos y los niños robados, para que les conceda la libertad de la muerte. Los chamanes de la Bestia pueden azuzar a sus gentes para enviarlos a asaltar las costas, lo que siempre termina en un baño de sangre para ambos lados. Los visitantes faerûnenses dicen que la Bestia no es otro que Malar con una personalidad zakharana.[316]
- El Dios sin rostro (The Faceless God): Vela por el mal y también por los malignos hombres yak que habitan en la esquina noroeste de Zakhara. Estos humanoides con cabeza de yak son más mortales que cualquier tribu salvaje, pues conocen el arte y la magia conocidas por la  civilización, pero las usan de una manera perversa. Solo poseen una deidad, que tiene la apariencia de un gran gigante. Al igual que los hombres yak, el dios viste túnicas pesadas y amplias. También tiene la cabeza de un yak, con grandes cuernos curvos. No obstante, a diferencia de sus seguidores, el dios no tiene cara.[316]
- Thasmudyan: Un dios abyecto de los muertos vivientes, adorado desde tiempos inmemoriales en la isla de Sahu. Se le conoce como el Rey de los Gusanos, el Gusano que Camina y el Dios Necrófago. Es una potencia legal maligna de Baator y su símbolo es una corona de huesos. Sus seguidores pertenecen al llamado Culto de los Gusanos y fue poderoso durante la dinastía de los reyes nigromantes, que provocó la decadencia de su pueblo y llevó a su gobierno a sucumbir a la destrucción.[318]

##### Dioses fríos de los elementos
Los mortales que han visto la fuerza apabullante de un monolito elemental saben que tal creación no es más que una ligera sombra de la deidad nacida del mismo plano Elemental. A pesar de su poder, pocas criaturas rezan a los dioses fríos para obtener magia u orientación. Estas deidades se denominan «frías» debido a sus actitudes distantes y desapasionadas hacia los mortales y otros seres inferiores. Los genios, que son criaturas de los elementos, por supuesto reconocen la existencia de los dioses fríos pero tienen la regla no escrita de no venerarlos.
- Los Señores Elementales del panteón faerûnio; Akadi, diosa del aire elemental;[316] Grumbar, dios de la tierra elemental;[316] Istishia, dios del agua elemental;[316] y Kossuth, dios del fuego elemental.[316]

##### Dioses de los genios
En Zakhara son relativamente comunes los genios, seres extraplanarios vinculados a los planos Elementales que también conectan con el plano Astral zakharano. Estas deidades están fuera de la clasificación definida por los sacerdotes humanos y su fe es profesada entre genios y por sha´ir. También poseen largos nombres y rimbombantes epítetos y en especial se consideran los más poderosos de su raza.
- El gran kan de los dao es Kabril Alí al-Sara al-Zalazil, y es neutral maligno. Nunca abandona su tesorería en el plano Elemental de la Tierra y se dice que fue derrotado una vez por el Dios sin rostro, lo que obligó a los dao a servir a los hombres yak.[320][319]
- El gran califa de los djinn es Jusam al-Balil ben Nafhat al-Yugayyim, y es caótico bueno. Aunque casi nunca sale del plano Elemental de Aire se dice que está aliado con muchos dioses zakharanos.[320][319]
- El gran sultán de los ífrit es Marrake al-Sidan al-Hariq ben Lazan y es legal maligno. Gobierna sobre la célebre Ciudad de Oropel del plano Elemental del Fuego y algunos dicen que es un ser corrupto que gusta de los juegos de apuestas y una vida decadente; está aliado con Imix, el archielemental malvado del fuego, y con Kossuth.[320][319]
- La gran padishá de los marid es Kalbari al-Durrat al-Amwaj ibn Jari y es caótica en alineamiento. Gobierna sobre la Ciudad de las diez mil perlas en el plano Elemental del Agua y se preocupa de las migraciones de los seres acuáticos, en especial de las ballenas.[320][319]

##### Diosesajami(«extranjeros»)
Algunas creencias se llevan a Zakhara a través de comerciantes y exploradores de tierras lejanas. Para los zakharanos tales dioses extranjeros, los dioses ajami, son invariablemente presuntuosos y egoístas. Sus templos son restrictivos pues en cada uno de ellos se venerar a un dios extranjero a expensas de otros.
- Gond: Es venerado por los comerciantes de tierras lejanas de Lantan, que evocan su nombre mientras se hacen cargo de sus negocios. Tales comerciantes ocasionalmente hacen paradas en las ciudades libres. Gond fabrica dispositivos, una ocupación indigna para una deidad, pero tal vez no quedaban más quehaceres cuando Gond llegó a la mesa de los dioses. Su símbolo, una rueda nudosa, se utiliza para marcar dispositivos que son potencialmente peligrosos.[316]
- Helam: También llamado Helam el Vigía, sirve como guardián de los bárbaros del norte. Helam es el escudo de los bárbaros, al igual que la gran ciudad de Qudra protege el mundo civilizado contra una invasión bárbara. De hecho, fue en la puerta de Qudra donde los zakharanos primero obtuvieron su comprensión de Helam. No hace mucho un grupo de aventureros ajami aterrizó cerca de la Ciudad del Poder e intentó reclamar todo el terreno para espiar su patria. A algunos marids y djinn rápidamente les desanimó tales actitudes, y se dice que los supervivientes sirven a los mamelucos como esclavos. Helam es la versión zakharana de Yelmo.[316]
- Clang: Este dios ejemplifica la extraña naturaleza de los distantes norteños. Al igual que Gond, construye cosas, lo que significa que los norteños tienen dos dioses haciendo lo mismo. Pero Clang es un dios enano y Gond es un dios humano, y para los norteños esas definiciones son absolutamente normales. Las leyendas sobre Clang han sido transmitidas entre familias de enanos durante generaciones, pero con el tiempo su fama va meguando en tierras zakharanas. Clang es Clangeddin Barba Plateada.[316]

### Dioses de Kara-Tur
Kara-Tur, continente al este de Faerûn, es la versión de los Reinos para la antigua Asia, contrándose especialmente en la Antigua China. El Imperio celestial, también conocido como el Paraíso Celestial o el Imperio de los Cielos, es el panteón dominante del continente de Kara-Tur, especialmente en el imperio de Shou Lung. También es la jerarquía espiritual que administra a sus dioses, espíritus, dragones y otras criaturas, a través de la Burocracia Celestial, como se conoce generalmente a las deidades del panteón kara-turano. La Burocracia Celestial posee dominio sobre el continente de Kara-Tur, desde los imperios de Shou Lung y T'u Lung en el interior; a la cuenca del Ama en el norte; Koryo, Kozakura y Wa en el este; Tabot en el oeste; y Malatra, Petan, las islas de Bawa y Bertan en el sur.

#### Filosofías y fes
- La Senda de la iluminación: Esta senda es oficialmente reconocida como una religión estatal en Shou Lung, principalmente debido a la milicia organizada del templo y su fuerte influencia en la corte. Se dice que las enseñanzas de la senda fueron reveladas primero en las provincias del río Hungtse, marcadas a fuego en el granito de los acantilados de Tanghai. Su credo es el siguiente: «honra a quien te ha precedido, porque el pasado es eterno. Honra y respeta a tus ancianos y a los ancestros. Muestra honor en palabra, pensamiento, acción y obra. No hables palabras falsas, ni participes en hechos falsos, porque estos no son li (el término para la rectitud bajo el cielo). Honra al que te gobierna, porque la tierra es el espejo del cielo, y el hijo del cielo es el espejo del Celestial. Sé obediente a tu señor. No participes en asuntos triviales, ni cometas asesinatos, pues golpear a otro en nombre de la ira no es li. Honra a los que deben gobernar, porque bajo los ojos del cielo, son tus iguales. Sé justo con los que siguen esta reglas. Sepa que todas las cosas son uno bajo el cielo, incluso la criatura más humilde».[321]
- El Camino: Los seguidores del Camino son conocidos como chung tao o guías del camino. El camino es mucho más una filosofía que una religión. Sus santuarios son más bien ermitas, muy pocos y organizados como monasterios o escuelas. El Camino dice que todos cosas en el universo celestial afectan y se ven afectadas por todos los demás. No hay bien, mal, ley ni caos. Solo las fuerzas del universo, que pueden ser manipuladas como se desee. En los primeros días del imperio esta doctrina causó una gran brecha en la unidad de la fe, y fue entonces cuando emergieron dos templos principales en medio del caos de las luchas internas. Un grupo, conocido como el chung tao negro, cree que el hombre superior tiene el deber de dar forma al universo a sus propios fines, dirigiendo a los no iluminados de la tierra hacia un objetivo superior. El segundo grupo, conocido como los chung tao blancos, creen que no hay hombres superiores, solo iluminados, y que la observación adecuada del Camino es mantener el equilibrio natural durante los sucesoso que acaercen en la vida. Las dos sectas se distinguen por una marca de identificación mostrada en el torso o cosido en las prendas. Este símbolo, que representa el concepto del yin y yang, es un círculo mitad negro y mitad blanco.[322][323]
- La fe de los Nueve Viajeros: La de los Nueve viajeros es probablemente la fe más antigua en Shou Lung y es muy popular entre las clases bajas. Debido a esto es probablemente la religión más débil, ya que casi no tiene templos o sacerdocio organizados. Es poderosa por el hecho de que es extremadamente popular entre los mandarinatos, porque su principio básico es que incluso el más humilde de los hombres podrá en un futuro convertirse en el gobernador del imperio. Como el mandarinato se convirtió en el partido gobernante de la burocracia, esta fe fue promovida para establecer su posición de gobierno, de modo que la dinastía kao ha escrito varios tratados abordando la fe de los Nueve viajeros. A esto se opuso la nobleza, que reconoció una amenaza política cuando observaron que la fe considera que los Nueve son seres inmensamente poderosos de la Burocracia celestial. Los Nueve viajeros, son, en esencia los Nueve Inmortales descritos más abajo.[321]

#### La Burocracia Celestial
Está escrito que la tierra es el espejo del cielo en todas las cosas. Por lo tanto, es correcto pensar que si en Shou Lung tenemos un emperador y una corte con sus funcionarios, debe ocurrir lo mismo en el Imperio celestial. El Imperio del Cielo incluye todo el cielo y todas las tierras, organizadas bajo el gobierno de los poderosos. Incluso los emperadores de la tierra de abajo son simplemente sus súbditos, mientras que todos los innumerables inmortales, semidioses, espíritus, dragones y poderes de la tierra sirven como sus oficiales. Cada oficial del imperio del cielo es responsable de la Burocracia Celestial.
- El Emperador Celestial: Gobernando desde su trono en el Centro de todos los cielos, el Celestial traza el camino de lo que ha sido y será. Solo hay un Emperador celestial, y él ha gobernado desde el comienzo del Gran Ciclo. Hizo que un rayo rojo inscribiera su voluntad en el granito del río Hungtse, para que fuera recordada por los hombres por los siglos de los siglos. Al comienzo de cada año nuevo, el Celestial llama a la Burocracia Celestial ante el Trono de Jade, para escuchar los informes de cada uno de sus sujetos. El Celestial emite su juicio premiando a los buenos y castigando a los malvados. Como está escrito en el Libro del Cielo: «si una tierra está gobernada con la justicia, esta acompañará a la ley. Apela entonces al Cielo, porque es la fuente de toda justicia».[324]

##### Los Nueve Inmortales
Al comienzo del mundo, el Emperador celestial decidió transmitir la Voluntad del Cielo enviando emisarios a las tierras de abajo, para que cada uno de sus heraldos se ocupase de transmitir el Camino verdadero. Estos emisarios fueron los primeros emperadores de Shou Lung, y son conocidos en las leyenda como los Nueve Inmortales. Estos inmortales personifican las nueve virtudes cardinales del Camino. Como quiera que el Celestial había enviado a esos Inmortales, las tierras inferiores fueron llamadas desde entonces Shou Lung, o «concilio de los dragones», porque a veces estos toman la forma de dragones. El pueblo shou invoca constantemente a sus Inmortales pero realmente esperan de ellos que les brinden buena suerte en todas sus empresas.
- Kuan Ying, la Compasiva, es la diosa de la piedad y la alegría.[324]
- Chan Cheng, el Poderoso señor de los héroes, es el dios de la guerra, las artes marciales, el combate y la valentía (es percibido pues como el patrón de los monjes y también es el Inmortal que más está en contacto con otros panteones).[324]
- Ch'en Hsiang, la Inspiración poética, es el dios de la poesía, la música y la literatura.[324]
- Chih Shih, el Señor de los sabios, es el dios de la historia, el saber y el respeto por la tradición.[324]
- Nung Chiang, el Maestro del arado y el Señor de la tierra roja, es el dios de la agricultura y la fertilidad.[324]
- Ai Ch'ing, la Señora del amor y la fidelidad, es la diosa del amor y el matrimonio.[324]
- Fa Kuan, Aquel que camina con la justicia y el Legislador, es el dios de la justicia (y el karma).[324]
- Hsing Yong, el Afortunado, es el panzudo dios de la fortuna y la prosperidad.[324]
- Shu Chia, las Manos del maestro, es el dios de la artesanía y las artes.[324]

##### Inmortales menores
Los sirvientes y asistentes de los Nueve Inmortales, los inmortales menores, descienden de sabios que han sido particularmente piadosos en vida. Como recompensa, el Celestial les ha otorgado la bendición de inmortalidad y poderes divinos limitados. Los inmortales menores tienen tareas específicas que realizan en el cielo y sobre la tierra roja, y son comandados por uno de los Nueve Inmortales en sus tareas.
- Damas de jade: Servidoras de Shu Chia, las Damas de jade aparecen como mujeres translúcidas con túnicas verdes y elaborados tocados de jade y son responsables de crear y colocar tesoros y cosas bellas dentro de la tierra. Sus poderes les permiten tejer el oro, la plata y el cobre en las vetas de las rocas, para crear ricos depósitos de jade en lugares secretos, que deben ser descubiertos por mineros y artesanos.[324]
- Espíritus del arroz: Sirvientes de Nung Chiang, los espíritus del arroz son espíritus de las cosechas, responsables de que el arroz crezca fuerte y alto. También se encargan de la fertilidad de hombres y bestias, y juzgan si se debe permitir o no descendencia en una familia. Los espíritus del arroz pueden ser hombres o mujeres, y aparecer en una variedad de aspectos, incluidos animales y bestias míticas.[324]
- Mujeres lunares: Son responsables de mantener el cuidado apropiado de los cielos. Rellenan el aceite de la gran lámpara del sol, pulen el millón de cristales de las estrellas, y dirigen a la luna y las constelaciones en sus recorridos por el firmamento. Como el calendario se deriva de los movimientos celestes, las mujeres de la luna son también apreciadas como santas patronas de cualquier tema relacionado con el tiempo y los astros, como festivales, momentos históricos portentosos y días propicios. Aparecen como mujeres jóvenes y esbeltas con túnicas de gasa azul, que a veces son casi transparentes.[324]
- Espíritus guerreros: servidores de Chan Cheng, estos inmortales menores son responsables de conceder determinación heroica y coraje en los débiles de corazón. Aparecen como figuras inspiradoras, a menudo al mando de ejércitos fantasmales cuya aparición es sinónimo de una oleada de batallas. También son responsables de llevar a los espíritus de los héroes muertos para que sean juzgados por los Señores del karma, y de la misma manera también custodian las puertas del inframundo de posibles intrusos.[324]
- Damas de la compasión: Estas inmortales menores son las asistentas personales de Kuan Ying, y se aparecen en todo el cielo y la tierra roja para aliviar el sufrimiento y el dolor. Aparecen como muchachas con túnicas blancas y cabello largo y suelto, y a menudo llevan una tela blanca de seda para vendar las heridas.[324]
- Señores del karma: jueces servidores de Fa Kuan, los Señores del karma juzgan si el alma de una persona ha ganado suficiente mérito en su vida actual. Tras su juicio, el alma puede ser elevada al cielo de los antepasados, o incluso ser alzado para sentarse entre los inmortales. Sin embargo, si los Señores fallan en su contra el alma será condenada a ser un espíritu para toda la eternidad, vagando por la tierra roja de noche, y atrapado en los infiernos del inframundo durante el día.[324]

##### Otros seres divinos
- Sabios: Los sabios son personas que, en sus vidas terrenales, han sido de tal pureza y resolución que gozan del beneplácito de los inmortales. No obstante aún no poseen la grandeza de espíritu necesaria para alcanzar la apoteosis y como tal no poseen poderes divinos y se les niega la inmortalidad. Un sabio no necesita estar muerto para alcanzar la iluminación, y muchos caminan hoy en día sobre la tierra roja, actuando como maestros que imparten sabiduría con sus actos piadosos; los sabios (o budas, como se les conocen en Tabot). La mayoría de ellos moran aislados del mundo, como ermitaños pacíficos en cuevas, montañas o selvas, para así poder alcanzar la paz espiritual.[324]
- Espíritus de los muertos: Descienden de aquellos que vivieron existencias malvadas o insatisfechas en vida. Han sido juzgados por los Señores de Karma y condenados a caminar eternamente atormentados por la tierra roja como espíritus. Durante el día están alejados de los ojos de los hombres en la oscuridad del inframundo; en las cavernas oscuras resuenan sus gritos de angustia. Por noche rondan la tierra a menudo haciendo el mal, en lugares prohibidos o cerca del lugar donde murieron o fueron enterrados. Esta es la razón por la que los shou nunca visitan los cementerios al caer la noche. Estos espíritus famélicos son muy temidos por los mortales, pues retorcidos por la pérdida de sueños incumplidos son una visión de la venganza de los errores del pasado.[324]
- Espíritus de la naturaleza: Estas criaturas existen como fuerzas del mundo material. Algunos espíritus, como los kami del lugar, son los guardianes de los sitios y tesoros. Un ejemplo de este tipo es Haruga, el espíritu de la isla de Akari. Otros, como los kami de elementos, mueven los vientos y aguas en la dirección de los grandes dragones celestiales. También hay espíritus de la piedra y las bestias, las serpiente y las aves, que también protegen lugares poderosos en el mundo. Son estos los espíritus del viento, aire y agua, que los sacerdotes Chung Tao de T’u Lung llaman espíritus de la naturaleza. Ocasionalmente los espíritus de la naturaleza y los humanos se enamoran y estas uniones a menudo producen descendencia. Este es el origen de los hombres espíritu y de los hengeyokai; personas que combinan rasgos propios de los espíritus con una naturaleza material. Muchos de los grandes romances de los shou en la literatura describen estas curiosas uniones, como la antigua leyenda de la mujer del río.[324]
- Mono Loco: Siendo su verdadero nombre Hu Sen, el Mono Loco es una de las figuras más poderosas de Burocracia Celestial, pero permanece al margen de esta. Incluso se ha revelado que en realidad es una Archifata que logró unirse a los panteones de Kara-Tur. Mono loco es un espíritu libre que no puede estar en un puesto de responsabilidad durante demasiado tiempo sin aburrirse y hacer travesuras. Generalmente comete pequeñas bromas, como imitar las voces de sus superiores de manera ridícula o emborracharse en momentos solemnes. Hu Sen posee una fuerza sobrenatural y es capaz de realizar mil proezas. Viaja en una nube mágica, tiene un bastón que se encoge y se estira a voluntad e incluso puede hacer clones de sí mismo arrojando pelos suyos al aire. El Emperador hace muchos siglos que lo desterró a las Tierras de la horda, exilio que tuvo que aceptar a regañadientes, pero ahora pasa el tiempo vagando por toda Toril y se ha convertido en todo un experto.[325][326]

- Dragones celestiales: Los dragones orientales son todos parte de la Burocracia, y tienen su responsabilidad comandando las fuerzas de la naturaleza. De entre ellos los yu lung («dragón carpa») no se encuentran en la Burocracia Celestial y por lo tanto no son adorados.[324]
  - Los chiang lung («dragón de río») custodian lagos y ríos, y también producen la lluvia.
  - Los li lung («dragón de tierra») controlan el poder de la tierra y el suelo.
  - Los lung wang («dragón marino») sirven como asistentes de los Señores del Mar, especialmente en la defensa de las criaturas marinas.
  - Los pan lung («dragón enroscado») custodian los lugares ocultos bajo la tierra.
  - Los shen lung («dragón espíritu») auxilian a los ajetreados chiang lung.
  - Los t'ieng lung («dragón celestial») controlan el clima, pero no la lluvia.
  - Los tun mi lung («dragón tifón») desencadenan tormentas marinas.

#### Los ocho millones de dioses
Hay dos religiones principales en Kozakura (el Antiguo Japón de los Reinos), la de los ocho millones de dioses, el sistema de creencias más antiguo kozakurano, y la Senda de la Iluminación, traída a Shinkoku por los sacerdotes de Shou Lung. El número de fieles dedicados a la práctica de una sola religión es bastante pequeña, y consiste en sacerdotes, monjes, shukenja, sohei y devotos devotos de la secta. Esta antigua religión de los ocho millones de dioses es una colección de creencias y rituales que se relacionan con varias deidades de la naturaleza (o kami, como refieren los kozakuranos). No hay gran maestro o libro sagrado para los ocho millones de dioses, ni rituales formales de culto. Entre los ocho millones de dioses se incluyen una gran cantidad de deidades, espíritus y criaturas increíbles, incluso héroes mortales ascendidos. Algunos son dioses celestiales y otros espíritus animales. Según la mitología kozakurana, durante la Era de los Dioses las aguas del mundo y el islas de Kozakura fueron creadas por los dioses, mientras que los dragones divinos crearon la bóveda de los cielos y la estaciones. Generalmente se acepta que las deidades Nagikami y Namikami fueron los responsables de estas originales creaciones. De estos dioses surgieron también las numerosas deidades y espíritus divinos ahora adorados en Kozakura.
- Namikami: Conocida como la Hermana Celestial, es la creadora de Kozakura además de otras deidades y espíritus. El templo de Namikami se encuentra en las laderas de Tokuyama en la provincia de Yokozu. Es uno de los de los templos más antiguos y honrados de Kozakura. Se dice que se retiró a la isla de Hinomoto donde está su majestuoso templo.[330][327]
- Nagikami: Conocido como el Hermano Celestial, es el creador de Kozakura además de otras deidades y espíritus. Se dice que se retiró a la isla de Hinomoto donde está su majestuoso templo.[330][327]
- Amaterasu: La diosa del sol y la justicia es también la abuela del primer emperador de Kozakura. Se dice que nació cuando Nagikami se lavó su ojo izquierdo para purificarse en su viaje al Yomi. Gobierna en la Llanura de los Cielos y ha protegido a la familia imperial desde entonces. Amaterasu lleva los atavíos divinos y su poder bendice las cosechas, lleva la luz al mundo, cura las enfermedades y su sola presencia puede desintegrar a sus enemigos. Su símbolo es el sol, es legal buena y es la matriarca de los ocho millones de dioses.[327][331]
- Susanoo: Más conocido como Susano no Mikoto y el Hijo Fiero de los Vientos, es un kami de los vientos e hijo de Namikami y Nagikami. Se dice que un campesino que quiera conseguir una buena cosecha puede depositar ofrendas en alguno de sus templos. También es venerado por los korobokuru.[327][332]
- Tsukuyomi: El dios de la luna, de alineamiento neutral bueno. Tsukiyomi nació del ojo izquierdo que Nagikami se lavó para purificarse, y por lo tanto es hermano de Amaterasu y Susanoo. Es el dios de la luna y el regulador del paso del tiempo y su símbolo es la liebre lunar, haciendo bollitos de arroz. Tiene el poder de controlar el flujo del tiempo y de iluminar la noche con su sola presencia. Sus sacerdotes se especializan en la gastronomía derivada del arroz, producto nacional.[333]
- Kagutsuchi: Conocido tan solo como el Fuego Brillante en Kozakura, es un dios del fuego e hijo de Namikami y Nagikami, también es venerado por los korobokuru. Durante sus combates contra su hermano Susanoo se crearon las islas Senshi.[327]
- Okuninushi: Una deidad de la fertilidad de alineamiento legal bueno. Hijo de Susanoo, Okuninushi es el dios de la medicina, la hechicería y la tierra. Es el prototipo de héroe, pues el mismo fue uno de ellos en el pasado, y tiene el poder de hablar con cualquier kami que desee. Sus sacerdotes son expertos sanadores versados en la medicina y pueden usar el poder de la tierra para defender el suelo sagrado. También auxilian a los samuráis y a los héroes de alineamiento bueno, que siempre son bienvenidos en sus templos.[333]
- Ninigi: Conocido como el Nieto Augusto, es el nieto legendario de Amaterasu y de quienes descienden los emperadores. Escogió como consorte a la Dama de las Flores y con ella estableció la abundancia en Kozakura.[334]
- El emperador de Kozakura, de quien se dice es descendiente directo de la propia Amaterasu.[335][336]
- Chirasu: Una diosa del sigilo, patrona de los ninjas, yakuza, y aquellos que desean llevar a cabo sus acciones sin ser detectados por otros. Es de alineamiento neutral. La mayoría de los santuarios de Chirasu fueron construidos por la familia ninja de Konishi. Algunos de los sohei o shukenja que cuidan los santuarios son también ninjas. Se puede contactar con los ninjas de Konishi en el santuario de Chirasu, que generalmente se encuentra cerca o dentro de una ciudad, pero hay que hacerlo con sumo respeto y cuidado.[337]
- Bishamon: El del Vasto Oído, es el espíritu guardián del norte de las tierras de Wa. Está inspirado en Bishamonten.[338]
- Komoku: El de la Vasta Vista, es el espíritu guardián del oeste de las tierras de Wa. Está inspirado en Komokuten.[338]
- Zocho: El Vigilante de las Tierras, es el espíritu guardián del sur de las tierras de Wa. Está inspirado en Zochokuten.[338]
- Jiko: Espíritu guardián del este de las tierras de Wa. Está inspirado en Jikokuten.[338]
- El general Yoshibei, conocido como el "Dios de la guerra", defensor de Nakamaru de Wa contra la invasión de Shou Lung y elevado al estatus de deidad local.[339]
- El Espíritu de Wa: Creador de las islas de Wa y una figura importante en esa mitología. Se dice que desterró a los seres demoníacos a las Islas Exteriores.[340]
- Tadasu no Kami: El dios de la justicia, conocido como el Dios que Rectifica. Posee dos cabezas: una tiene un rostro sosegado y compasivo y el otro está lleno de cólera y venganza.[333]
- El Espíritu del Sol: Cuando Matasuuri Nagahide se convirtió en shogun, decidió que los símbolos de su dios traían mala suerte y los delataba a todos por ser relucientes. El Espíritu del Sol visitó a Nagahide en un sueño y se ofendió cuando supo que Nagahide ya no tenía sus dones.[341]
- La Dama de las Flores: Hermana de la Dama de las Rocas, compitió por el amor de Ninigi. Finalmente se desposó con él y por eso se dice que Kozakura es la tierra de los cerezos en flor.[334]
- La Dama de las Rocas: Hermana de la Dama de las Flores, perdió en un certamen para ver quién obtenía el amor de Ninigi.[334]
- El Dragón de la Tierra: Un dios terrestre y personificación de la cadena montañosa del Espinazo del Dragón en Shinkoku.[342]
- Príapo: Otro dios de la fertilidad, sorprendentemente adorado en Kara-Tur como un dios inmigrante. Tiene un gran templo en la isla de Firando que concede la fertilidad a las mujeres estériles.[343]
- Chantea: La diosa faerûnense Chauntea es adorada en Kozakura bajo este nombre en Juzimura, una aldea agrícola. Su fe fue traída a esas tierras por inmigrantes, que impusieron esa fe a la fuerza, incluso enfrentándose al shogun local. La fe está prohibida y perseguida, pero continúan estableciéndose templos en su nombre.[344]
- Ontogo: En las islas de Paikai existe un ídolo a Ontogo, dios de la oscuridad. El ídolo tiene cuernos curvos, nariz aguileña y patas de halcón. Se sienta a horcajadas sobre una estatua de bronce de un jabalí.[345]
- El Rey Juez: Se dice que se encarga de juzgar las almas de los difuntos en el más allá. El Río de las tres Rutas es tomado por espíritus recién muertos en su camino al más allá pero los vivos no conocen su paradero. Como su nombre indica, el río tiene tres afluentes. Uno conduce a la Vida de las Bestias, la segunda a la Reino de los Fantasmas Hambrientos, y el tercero a los Grandes Infiernos. Cualquiera que sea la ruta que se tome, el espíritu es examinado en el camino por jueces fantasmales. Después de emitir su terrible juicios, el temible Rey Juez evalúa al espíritu y da sentencia de su castigo. Sólo al completar su sentencia puede el espíritu encontrar la paz en el más allá.[334]
- Jizo: Un trotamundos errante por los Ríos de las tres Rutas. Se encarga de proteger esas almas recién llegadas tras su paso por las aguas.[334]
- Ababuio: Un dios de la buena suerte. Se dice que Osari Daizan, un samurái y a la vez daimio de Tifuido, es su descendiente directo.[346]
- El Señor del Río: Honrado por los hombres espíritu del río, se rumorea que vive en varios ríos. Sin embargo suele asociarse con el Tanokawa, el río que entra en el mar en Renkyu. Un santuario a esta deidad de los hombres espíritu se construye sobre el agua del Tano, y se tarda un día viajando desde el río Renkyu para alcanzar sus riberas. Las personas que dependen del río para su sustento y muchos hombres espíritu peregrinan a este santuario. El templo goza de una gran riqueza pero está protegido por espíritus del agua, elementales y carpas gigantes.[347]
- Espíritus elementales del volcán Daidake: Espíritus elementales y locales de fuego y tierra, que son adorados en el templo de la Rana Roja.[348]
- El gran espíritu de la tierra: Venerado como dios guardián de la isla de Yarujima.[349]
- El gobernador krakentúa: Se dice gobierna las islas de Gargantuas. Se trata de una inmensa monstruosidad con el cuerpo de un hombre y la cabeza de un kraken. El krakentua es un poderoso espíritu demoníaco con un apetito insaciable de poder y destrucción. Hace una década el krakentua fue severamente herido en una lucha contra espíritus poderosos del océano y tuvo que huir a las Islas Exteriores de Wa. Tomó residencia en la Isla de Gargantua donde se divertía observando las interminables y sangrientas batallas entre los garganutas reptilianos e insectoides mientras se aguarda ocultamente para poder recuperar la salud y planear su próximo movimiento. El krakentua fue contactado recientemente en un sueño por Shiz-ti, un poderoso wu jen de Paikai.[341]
- El Dios Oso: De acuerdo a las leyendas de los korobokurus, es un animal espiritual que creó el mundo y las islas de Kozakura, junto con la Diosa Águila.[350]
- La Diosa Águila: De acuerdo a las leyendas de los korobokurus, es un animal espiritual que creó el mundo y las islas de Kozakura, junto con el Dios Oso.[350]
- Otros animales espirituales innominados, también adorados por los korobokurus.[350]
- Suku-nabiko: Un dios polilla. Se trata de una deidad enana con alas de polilla y un manto de plumas de cuervo, y que tiene la capacidad de comunicarse a través de los sueños de los durmientes.[351]
- Sagashi: Un dios zorro y guardián de Miyashima. Está relacionado con el culto de los kitsune.[352]
- Ama Kurisuki: Una diosa adorada por los espíritus de los cerezos en flor de la provincia de Maeshi.[353]
- Un dios espíritu con la forma de dragón tortuga, aplacado en la isla de Obakuto.[354]

#### Los Señores de la Creación
Los Señores de la Creación, también conocidos como el panteón védico, son deidades adoradas por el pueblo del Reino Kuong y por el pueblo Purang, en la región de Malatra, en el sur de Kara-Tur. Adoptados de una cultura del sudoeste más allá de los límites de Kara-Tur (las junglas de Malatra), los Señores son una familia divina muy unida de poderosas deidades. Como suele suceder con los panteones, cada uno es responsable de un aspecto diferente de la existencia terrenal. Los seguidores de esta religión pueden adorar a un solo Señor de la Creación, o a muchos a la vez, pero los shukenja, sohei y monjes de esta orden siempre están dedicados a una sola deidad. Los lujosos templos dedicados a uno o más de los Señores de la Creación son muy comunes en el reino de Kuong. Los adoradores de los Señores de la Creación tienen poca de la perspectiva filosófica que ofrece el Sendero de la Iluminación, ni el respeto por los espíritus de la naturaleza que se encuentran en aquellos que siguen a las tribus elementales. Estos creyentes se encuentran entre los más arbitrarios y autoritarios de las selvas de Malatra. Como se especifica en el texto, «las deidades hindúes de Legends and Lore son adecuadas para su uso en la región de la selva de Malatra».
- Indra: Diosa mayor de la atmósfera, las tormentas y la lluvia. Es caótica neutral y suele ser venerada junto con su elefante, llamado Airavata. Se dice que antes de que el hombre existiera, la diosa Indra besó a su elefante y cruzó los cielos. Allí donde pisaba la gran bestia el vacío se comprimía bajo sus pies, dejando a su paso las colinas y los valles de Malatra ya formados. Indra terminó enfrentada en una disputa con su hermano Iama, quien reclamó gran parte de la nueva tierra formada. Incapaz de arrebatar la tierra de su control, Indra lloró de ira y al hacerlo creó los monzones y las abundantes vías fluviales que alimentan al selvas del sureste de Kara-Tur. Más tarde Indra se instaló en el monte Meru y pasó a ser una fiera y cruel diosa de la guerra y las tormentas. Su símbolo es la cabeza de un elefante blanco.[355][356]
- Garuda: El Rey de las Aves y a veces montura de Vishnu. Es legal bueno y patrón de los heraldos.[355][356]
- Iama (Yama): Semidiós de la muerte. Es legal neutral y suele ser adorado junto a su búfalo de agua. Se dice que Iama fue el primer ser humano en morir y desde entonces se ha convertido en el dios de los muertos. Su reino se encuentra en el extremo meridional, más allá de las tierras de los vivientes. Le arrebató las tierras de Malatra a su hermana Indra y estableció animales y personas para poblar este país. Desde entonces ha observado su progreso con especial interés. Su símbolo, un mazo rojo, le vale para dictar sentencias de los fallecidos.[355][356]

- Agni: Dios mayor del fuego y el relámpago. Caótico neutral. El dios del fuego es el intermediario entre los hombres y los dioses pues en los altares de sacrificios siempre arde el fuego. Está condenado a destruir todo lo que toca pero en el fondo es un dios de buen corazón que podría ayudar hasta el hombre más humilde. Puede controlar cualquier tipo de fuego como cabría esperar.[356]
- Kali: Una importante diosa menor de alineamiento caótico maligno. La Madre Negra es una terrible deidad de la vida, la muerte y la guerra. Es un ser paradójico, maternal y brutalmente violento. Por una parte es una diosa protectora y maternal, pero es más famosa por ser una diosa sanguinaria y destructora de enemigos, con una piel oscura y ornamentos de calaveras de sus enemigos. Su símbolo es una calavera.[356]
- Karttikeya: Semidiós de la guerra e hijo de Shiva y Parvati. Es caótico bueno y se lo representa con seis cabezas. Es el dios de la guerra, ya que dirige los gana (‘huestes’ celestiales de su padre) contra los ejércitos de los asuras.[356]
- Laksmí: La diosa de la belleza y la buena suerte es la consorte de Vishnu, con quien engendró a Kama, el dios del amor. Es caótica buena. Sus sacerdotes son seres hedonistas que suelen patrocinar juegos de azar y es una diosa muy popular. Su símbolo es una flor de loto.[356]
- Marut: Los espíritus y personificaciones de los vientos de las tormentas que a veces acompañan a alguno de los dioses en sus ejércitos. Los maruts son de alineamiento neutral.[356]
- Ratri: La magnánima reina de la noche, Ratri posee dominio sobre la oscuridad y las cosas que permanecen ocultas pero no personifica la noche. Ratri es percibida como la patrona de los pícaros y asesinos que a veces son objeto de su cólera, pues es una diosa mercurial. Es neutral maligna. El símbolo de la Reina de la Oscuridad es una silueta femenina.[356]
- Rudra: Dios mayor de las tormentas y los muertos, de alineamiento legal neutral. Rudra se alimenta de los cadáveres de los caídos en combate. También es el Señor de los Animales y va armado con un arco negro con el que produce la pestilencia. Sus sacerdotes inspirar terror por toda Malatra y su iglesia está censurada en algunas partes de Kara-Tur.[356]
- Suria: Es el dios del sol (naciente y poniente), y tiene el deber de poner fin a la noche y calcular las horas del sol durante el día. Es legal bueno. Surya es invocado por su poder sanador y porque es el portador de la buena suerte. También puede hacer dormir a quien desee. Su símbolo es un medio sol.[356]
- Tuastri: Este semidiós, de alineamiento neutral, es una deidad de las creaciones y las invenciones. Se dice que fue un sacerdote humano que alcanzó la apoteosis por sus maravillosas creaciones y por desafiar a la propia Indra. Ahora gasta parte de su tiempo creando armas para los dioses y es patrón de arquitectos y artesanos.[356]
- Ushás: Diosa del amanecer, la luz y las cerraduras, Ushás es la hija eternamente joven de los cielos. Cada mañana ella destierra a los malos espíritus que se ciernen en la noche, despierta a dioses y mortales y abre las puertas de los cielos para que Suria pueda marchar por el horizonte. Tiene el poder de reencarnar a cualquier muerto, despertar a los durmientes y abrir cualquiera puerta o umbral, sin importar la cerradura o traba. Su símbolo es un sol naciente y su alineamiento neutral bueno.[356]
- Váruna: El guardián del rita (orden cósmico), Váruna es el dios mayor de los cielos, del orden y también protector de los juramentos. Es un juez vigilante del comportamiento humano y divino que exige que todos los seres se adecúen a ley imperedecedera. Se dice que Váruna puede leer el corazón de todos los seres y por eso se le temen tanto. Su símbolo es un par de nubes y su verdadero cuerpo, según dicen, es el mismo cielo. Es legal neutral.[356]
- Vishnu: El benéfico Vishnu es un dios mayor de la vida, la piedad, la luz y la protección, y es de alineamiento legal bueno. Toda Malatra cree que el dios acabará reencarnándose en mortal para cumplir una profecía. Tiene el poder de repeler la violencia y es el dios con más seguidores en Malatra. Por otro lado su maza puede desintegrar a quien impacta. Su símbolo es un loto, un disco, una maza y una concha, objetos que porta en cada una de sus cuatro manos.[356]

### Dioses de Anchorome
El continente de Anchorome se sitúa al norte de Maztica y es el más septentrional de Toril. A veces conocido como el archipiélago de Anchorome, es una región poco conocida compuesta por vastas tierras fértiles y varias islas. Al suroeste del continente se encuentran los azuposi. Los azuposi son una raza de humanos que viven en la Cuenca del Pasocada, a medio camino entre Maztica y Anchorome. Gozan de una existencia agraria y de una sociedad sofisticada. Están basados en la cultura amerindia de los anasazi. Los azuposi cree en muchos espíritus diferentes. Algunos son locales y patrones específicos de una cosa o lugar. Creen que los espíritus viven en el Wenimats, el Reino de los espíritus, un semiplano conectado con Brux, la segunda capa de la Tierra de las bestias (uno de los planos Exteriores de la Gran Rueda). Los sacerdotes azuposi no eligen un espíritu específico al que servir. Intentaron formar buenas relaciones con tantos espíritus como sea posible, actuando como diplomáticos y mediadores entre el resto de la población y los espíritus. No se conocen todos los espíritus venerados por los azuposi pero se tendrán en cuenta a unos cuantos.
Espíritus mayores
- Sus'sistinako: Se cree que Sus'sistinako, o la Mujer Araña, era uno de los espíritus más antiguos y poderosos, y que creó la materia primordial cruda del mundo.[357]
- Padre Sol: Un espíritu muy importante para los azuposi, pues gobernaba el paso del tiempo y la vida. Junto con la Mujer Araña es uno de los espíritus más antiguos y poderosos.[357]
- Sho'tokunungwa: El tercero de la tríada de los espíritus antiguos que también incluyen a la Mujer Araña y al Padre Sol. Es el espíritu de las estrellas y el cielo distante, incluido el clima.[357]
- Iyatiku: La Madre del Maíz es el espíritu de la vida misma. A pesar de ser un ser distante de las preocupaciones diarias de los azuposi, estos le tienen mucho aprecio y la adoran a menudo.[357]
- Alosaka: Conocido como el Germinador, es un espíritu distante preocupado principalmente por la fertilidad de la tierra, a un nivel que los azuposi no pueden comprender. Es uno de los espíritus más antiguos y se creía que, junto con Iyatiku, había creado los seres vivos de la tierra.[357]
- Masauwu: El Hombre Esqueleto es el patrón del pueblo azuposi. Es el espíritu de la muerte y los muertos y también el maestro del umbral que separa la vida de la muerte.[357]
- Los Gemelos de la Guerra: Conocidos como Ahaiyuta y Matsailema.[357]

Espíritus menores
- Miochin: El espíritu del verano.[357]
- Shakak: El espíritu del invierno.[357]
- Morityema: El espíritu de la primavera.[357]
- Shrui'sthia: El espíritu del otoño.[357]
- Tih'kuyi: La Madre Luna.[357]
- Paiyatemu: Un dios embaucador.[357]
- Hli'akwa: El Hombre de las Turquesas.[357]
- Ma'we: La Mujer de la Sal.[357]
- Los espíritus de los animales, y entre los más poderosos entre ellos están el Oso, el Puma y la Serpiente.[357]

### Dioses de Katashaka
El continente de Katashaka se encuentra al sur de Maztica. En algunas historias extravagantes es denominado como el "continente negro" por el color de piel de sus habitantes. En efecto este continente es la versión de los Reinos para algunas culturas del África negra. Se dice que Katashaka es la tierra original de las etnias humanas de los eshowe, los tabaxi (no confundir con la raza felina) y los thinguth. No se conoce mucho acerca de los dioses venerados en estas tierras pero se sabe que sus habitantes veneraban algunos espíritus poderosos.
- Olurobo: Hace milenios las tribus originales de los tabaxi veneraban a este dios, obviando al resto de deidades. Olurobo y su pueblo eran conocidos como los nyama-nummo.[358]
- Akongo: Uno de los nyama-nummo e hijo de Olurobo. Akongo era conocido por la tribu de los tabaxi como una entidad particularmente pérfida, que habitaba en las tierras altas del sur. Cuando el couatl Ecatzin se les acercó para predicar sobre Ubtao algún tiempo antes del −2809 CV, inicialmente se resistieron temiendo que la serpiente emplumada fuera un siervo de Akongo.[358]
- La Durmiente: La más poderosa de los nyama-nummo era conocido como la Durmiente —la terrible tarasca— y moraba en el Palacio de los Alliz-Dren. Era hija de Olurobo.  Esta bestia legendaria reinaba sobre las tierras de los tabaxi y supuestamente los favorecía sobre otras tribus. Estos a su vez eligieron a uno de los suyos al nacer para que se llamara Tarasajok, que significa «la que vela por el Durmiente», y tuvo el honor de ser el primero en ser devorado por ella al despertar en la conocida como "la noche de banquete". Finalmente en la noche posterior del banquete, antes del −2809 CV, en el actual Tarasajok, Oyai fue bendecida por Ubtao y empoderada con magia. Todo sucedió justo antes de que la Durmiente se despertara con un rugido y fuera a devorarla. Oyai usó la magia para detener, aplastar y matar a la Durmiente. Esa noche muchos tabaxi fueron liberados y, agradecidos, se comprometieron con Ubtao para viajar a continuación a través del mar hacia las junglas de Chult.[358]
- Otro espíritu animal venerado entre esa gente era la Anaconda, un dios del culto de la serpiente.[360]

### Dioses de Osse
El continente de Osse se sitúa al este de Kara-Tur y oeste de Maztica. Es la versión de los Reinos de las tierras de los aborígenes australianos. Su gentilicio es osselandés. Es un continente misterioso y prácticamente desconocido para el habitante común de Faerûn. Sus gentes son un pueblo aborigen con una cultura antigua, con fuertes lazos con sus ancestros y con su tierra, y en contacto con el mundo natural. Creen que todas las cosas tienen espíritu, desde los árboles hasta las rocas e incluso el mismo aire. Veneran a estos espíritus naturales y los espíritus de los antepasados por igual. El origen de la clase de chamán espiritual en los Reinos proviene de este continente.
- Alcheringa: Los osselandeses siguen la religión ritualista del Alcheringa («tiempo del sueño»), en la que veneran a héroes ancestrales como tótems y creen que las estrellas son en realidad los espíritus de sus antepasados. Sus sacerdotes son chamanes espirituales, sacerdotes de la sabiduría atávica que comandan el mundo de los espíritus. También son totemistas, y canalizan la magia pura de los espíritus de la naturaleza, en forma de incarnum. Los chamanes espirituales emprenden búsquedas para descubrir su camino en la vida, para preservar la naturaleza o para equilibrar el mundo espiritual. Durante estas peregrinaciones iniciáticas estos chamanes espirituales tienen la posibilidad de llegar hasta el lejano continente de Faerûn. Este tipo de lanzadores de conjuros con sus peculiares aptitudes mágicas son descritos en Magic of Incarnum, a saber, el encarnado (incarnate), el alma predilecta (soulborn) y el totemista (totemist).[362][364]
- Tumbarum: Uno de los tótems del Alcheringa, es el espíritu de la música, adorado entre cánticos rituales y alucinaciones colectivas por el uso de drogas psicotrópicas y la magia primordial.[365][366]